# Indien
Indien [ˈɪndi̯ən] (Eigennamen unter anderem Hindi भारत ISO15919 Bhārat, englisch India), amtlich Republik Indien, ist ein Staat in Südasien.
Indien umfasst den größten Teil des indischen Subkontinents. Der Himalaya bildet die natürliche Nordgrenze Indiens, im Süden umschließt der Indische Ozean das Staatsgebiet. Indien grenzt an Pakistan, das chinesische Autonome Gebiet Tibet, Nepal, Bhutan, Myanmar und Bangladesch. Weitere Nachbarstaaten im Indischen Ozean sind Sri Lanka und die Malediven. Hinsichtlich seiner Landesfläche ist Indien das siebtgrößte Land der Erde. Mit etwa 1,426 Milliarden Einwohnern ist Indien seit April 2023 vor der Volksrepublik China der bevölkerungsreichste Staat der Erde und somit die bevölkerungsreichste Demokratie der Welt. Durch fortschreitende Modernisierung, Bildung, Wohlstand und Verstädterung sinkt die Geburtenrate seit Anfang der 1980er Jahre.
Die Bundesrepublik Indien wird von 28 Bundesstaaten sowie acht bundesunmittelbaren Gebieten gebildet. Hauptstadt ist Neu-Delhi, Teil der Metropole Delhi. Die bevölkerungsreichste Stadt und zugleich das Wirtschafts- und Finanzzentrum ist Mumbai. Weitere Ballungsräume sind Kolkata, Chennai, Bengaluru, Hyderabad, Ahmedabad und Pune.
Das Gebiet Indiens ist spätestens seit der bronzezeitlichen Indus-Hochkultur zivilisiert. Seit seiner Unabhängigkeit vom Vereinigten Königreich 1947 und dem Britischen Weltreich ist es Mitglied der Commonwealth of Nations, zunächst als Kaiserreich mit dem britischen Monarchen als Kaiser von Indien und seit 1950 als demokratisch und säkular verfasste Republik. Das politische System Indiens basiert seither auf einer parlamentarischen Republik nach dem Vorbild des britischen Westminster-Systems.
Die indische Gesellschaft wird trotz verfassungsmäßiger Religionsfreiheit vom religiösen hierarchischen Kastensystem bestimmt. Die mit Abstand größte Religionsgruppe sind die Hindus, gefolgt von Muslimen, Christen und den historisch aus Indien stammenden Sikhs, Buddhisten und Jaina. Das Entwicklungsprogramm der Vereinten Nationen zählt Indien zu den Ländern mit mittlerer menschlicher Entwicklung. Beim Ländervergleich des Index der menschlichen Entwicklung lag Indien im Jahr 2021 auf Rang 132 von 191 weltweit.
Wirtschaftlich gilt Indien als Schwellenland. Es gehört zu den O5- und BRICS-Staaten und der Gruppe der zwanzig wichtigsten Industrie- und Schwellenländer (G20). Trotz seines niedrigen Pro-Kopf-Einkommens und -Vermögens, teilweise großer Armut, hoher Arbeitslosigkeit und ausgeprägter Einkommensungleichheit ist Indien aufgrund seiner großen Bevölkerung die dritt- bzw. sechstgrößte Wirtschaftsmacht der Welt (kaufkraftbereinigt bzw. nominal). Das Land war 2015 erstmals die am schnellsten wachsende Volkswirtschaft der G20-Gruppe, hat sich zu einem Zentrum für Informationstechnologie und -dienstleistungen entwickelt und verfügt über eine stetig wachsende Mittelschicht sowie eine der weltweit größten Softwareindustrien.
Seit 2014 ist der hindu-nationalistische Politiker Narendra Modi Premierminister Indiens. Kritiker bemängeln seitdem zunehmend autoritäre Tendenzen und die Einschränkung von Minderheitenrechten.

## Geografie

### Landschaftsgliederung

Topografische Karte Indiens

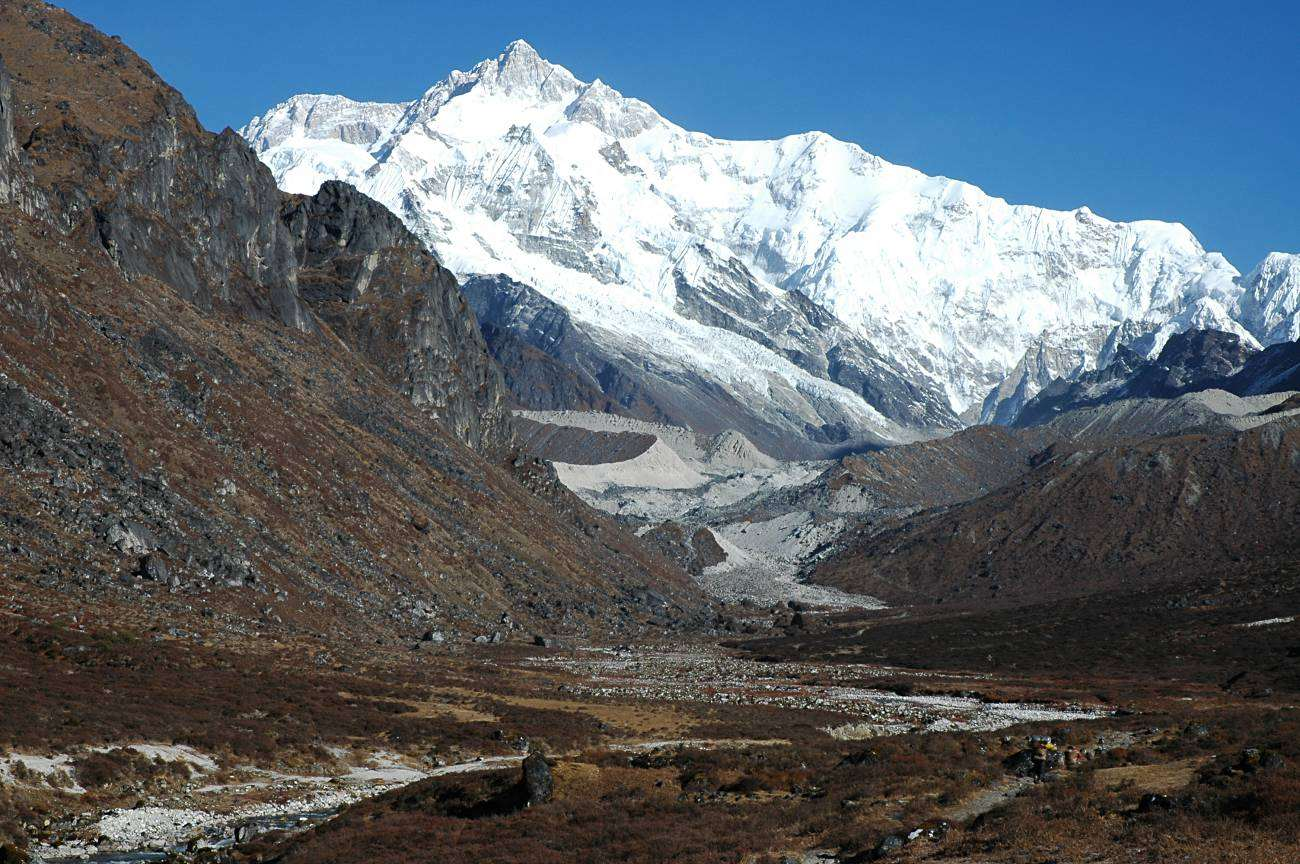
Der Kangchendzönga, mit 8586 m Indiens höchster Berg

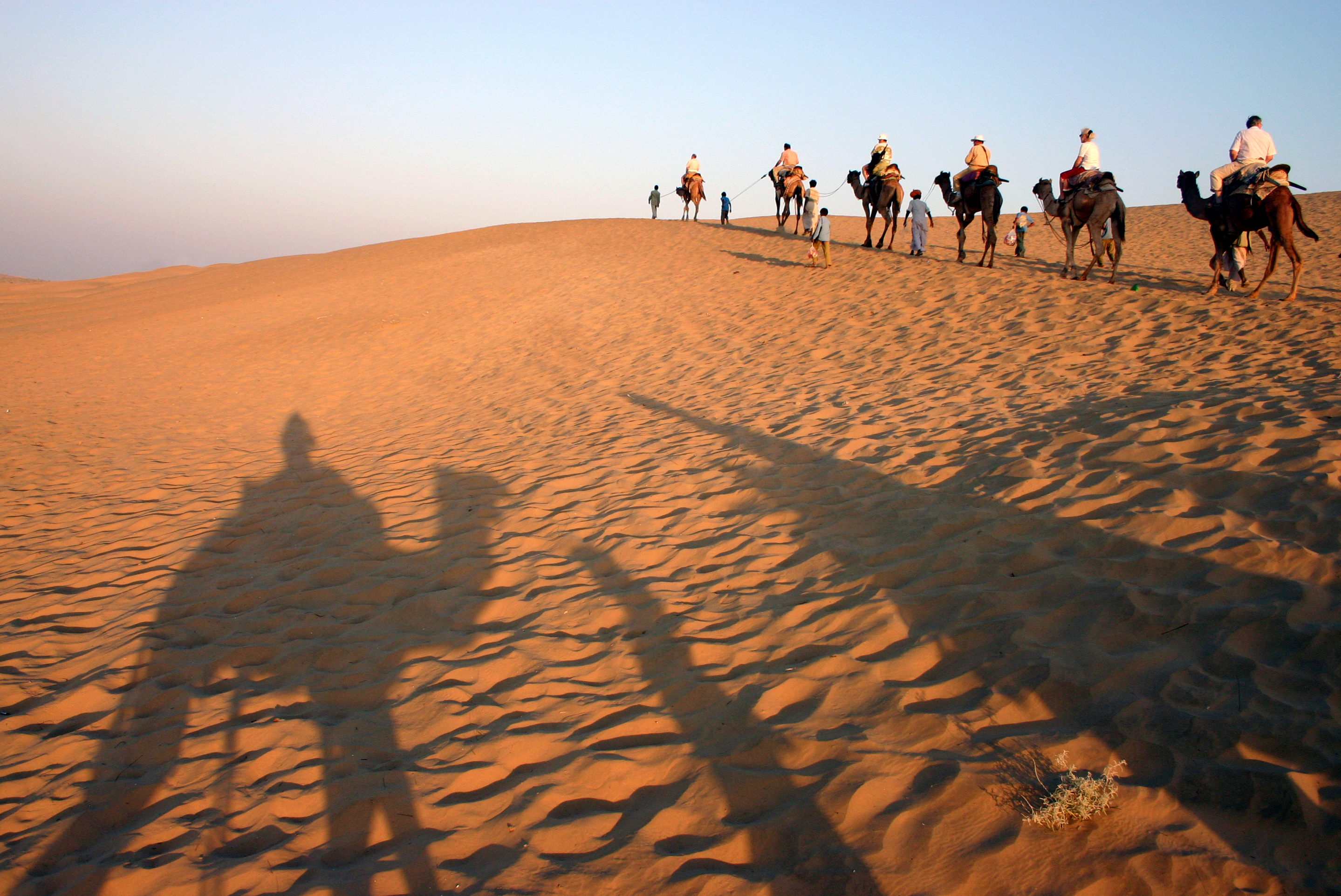
Wüste Thar in Rajasthan

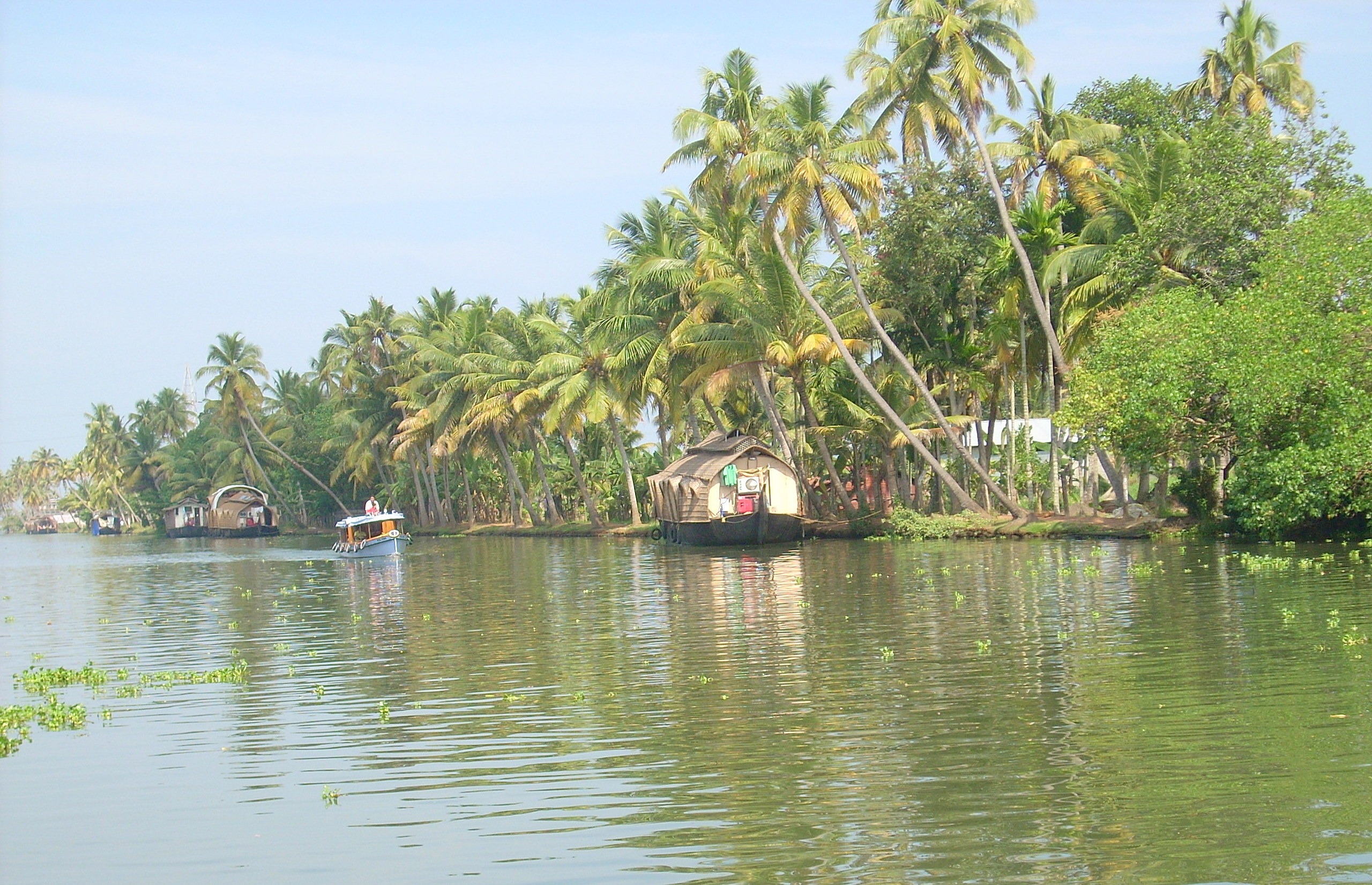
In den Backwaters von Kerala

Indien ist mit 3.287.490 Quadratkilometern der siebtgrößte Staat der Erde. Er erstreckt sich in West-Ost-Richtung vom 68. bis zum 97. östlichen Längengrad über rund 3000 Kilometer. Von Nord nach Süd, zwischen dem 8. und dem 37. Grad nördlicher Breite, beträgt die Ausdehnung rund 3200 Kilometer. Indien grenzt an sechs Staaten: Pakistan (2912 Kilometer), China (Autonomes Gebiet Tibet; 3380 Kilometer), Nepal (1690 Kilometer), Bhutan (605 Kilometer), Myanmar (1463 Kilometer) und Bangladesch (4053 Kilometer). Insgesamt beträgt die Grenzlänge somit 14.103 Kilometer. Da der nördliche Teil des umstrittenen Kaschmir seit 1949 unter pakistanischer Kontrolle steht (Waffenstillstand nach dem Kaschmir-Konflikt), hat Indien keine gemeinsame Grenze mit Afghanistan mehr. Die Küste des Landes ist rund 7000 Kilometer lang.
Die natürliche Grenze im Norden und Nordosten bildet der Himalaya, das höchste Gebirge der Welt, das im äußersten Nordwesten durch das Hochtal des Indus vom Karakorum und der diesem vorgelagerten Ladakh Range getrennt wird. Südlich an den Himalaya schließen sich die breiten, fruchtbaren Stromebenen der Flüsse Ganges und Brahmaputra an. Im Westen geht das Stromland des Ganges in die Wüste Thar über, die im Osten und Süden vom Aravalligebirge begrenzt wird. Südlich davon liegen die Sümpfe des Rann von Kachchh sowie die Halbinsel Kathiawar. Den Nordosten Indiens, einschließlich der Brahmaputra-Ebene, verbindet nur ein schmaler Korridor zwischen Bangladesch und Nepal bzw. Bhutan mit dem übrigen Land. Die Nordostregion wird durch das bis zu 3800 Meter hohe Patkai- oder Purvachalgebirge von Myanmar sowie die knapp 2000 Meter hohen Khasi-Berge von Bangladesch abgeschirmt.
Das Hochland von Dekkan nimmt den größten Teil der keilförmig in den Indischen Ozean vorragenden indischen Halbinsel ein. Das Vindhya- und das Satpuragebirge schirmen den Dekkan von der Gangesebene im Norden ab. Im Westen wird er von den bis zu 2700 Meter hohen Westghats, im Osten von den flacheren Ostghats begrenzt. Beide Gebirgszüge treffen im Süden, wo die Halbinsel spitz zum Kap Komorin zuläuft, zusammen. Die Westghats fallen steil zur Konkan- und Malabarküste entlang des Arabischen Meeres ab. Die Ostghats gehen in die breiteren östlichen Küstenebenen am Golf von Bengalen über.
Zu Indien gehören außerdem drei dem indischen Subkontinent vorgelagerte Inselgruppen. Rund 300 Kilometer westlich der Malabarküste liegen die Korallenatolle von Lakshadweep, das die Inselgruppen der Lakkadiven und Amindiven sowie die Insel Minicoy umfasst. Südöstlich der Halbinsel, zwischen 1000 und 1600 Kilometer vom indischen Festland entfernt, erstrecken sich die Andamanen und Nikobaren, die zugleich die östliche Grenze des Golfs von Bengalen markieren.
Höchster Punkt Indiens ist der Berg Kangchendzönga mit 8586 m Höhe. Er liegt im äußersten Westen Sikkims; über ihn verläuft die Grenze zu Nepal. Der höchste vollständig auf indischem Gebiet liegende Berg ist die Nanda Devi mit 7822 m. Vor dem Beitritt des damaligen Königreichs Sikkim zur indischen Union im Jahr 1975 war dies auch der höchste Berg Indiens. Der tiefste Punkt ist die zwei Meter unter dem Meeresspiegel gelegene Kuttanad-Senke an der Malabarküste.

### Flüsse und Seen

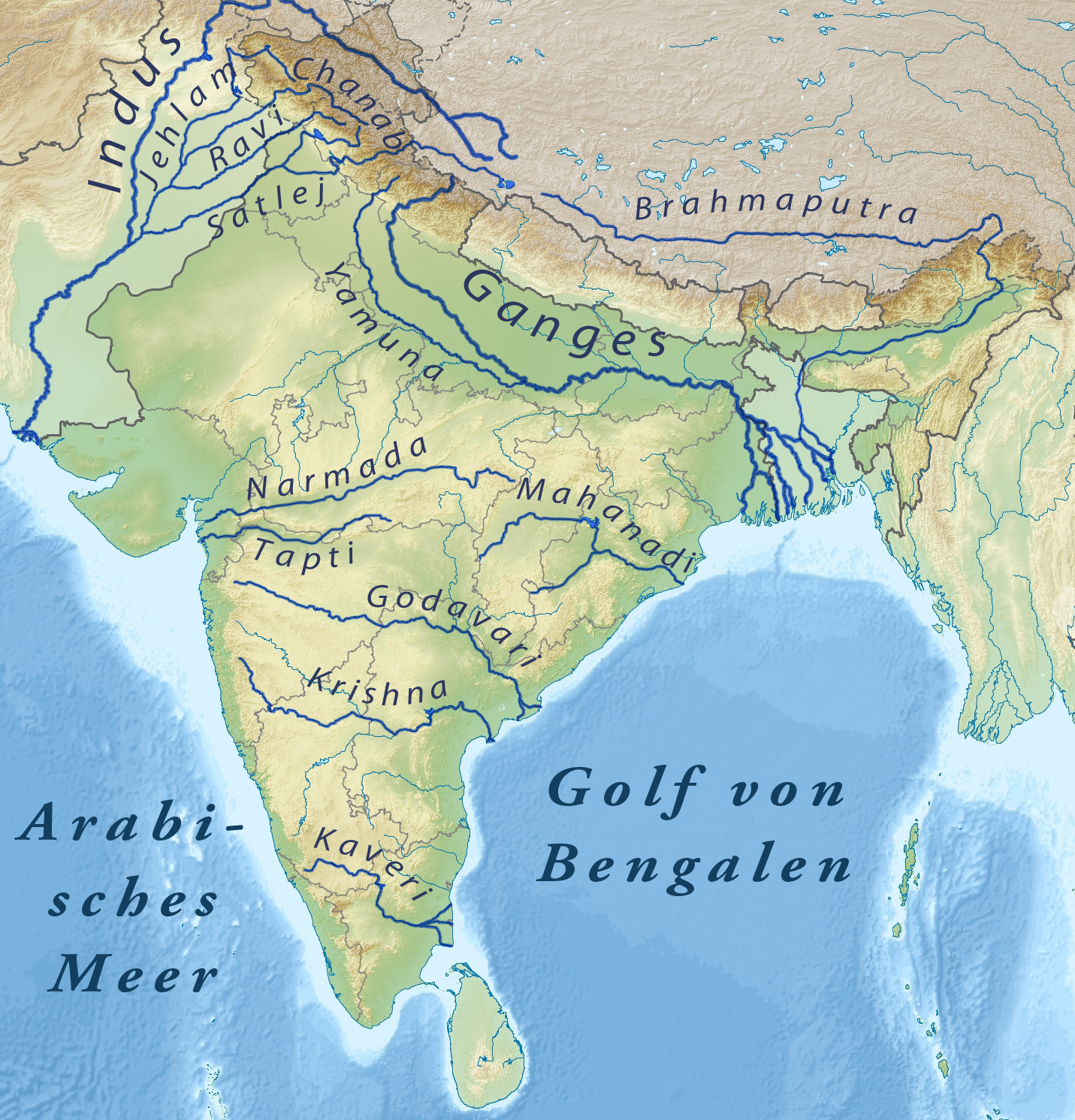
Wichtige Flüsse in Indien

Alle größeren Flüsse Indiens entspringen in einer der drei Hauptwasserscheiden des Subkontinents: im Himalaya, in den zentralindischen Vindhya- und Satpura-Bergen oder in den Westghats.
Indiens längster und bedeutendster Fluss ist der Ganges (Ganga), der im Himalaya entspringt. Seine längsten Nebenflüsse sind die Yamuna und der Gomti; der Chambal ist ein Zufluss der Yamuna. Der Brahmaputra, dessen Oberlauf seinerseits den Himalaya vom Transhimalaya trennt und der das Land im Nordosten durchfließt, vereinigt sich mit dem Ganges und bildet vor der Mündung in den Golf von Bengalen ein gewaltiges Delta. An diesem hat Indien im Westen Anteil; der Großteil des Gangesdeltas liegt auf dem Territorium des Nachbarstaates Bangladesch. Fast ein Drittel der Fläche Indiens gehört zum Einzugsgebiet von Ganges und Brahmaputra.
Im äußersten Norden durchquert der Indus in Südost-Nordwest-Richtung das Unionsterritorium Ladakh.
Das Hochland von Dekkan wird von mehreren großen Flüssen entwässert. Die Narmada und der Tapti münden ins Arabische Meer, während Godavari, Krishna, Mahanadi und Kaveri zum Golf von Bengalen fließen.
Trotz seiner Größe hat Indien nur wenige große natürliche Seen. Zwecks Bewässerung und Stromerzeugung wurden im ganzen Land teils riesige Stauseen angelegt. Die größten sind der Hirakud-Stausee (746 Quadratkilometer) in Odisha, der Gandhi-Stausee (648 Quadratkilometer) in Madhya Pradesh und der Govind-Ballabh-Pant-Stausee (465 Quadratkilometer) an der Grenze zwischen Uttar Pradesh und Chhattisgarh.

### Geologie

Verschiebung der indischen Platte

Die Theorie der Kontinentalverschiebung besagt, dass Indien bis gegen Ende des Jura zum Südkontinent Gondwana gehörte. In der Kreidezeit riss es von der Kontinentalscholle der Antarktis ab und driftete in erdgeschichtlich extrem kurzen 50 Millionen Jahren quer durch den gesamten Tethys-Ozean gegen den Süden der Eurasischen Platte. Das Aufeinandertreffen der beiden Erdteile erfolgte vor geschätzt etwa 43 bis 64 Millionen Jahren am Anfang des Paläogens. In der resultierenden gemeinsamen „Knautschzone“ dieser Krustenbewegungen wurden der Himalaya und benachbarte Gebirgssysteme aufgeschoben (Auffaltung der früheren Kontinentalränder) und das Hochland von Tibet angehoben.
Obwohl einzelne Krustenteile sich inzwischen miteinander verschweißt haben, bewegt sich die Indische Platte bis heute nach Norden, so dass sich der Himalaya jährlich um einige Millimeter hebt – ebenso wie andere Faltengebirge der Erde, von denen er eines der jüngsten ist. Die ihm vorgelagerten Flussebenen entstanden durch Sedimentablagerungen im Pleistozän. Vielfältiger sind die Gesteinsformationen des Dekkan. Den Großteil nehmen proterozoische Formationen im Süden und Osten, der in der Kreidezeit entstandene vulkanische Dekkan-Trapp im Westen und Nordwesten sowie ungeformte Kratone im Nordosten und Norden ein, die zu den ältesten Teilen der Erdkruste gehören.

### Klima

Jährliche Niederschlagsmenge in Indien

Mit Ausnahme der Bergregionen herrscht in Nord- und Zentralindien vornehmlich subtropisches Kontinentalklima, im Süden und in den Küstengebieten dagegen ein stärker maritim geprägtes tropisches Klima. So treten im Norden im Jahresverlauf teils erhebliche Temperaturschwankungen auf. In den nördlichen Tiefebenen herrschen im Dezember und Januar 10 bis 15 °C; in der heißesten Zeit zwischen April und Juni sind Höchsttemperaturen von 40 bis über 50 °C möglich.
Im Süden ist es dagegen ganzjährig (relativ konstant) heiß.
Die Niederschlagsmengen werden im ganzen Land maßgeblich vom Indischen Monsun beeinflusst. Der Südwest- oder Sommermonsun setzt in den meisten Landesteilen im Juni ein und bringt je nach Region bis September oder Oktober ergiebige Niederschläge. Dabei zieht die Monsundepression von Südosten nach Nordwesten, wodurch die Niederschlagsmengen in der Regel im Südosten des Landes am höchsten sind. Auch die sehr unterschiedliche Topographie hat einen enormen Einfluss auf Niederschlagsverteilung. So regnet sich die feuchtmaritime Luft an orographischen Hindernissen, zum Beispiel Gebirgen, in Form von Steigungsregen ab. Daher gehen die stärksten Regengüsse an der Westküste, in den Westghats, an den Hängen des Himalayas und in Nordostindien nieder. Der Himalaya, auf den der Monsun trifft, ist der Grund dafür, dass Indien die weltweit höchsten Regensummen erzielt. Der Ort Cherrapunji hält gleich mehrere weltweite Niederschlagsrekorde. Am trockensten ist es in der Thar, die sich im Nordwesten des Landes befindet und so am wenigsten vom Monsun beeinflusst wird. Die aus Zentralasien kommenden Nordost- oder Wintermonsunwinde zwischen Oktober und Juni bringen kaum Feuchtigkeit. Durch den starken Temperaturkontrast zwischen der kalten, trockenen Luft im Inneren des Kontinents (Tibetisches Hochplateau) zum im Vergleich warmen Süden, strömt diese kalte Luftmasse nach Süden und erwärmt sich beim Absinken vom Himalaya, sodass ein trockener, warmer Fallwind in Indien Einzug hält. Daher gehen in den meisten Gegenden 80 bis über 90 % der jährlichen Gesamtniederschlagsmenge während der Sommermonate nieder. Nur der Südosten erhält auch während des Nordostmonsuns Regen, da die Luftströmungen über dem Golf von Bengalen Feuchtigkeit aufnehmen.

### Vegetation

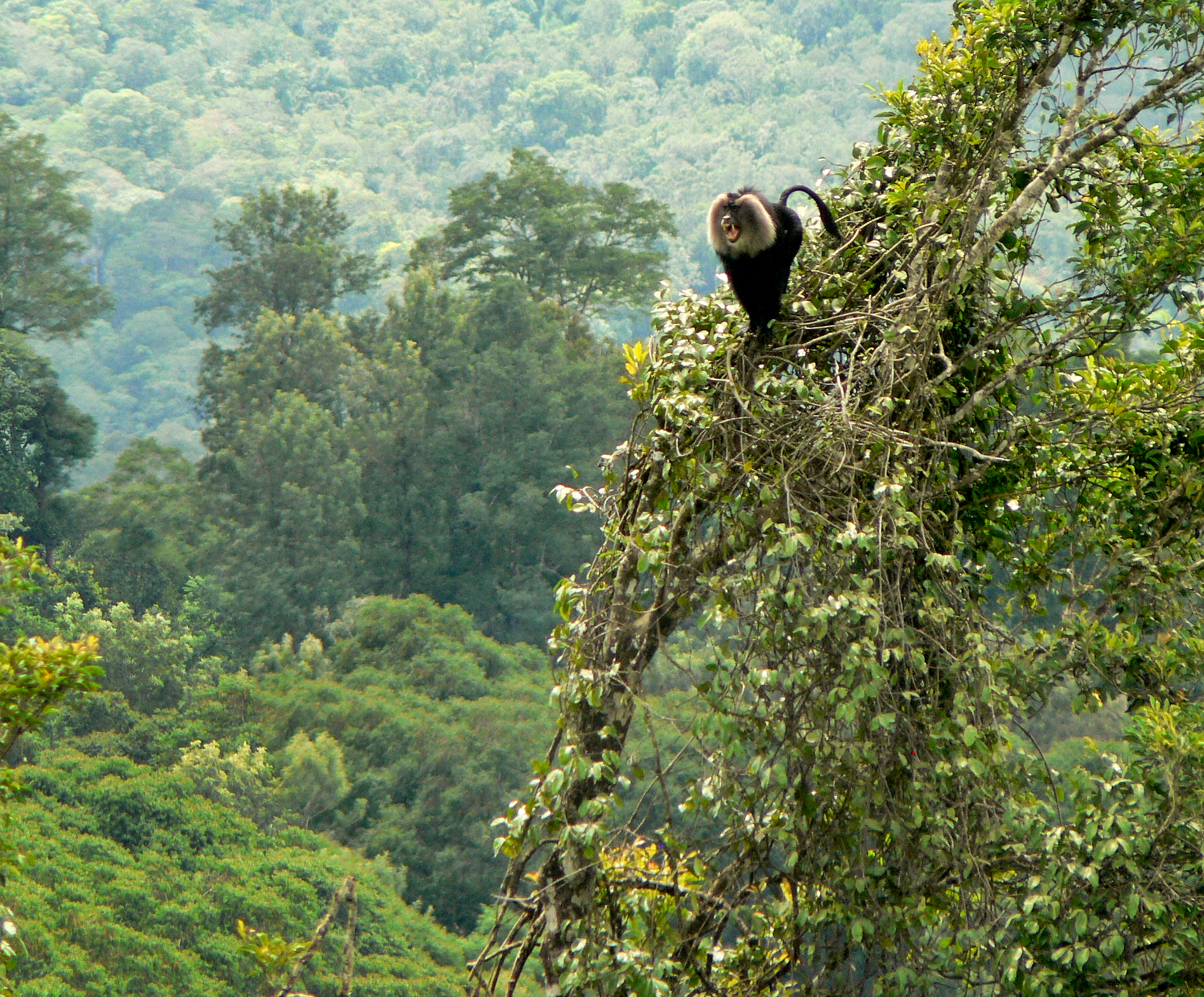
Bartaffe auf einem Urwaldriesen im Regenwald

Der Größe des Landes und den verschiedenen klimatischen Bedingungen in den einzelnen Landesteilen entsprechend weist Indien eine große Landschaftsvielfalt auf. Dabei reicht die Pflanzenwelt Indiens von Hochgebirgsvegetation im Himalaya bis zu tropischen Regenwäldern im Süden. Weite Teile der ursprünglichen Vegetationsdecke sind heute zerstört, stattdessen ist Indien überwiegend durch Kulturlandschaften geprägt. Nur noch etwa ein Fünftel des Landes ist bewaldet, wobei offizielle Angaben hierzu schwanken und auch degradierte Gebiete sowie offene Wälder mit einbeziehen. Für das Jahr 2015 wird eine Waldfläche von 701.700 km² angegeben: 21,3 % der Landesfläche (3.287.300 km²). 2001 betrugen die Werte noch 768.400 km² und 23,4 % – in 14 Jahren schrumpfte Indiens Waldfläche um 9,5 %.
In den tieferen Lagen des Himalayas erstrecken sich noch ausgedehnte Wälder. Da die Niederschläge an den Hängen des Gebirges von Ost nach West abnehmen, finden sich im Osthimalaya immergrüne subtropische und gemäßigte Feucht- und Regenwälder, die nach Westen hin lichter und trockener werden. Laubwälder mit Eichen und Kastanien herrschen vor; charakteristisch für den Osthimalaya sind Rhododendren. In höheren Lagen dominieren Nadelbäume, insbesondere Zedern und Kiefern. Die steppen- und wüstenartigen Hochtäler in Ladakh und anderen Teilen des westlichen Innerhimalayas gehen in das trockene Hochland von Tibet über. Die Vegetationsgrenze liegt bei etwa 5000 Metern.
Der schwer zugängliche Nordosten ist teils noch dicht bewaldet. Besonders hohe Niederschlagsmengen ermöglichen dort halbimmergrüne Feuchtwälder.
Der weitaus größte Teil der Gangesebene, des Dekkans und der angrenzenden Randgebirge war früher von Monsunwäldern bedeckt; heute gibt es davon nur noch Reste, zumeist in Bergregionen. Die landwirtschaftlich intensiv genutzten Ebenen sind dagegen praktisch waldfrei. Monsunwälder werfen während der Trockenperioden Laub ab. Je nach Niederschlagsmenge und Länge der Trockenperiode unterscheidet man zwischen Feucht- und Trockenwäldern. Wälder, die zwischen 1500 und 2000 Millimeter Jahresniederschlag erhalten, werden in der Regel als laubabwerfende Feuchtwälder bezeichnet. Sie herrschen im nordöstlichen Dekkan, Odisha und Westbengalen sowie im Lee der Westghats vor. Bei Niederschlägen zwischen 1000 und 1500 Millimetern im Jahr spricht man von laubabwerfenden Trockenwäldern; diese dominieren in Indien. Wegen der dünneren Baumkronen haben Monsunwälder ein dichtes Unterholz. Die charakteristische Baumart des Nordens ist der Sal (Shorea robusta), im zentralen und westlichen Dekkanhochland ist es der Teakbaum (Tectona grandis) und den Süden der Halbinsel prägen Sandelholzbäume (Santalum album). Bambusarten sind weit verbreitet.
In den trockeneren Teilen Indiens, wie Rajasthan, Gujarat, dem Westrand des Gangestieflandes oder dem zentralen Dekkan, wachsen die insbesondere medizinisch genutzten, endemischen Niembäume. Im ariden Klima haben sich offene Dornwälder ausgebildet, die in der Wüste Thar in Halbwüstenvegetation mit vereinzelten Dornbüschen übergehen.
In den feuchten Westghats gibt es noch relativ große zusammenhängende Teile der ursprünglichen, immergrünen oder halbimmergrünen Feuchtwälder. Sie sind durch die für tropische Regenwälder typische Stockwerkgliederung geprägt. Einige der hoch wachsenden Baumarten des obersten Stockwerkes werfen jahreszeitbedingt ihr Laub ab, darunter wachsende Arten sind dagegen immergrün. Aufsitzerpflanzen wie Orchideen und Farne kommen in großer Vielfalt vor.
Mangroven, salzwasserresistente Gezeitenwälder, sind nur an der Ostküste Indiens verbreitet. Die Sundarbans im Ganges-Brahmaputra-Delta weisen die dichtesten Mangrovenbestände des Landes auf. Weitere Gezeitenwälder befinden sich in den Mündungsdeltas von Mahanadi, Godavari und Krishna.

### Tierwelt

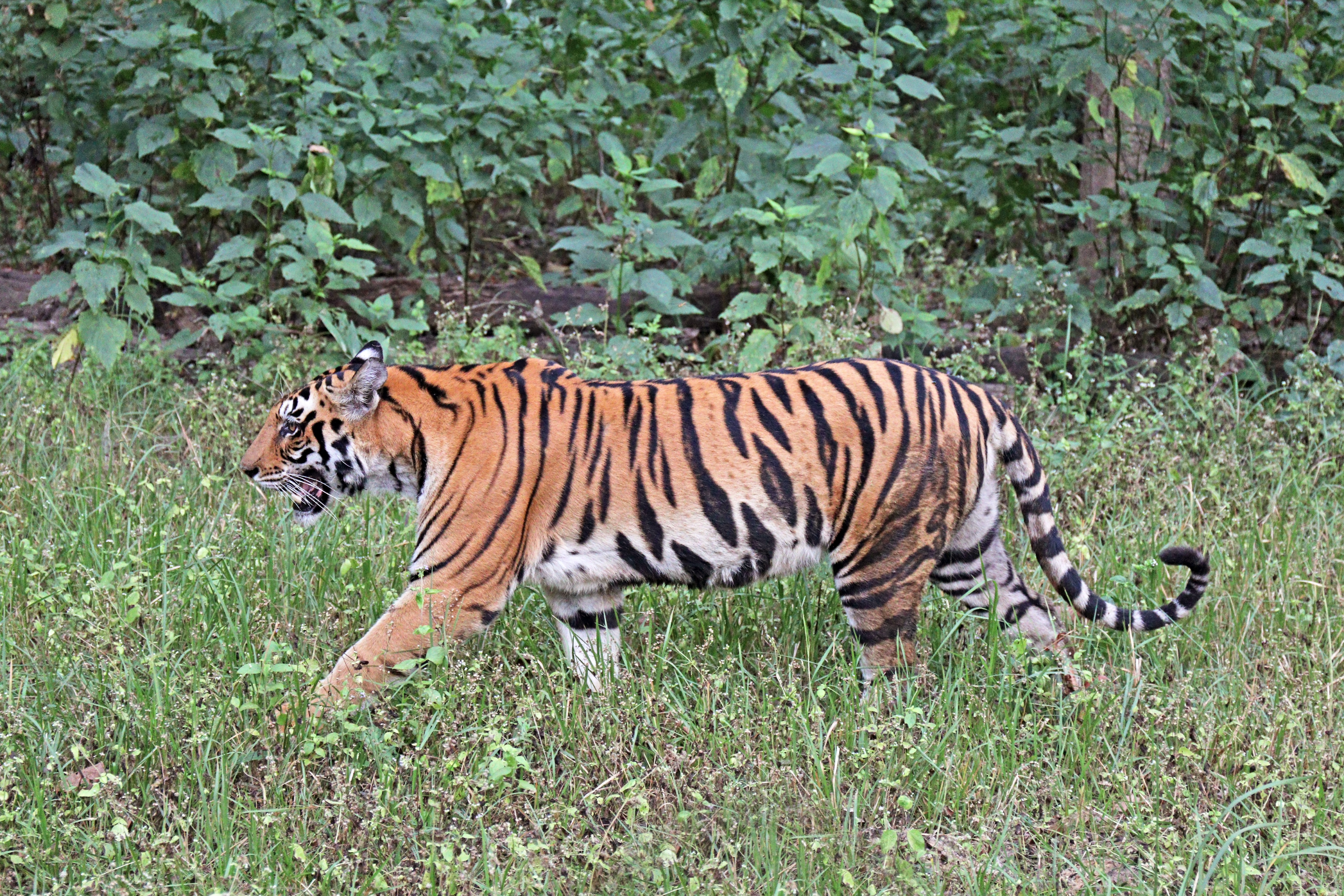
Eine Königstigerin (Panthera tigris tigris) im Kanha-Nationalpark – Indiens „Nationaltier“

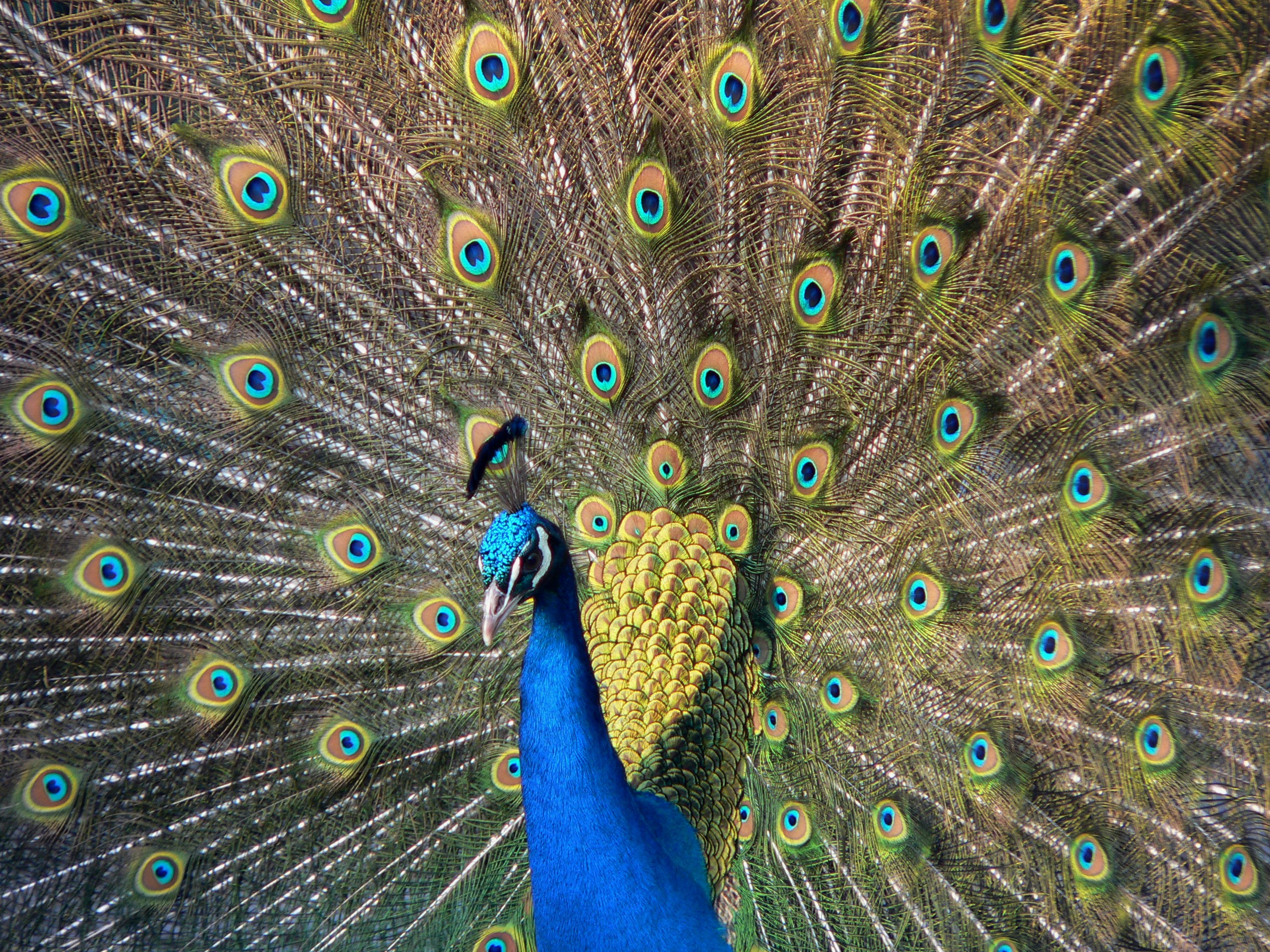
Blauer Pfau – Indiens „Nationalvogel“

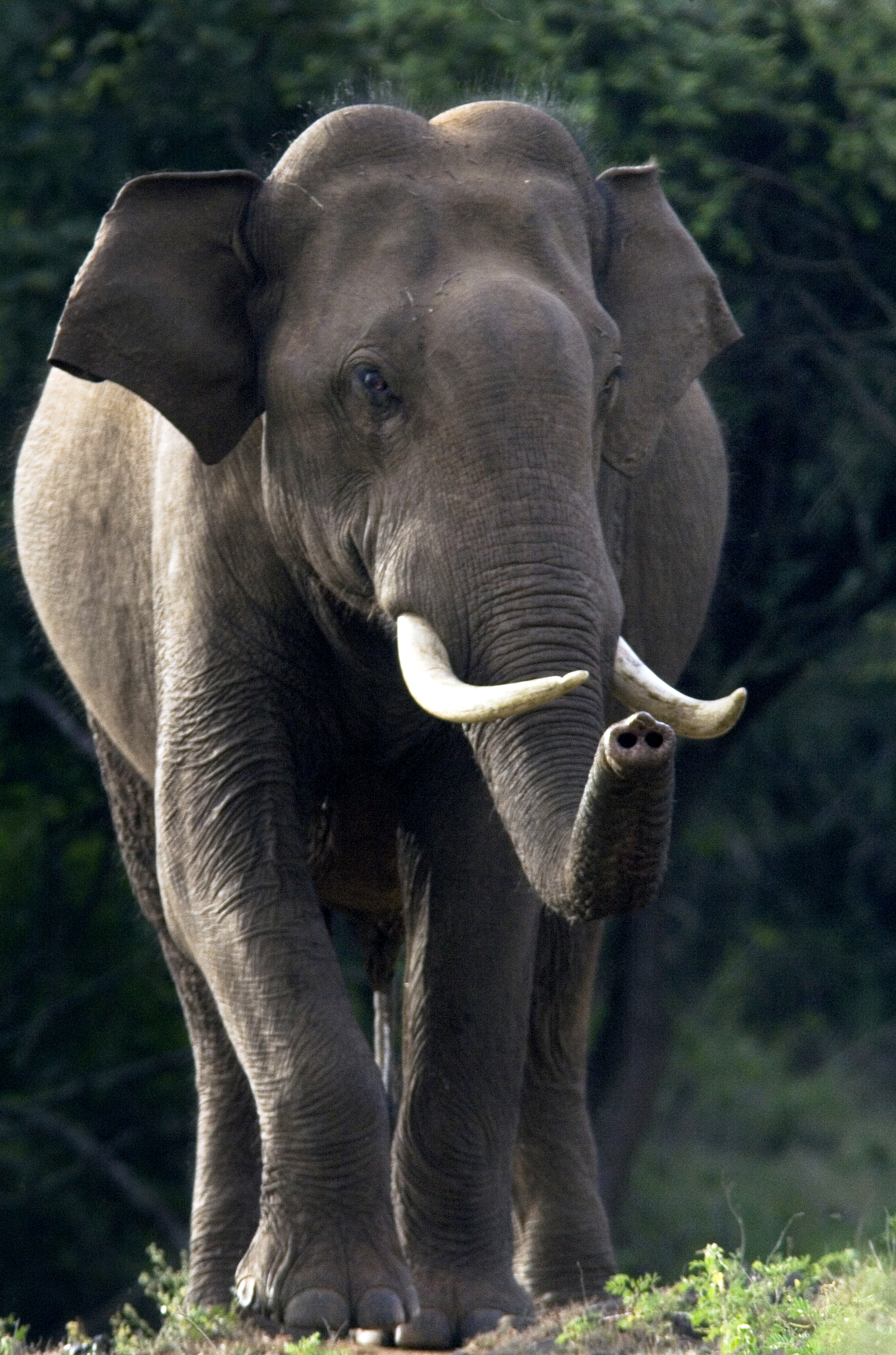
In der Malayalam-Literatur werden Elefanten als die „Söhne des Sahya“ bezeichnet, der Elefant ist das Staatstier des Bundesstaates Kerala

Dank seiner Landschaftsvielfalt findet man in Indien eine äußerst artenreiche Tierwelt vor. Man schätzt, dass etwa 350 Säugetier-, 1200 Vogel-, 400 Reptilien- und 200 Amphibienarten dort heimisch sind. Viele Arten kommen allerdings nur noch in Rückzugsgebieten wie Wäldern, Sümpfen, Berg- und Hügelländern vor. In indischen Gewässern leben zudem mehr als 2500 Fischarten.
Indiens größte Säugetierart ist der Indische Elefant, der neben dem Königstiger wohl auch am bekanntesten ist. Der Tiger war lange Zeit vom Aussterben bedroht, durch Einrichtung von Tigerschutzgebieten konnten sich die Bestände aber wieder erholen. Dennoch gibt es nur wenige tausend Exemplare in freier Wildbahn. Außer dem Tiger leben noch andere Großkatzen in Indien, darunter Leoparden und Löwen. Letztere sind ausschließlich im Gir-Nationalpark in Gujarat, dem letzten Rückzugsgebiet des Asiatischen Löwen, anzutreffen. Der seltene Schneeleopard bewohnt die hohen Gebirgsregionen des Himalaya. Die bekannteste und weitverbreitetste der kleineren Raubtierarten ist der Mungo.
Das Panzernashorn lebt fast nur noch in den Sumpf- und Dschungelgebieten Assams, vor allem im Kaziranga-Nationalpark.
Weit verbreitet sind dagegen Paarhufer. Dazu gehören unter anderem Wildschweine, Muntjaks, Sambars, Axishirsche, Schweinshirsche, Barasinghas, Wasserbüffel, Gaur sowie mehrere Antilopenarten.
Die Pferdeartigen sind durch den Kiang im Himalaya und den Khur, eine Unterart des Asiatischen Esels, in der Halbwüste von Gujarat vertreten.
Auch Affen sind in Indien häufig anzutreffen. Rhesusaffen gelten den Hindus als heilig, dürfen nicht belästigt werden und haben sich daher sogar in Städten ausgebreitet. Im Süden des Landes wird der vom etwas kleineren Indischen Hutaffen ersetzt. Die in ganz Indien verbreiteten Hanuman-Languren werden ebenfalls als heilig erachtet. Daneben gibt es weitere Langurenarten sowie Makaken.
In den Trockengebieten des Nordwestens leben noch einige indische Halbesel, die sich vor allem im Dhrangadhra-Wildreservat im Kleinen Rann von Kachchh aufhalten. Im feuchten Osten des Landes leben dagegen Arten des tropischen Regenwaldes, wie Weißbrauengibbons und Nebelparder. Weiterhin erwähnenswerte Säugetiere sind die Rothunde, Streifenhyänen, Bengalfüchse, die hauptsächlich Graslandschaften bewohnen, und die dichte Wälder bevorzugenden Lippenbären. Im Ganges, Brahmaputra und deren Nebenflüssen findet sich gelegentlich noch der Gangesdelfin.
Indiens Vogelwelt ist mit über 1200 einheimischen Arten – mehr als in ganz Europa – überaus vielfältig. Dazu kommen im Winter unzählige Zugvögel aus Nordasien. Der Pfau gilt als Nationalvogel und ist weit verbreitet. Häufig sind auch Tauben, Krähen, Webervögel, Spechte, Pittas, Drongos, Sittiche, Nektarvögel und Pirole. In Feuchtgebieten leben Störche, Reiher, Kraniche, Ibisse und Eisvögel. Unter den Greifvögeln waren Schmutz- und Bengalgeier am verbreitetsten. Während letzterer in den 1980er Jahren noch allgegenwärtig war, ist er jedoch zusammen mit zwei nah verwandten Arten unabsichtlich durch ein Veterinärmedikament fast vollständig ausgerottet worden.
Etwa die Hälfte aller in Indien heimischen Reptilienarten sind Schlangen wie die Brillenschlange, die Königskobra und der Tigerpython. In Feuchtgebieten findet man aber auch Sumpfkrokodile. Sehr selten ist der scheue, fischfressende Gangesgavial. Eine Besonderheit ist das Vorkommen von Chamäleons im südlichen Indien und Sri Lanka, die ansonsten in Südasien fehlen.

### Naturkatastrophen
Indien wird immer wieder von verschiedenen Naturkatastrophen heimgesucht, besonders Überschwemmungen, die während des Sommermonsuns durch extreme Niederschlagsmengen im ganzen Land auftreten können. Während der trockenen Jahreszeit oder bei Ausbleiben der Monsunregenfälle kommt es dagegen häufig zu Dürren. Auch Zyklone und dadurch bedingte Flutwellen, vor allem an der Ostküste, kosten oft viele Menschenleben und richten verheerende Schäden an. In einigen Gebieten besteht auch erhöhte Erdbebengefahr, namentlich im Himalaya, den Nordoststaaten, Westgujarat und der Region um Mumbai.
Am 26. Dezember 2004 verursachte ein Seebeben im Indischen Ozean einen verheerenden Tsunami, der an der Ostküste und auf den Andamanen und Nikobaren 7793 Menschenleben forderte und schwerste Verwüstungen anrichtete.

### Natur- und Umweltschutz

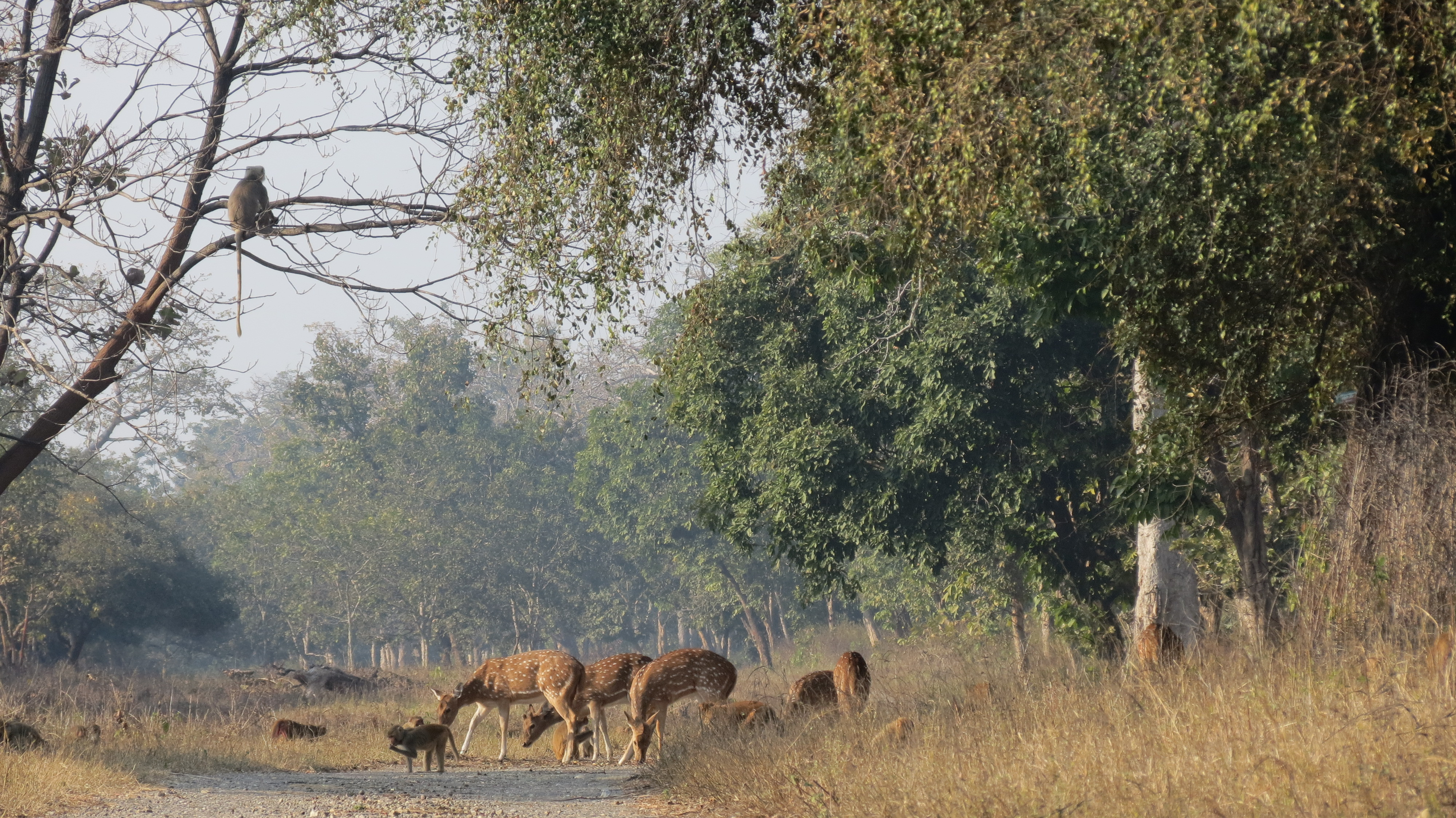
Zentralindische Hochlandslandschaft: Axishirsche und Rhesusaffe an den Ausläufern des Satpuragebirges.

Mit einer sehr großen Artenvielfalt und Biodiversität (insbesondere in einem schmalen Streifen an der feuchttropischen Südwestküste), ausgesprochen vielen endemischen Arten, Gattungen und Familien von Pflanzen und Tieren sowie vielfältigen Ökosystemen wird Indien zu den Megadiversitätsländern dieser Erde gerechnet. Zudem werden aufgrund der großen Gefährdungslage die Regenwälder der Westghats als Biodiversitäts-Hotspot geführt.
Indien verfügt über eine umfangreiche Umweltschutzgesetzgebung, die aber in vielen Fällen nur mangelhaft umgesetzt wird. Knapp 5 % der Landesfläche sind als Naturschutzgebiete ausgewiesen, deren Zahl sich auf fast 600 beläuft, darunter 92 Nationalparks.
Wasserknappheit ist eines der größten Umweltprobleme Indiens. Staudämme und künstliche Bewässerungssysteme sollen die Wasserversorgung in trockenen Gebieten sicherstellen. Übermäßige Bewässerung ist einer der Hauptgründe für die vielerorts sinkenden Grundwasserspiegel; zudem sind schätzungsweise 60 % der landwirtschaftlichen Nutzflächen von Bodenerosion, Versalzung oder Vernässung betroffen. Darüber hinaus wird abgeholzt, übermäßig bewässert und gedüngt.
Die Wasser- und Sanitärversorgung in Indien hat sich seit den 1980er Jahren drastisch verbessert. Während nahezu die gesamte Bevölkerung Indiens heute Zugang zu Toiletten hat, haben dennoch viele Menschen keinen Zugang zu sauberem Wasser und Abwasserinfrastruktur. Verschiedene Regierungsprogramme auf nationaler, bundesstaatlicher und kommunaler Ebene haben zu einer raschen Verbesserung der Sanitärversorgung und der Trinkwasserversorgung geführt. Einige dieser Programme laufen noch.
Verschmutztes und verseuchtes Wasser trägt wesentlich zur Entstehung und Verbreitung von Infektionskrankheiten bei. NGOs wie die Water Literacy Foundation und staatliche Stellen wie das Ministry of Drinking Water and Sanitation bemühen sich um eine Verbesserung der Situation. 1980 wurde der Abdeckungsgrad der ländlichen Abwasserentsorgung auf 1 % geschätzt, dieser erreichte 2018 95 %. Der Anteil der Inder mit Zugang zu verbesserten Wasserquellen ist von 72 % im Jahr 1990 auf 88 % im Jahr 2008 erheblich gestiegen.
Gleichzeitig werden lokale Regierungsinstitutionen, die mit der Bereitstellung von Trinkwasser und sanitären Einrichtungen beauftragt sind, als schwach angesehen und verfügen nicht über die finanziellen Mittel, um ihre Aufgaben zu erfüllen. Darüber hinaus verfügen nur zwei indische Städte über eine kontinuierliche Wasserversorgung und nach einer Schätzung aus dem Jahr 2018 haben noch immer etwa 8 % der Inder keinen Zugang zu verbesserten sanitären Einrichtungen.
Die Luftverschmutzung ist insbesondere in den indischen Metropolen sehr hoch. Fabrikanlagen, Kleinindustrie, Kraftwerke (darunter zahlreiche Kohlekraftwerke), Verkehr und private Haushalte emittieren zahlreiche Luftschadstoffe, unter anderem große Mengen an Feinstaub. Nach einer Studie der Weltgesundheitsorganisation war Delhi im Jahr 2014 in Hinsicht auf Luftqualität die schmutzigste Stadt der Welt. Kolkata war 1984 die erste Stadt, die ein U-Bahn-Netz in Betrieb nahm, 2002 folgte Delhi. Mumbai und Chennai haben ein vergleichsweise gut ausgebautes Zugnetz. LKWs, Busse, über 5.000 Diesellokomotiven, Autorikshas, private PKWs, Motorräder und Mopeds tragen zur Luftverschmutzung bei. Die Zahl der PKW pro 1000 Einwohner gilt als sehr gering. Die CO2-Emission hat in der Vergangenheit stark zugenommen; Ursachen waren unter anderem das Bevölkerungswachstum, die fortschreitende Industrialisierung und zunehmender Verkehr. Indien galt 2015 als das Land mit den drittgrößten Treibhausgas-Emissionen weltweit; es emittierte pro Kopf 1,6 Tonnen. Indien unterzeichnete am 2. Oktober 2016 das Übereinkommen von Paris.
Die unzureichenden technischen Anlagen in Fabriken führen oft zu Beeinträchtigungen oder vermeidbaren Emissionen. In Bhopal traten 1984 in der Pestizid-Fabrik der amerikanischen Union Carbide (UCC) hochgiftige Gase aus (Katastrophe von Bhopal). Innerhalb von Tagen starben 7000 Menschen, 15.000 weitere starben an Spätfolgen, Tausende erlitten chronische Gesundheitsschäden.
 Schutzgebiete
Indienweit gibt es im März 2019 insgesamt 868 Schutzgebiete in Natur- und Landschaftsschutz (PA: Protected Areas), mit einem Anteil von 5 % an Indiens geografischer Gesamtfläche von 3.287.000 km² (inklusive der von Indien verwalteten Teile von Kaschmir) – ein Zuwachs von 11.000 km² oder 0,35 % seit 2009:
| Schutzgebiete           | 2019 | 2009 | Fläche       | 2009        | 0Anteil0 | 2009    |
| ----------------------- | ---- | ---- | ------------ | ----------- | -------- | ------- |
| Nationalparks in Indien | 104  | 99   | 40.501 km²   | 39.442 km²  | 1,23 %   | 1,20 %  |
| Wildreservate           | 550  | 512  | 119.776 km²  | 113.395 km² | 3,64 %   | 3,45 %  |
| Conservation Reserves   | 87   | 45   | 4.286 km²    | 1.260 km²   | 0,13 %   | 0,04 %  |
| Community Reserves      | 127  | 5    | 525 km²      | 21 km²      | 0,02 %   | <0,01 % |
| Protected Areas (PAs)   | 868  | 661  | 0165.088 km² | 154.118 km² | 5,02 %   | 4,67 %  |

## Landesname
Der Name Indien ist vom Strom Indus abgeleitet. Dessen Name geht wiederum über Vermittlung des Altgriechischen (Indos) und Altpersischen (Hinduš) auf das Sanskrit-Wort sindhu mit der Bedeutung „Fluss“ zurück. Im Mittelalter verstand man unter „Indien“ nicht die beiden großen Halbinseln Südasiens (Vorder- und Hinterindien), sondern „die gesamte Weite des islamischen Sperrgebietes von Abessinien und Arabien bis nach Cathai (China) und Zipangu (Japan)“. Auch die europäischen Seefahrer bezeichneten ganz Süd- und Südostasien als Indien. Davon zeugen noch Begriffe wie Indochina, Inselindien („Insulinde“) und der Staatsname Indonesien. Auch die Bezeichnung Ostindien war zur Unterscheidung von den als Westindische Inseln bezeichneten Inseln der Karibik gebräuchlich, die Christoph Kolumbus auf der Suche nach dem Seeweg nach Indien entdeckt hatte. In der Kolonialzeit reduzierte sich die Bezeichnung schrittweise bis auf die heutigen Gebiete von Indien, Pakistan und Bangladesch, um schließlich bei der indischen Staatsgründung seine heutige Bedeutung anzunehmen.
Von der persischen Form Hind beziehungsweise Hindustan leiten sich auch die Bezeichnung Hindu und der Name der Sprache Hindi her. Der amtliche Name Indiens in den meisten Landessprachen (z. B. Hindi Bhārat) stammt von der Sanskrit-Bezeichnung Bhārata ab, die „(Land) des Bharata“ bedeutet und auf einen mythischen Herrscher verweist.
Artikel 1 der indischen Verfassung lautet: „India, that is Bharat, shall be a Union of States“ („Indien, das heißt Bharat, soll eine Union von Staaten sein“). Die Verankerung beider Begriffe in der Verfassung war in der verfassungsgebenden Versammlung 1949 durchaus umstritten, mehrere Abgeordnete wollten den Begriff Indien daraus streichen.

## Geschichte

### Vorgeschichte und klassisches Zeitalter

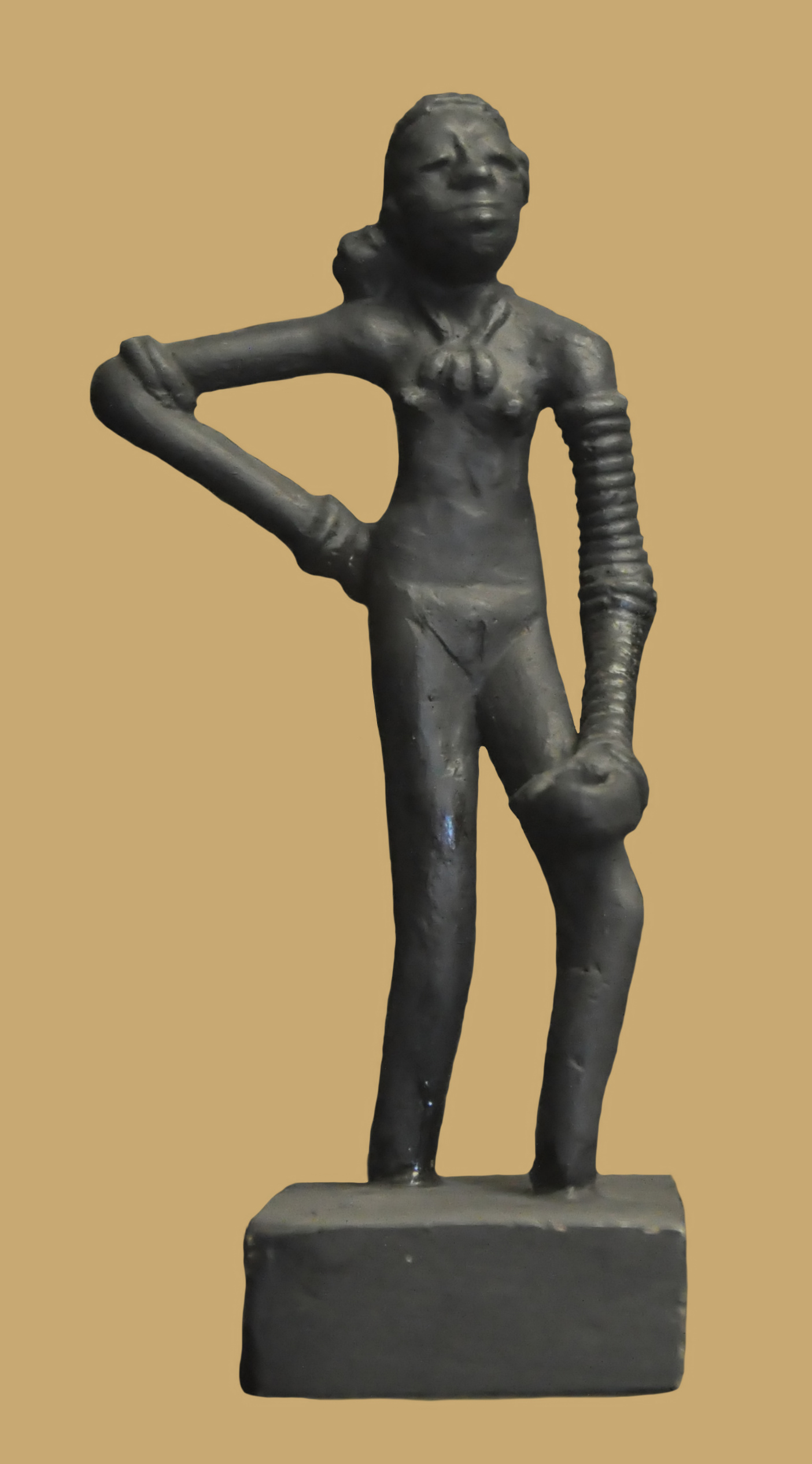
Als ältestes erhaltene Bronzebildwerk der Welt gilt das „Tanzende Mädchen“ aus der frühzeitlichen Stadt Mohenjo-Daro, heute im Nationalmuseum Neu-Delhi. Die Kleinfigur (11 cm) wird ins 2. oder 1. Jahrtausend v. Chr. datiert.

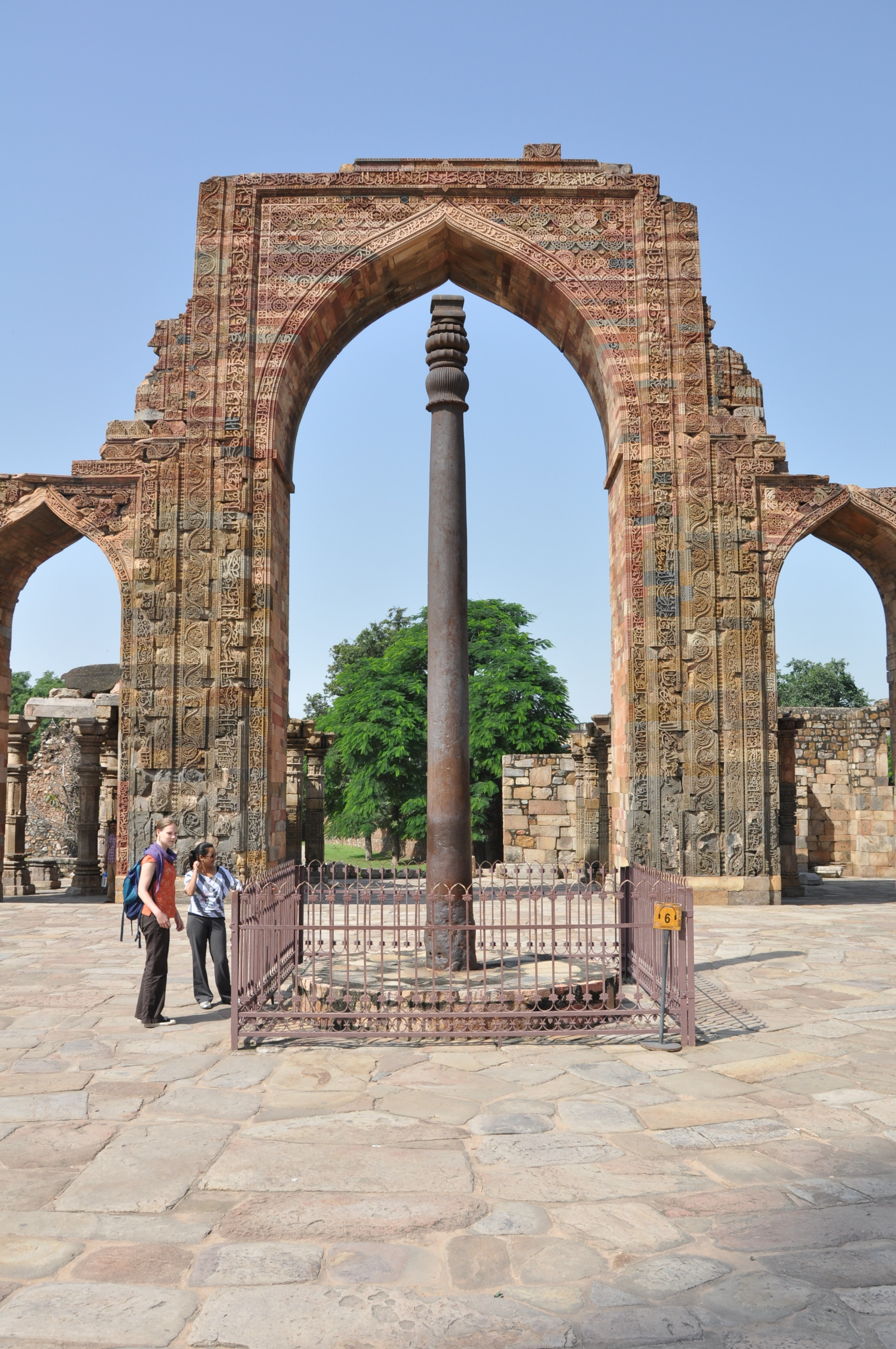
Die nicht rostende Eiserne Säule, heute im Qutb-Komplex in Delhi, wird dem Gupta-Herrscher Chandragupta II. (reg. 375–414) zugeschrieben und gilt als eines der ältesten erhaltenen Monumente aus Eisen

Die Indus-Kultur oder Harappa-Kultur zählt neben Ägypten und Mesopotamien zu den frühen Hochkulturen der Menschheit. Die Industal-Zivilisation, größtenteils im heutigen Pakistan gelegen, war eine Hochkultur, mit einer eigenen Schrift, der bisher nicht entzifferten Indus-Schrift. Um etwa 2500 v. Chr. existierten dort geplante Städte wie Harappa, mit einer Kanalisation, Seehäfen und Bädern, während angenommen wird, dass in Südindien noch weniger entwickelte Verhältnisse herrschten. Weiter östlich machen sich andere archäologische Komplexe bemerkbar wie die so genannte Kupfer-Hort-Kultur. Ab 1700 v. Chr. setzte aus bislang unbekannten Gründen der Zerfall der Indus-Kultur ein.
Eine für die weitere Entwicklung Indiens sehr wichtige Periode war die vedische Zeit (etwa 1500 bis 500 v. Chr.), in der die Grundlagen der heutigen Kultur geschaffen wurden. Über die politische Entwicklung ist weitaus weniger bekannt als über die religiöse und philosophische Entwicklung. Gegen Ende der vedischen Zeit wurden die Upanishaden geschaffen, die in vielerlei Hinsicht die Basis der in Indien entstandenen Religionen Hinduismus, Buddhismus und Jainismus bilden. In diese Zeit fallen die Urbanisierung in der Gangesebene und der Aufstieg regionaler Königreiche wie Magadha.
Ab dem 6. Jahrhundert v. Chr. entfaltete sich der Buddhismus, der rund 500 Jahre lang neben dem Hinduismus die maßgebliche Geistesströmung Indiens darstellte. Im 4. Jahrhundert v. Chr. entstand mit dem Maurya-Reich erstmals ein indisches Großreich, das unter Ashoka fast den gesamten Subkontinent beherrschte. Ashoka wandte sich nach zahlreichen Eroberungszügen dem Buddhismus zu, den er im eigenen Land und bis nach Sri Lanka, Südostasien und im Mittleren Osten zu verbreiten suchte. Im 3. Jahrhundert v. Chr. blühten die Prakrit-Literatur und die tamilische Sangam-Literatur im südlichen Indien auf. Während dieser Zeit herrschten im südlichen Indien die drei tamilischen Dynastien Chola, Pandya und Chera. Nach dem Tod von Ashoka zerfiel das Maurya-Reich allmählich erneut in zahllose Kleinstaaten, die erst im 4. Jahrhundert n. Chr. von den Gupta wieder zu einem Großreich in Nordindien geeint werden konnten, deren Reich im frühen 6. Jahrhundert auch infolge der Angriffe der Hunas unterging. Mit dem Buddhismus übte Indien einen wesentlichen kulturellen Einfluss auf den gesamten Bereich von Zentral- und Ostasien aus. Die Ausbreitung des Hinduismus und Buddhismus über Indochina bis in das heutige Indonesien prägte Geschichte und Kultur dieser Länder. Als letzter großer Förderer des Buddhismus in Indien gilt Harshavardhana, dessen Herrschaft im Nordindien des 7. Jahrhunderts den Übergang zum indischen Mittelalter markiert.

### Indisches Mittelalter und Mogulzeit

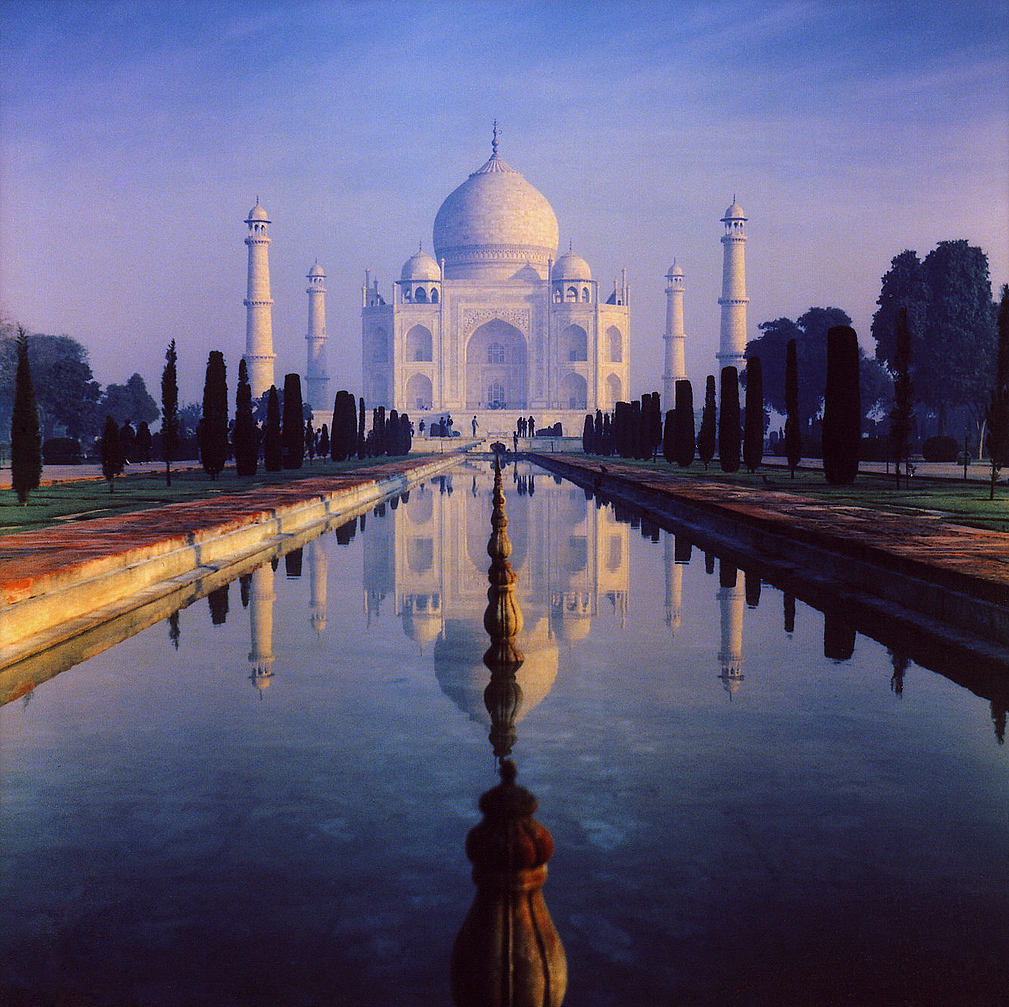
Höhepunkt der Mogul-Architektur: Das Taj Mahal (1632–1648) in Agra, Uttar Pradesh, wurde von Großmogul Shihabuddin Muhammad Shah Jahan für seine Frau Mumtaz Mahal als Mausoleum errichtet.

Arabische Eroberungszüge im 8. Jahrhundert brachten den Islam nach Nordwestindien. Als die Araber versuchten, nach Gujarat und darüber hinaus vorzudringen, wurden sie vom indischen König Vikramaditya II der westlichen Chalukya-Dynastie besiegt. Vom 8. Jahrhundert bis zum 10. Jahrhundert herrschten die drei Dynastien Rashtrakuta, Pala und Pratihara über einen großen Teil Indiens und kämpften untereinander um die Vorherrschaft in Nordindien. Im Süden Indiens herrschten die Chola-Dynastie und die Chalukya-Dynastie vom 10. Jahrhundert bis zum 12. Jahrhundert. Zu einer Dominanz muslimischer Staaten im Norden sowie zur Islamisierung größerer Teile der dortigen Bevölkerung kam es jedoch erst mit den Invasionen zentralasiatischer islamischer Mächte ab dem 12. Jahrhundert. Das Sultanat von Delhi weitete seine Macht sogar kurzzeitig auf den Süden aus, dennoch blieb sein kultureller Einfluss auf den Norden begrenzt. Der Mongoleneinfall des Jahres 1398 schwächte das Sultanat, so dass die hinduistischen Regionalreiche wiedererstarkten. Erholen konnten sich die muslimischen Herrscher erst im 16. Jahrhundert mit der Gründung des Mogulreiches, das für rund 200 Jahre zur bestimmenden Kraft des Nordens wurde und noch bis 1857 Bestand hatte. Herausragende Herrscher wie Akbar I., Jahangir, Shah Jahan und Aurangzeb dehnten nicht nur die Grenzen des Reiches bis auf den Dekkan aus, sondern schufen auch ein funktionierendes Verwaltungs- und Staatswesen und förderten die Künste. Auch die philosophische Bildung war hoch und ging von den konkurrierenden Schulen in Delhi und Lucknow aus. Während man in Delhi besonders eine Rückkehr zu den frühislamischen Lehren forderte, wurde in Lucknow Logik, Recht und Philosophie, insbesondere der Aristotelismus, gelehrt. Hinduistische Königtümer gab es während ihrer Zeit nur noch in Südindien, etwa in Vijayanagar. Im späten 17. Jahrhundert wurde das hinduistische Maratha-Reich gegründet, das im 18. Jahrhundert das Mogulreich überrannte und einen großen Teil Nordindiens eroberte. Geschwächt von den Angriffen der Marathen, war das Reich nach Aurangzebs Tod erheblich destabilisiert. Aus dem Niedergang der inneren Sicherheit und der schlechten Vernetzung von Zentrum und Provinzen resultierte eine politische Dezentralisierung, welche wiederum einherging mit ökonomischer Umorientierung. Regionale Märkte wurden gestärkt und eine neue soziale Gruppe aus erfolgreichen Händlern entstand. Durch sie wurde Indien auch intellektuell umgeprägt: Der Ruf nach sozialer Gleichheit wurde laut. Sie pflegten engen Kontakt mit Europa und standen in starkem Kontrast zu der hierarchisch-elitären Erbaristokratie des Landes. Somit wurde das 18. Jahrhundert in Indien zu einer Zeit des Umbruchs, in der regionale Herrscher, europäische Handelsmächte und der geschwächte Mogul um die Vorherrschaft über das Land rangen.

### Europäische Kolonialherrschaft und Unabhängigkeitsbewegung

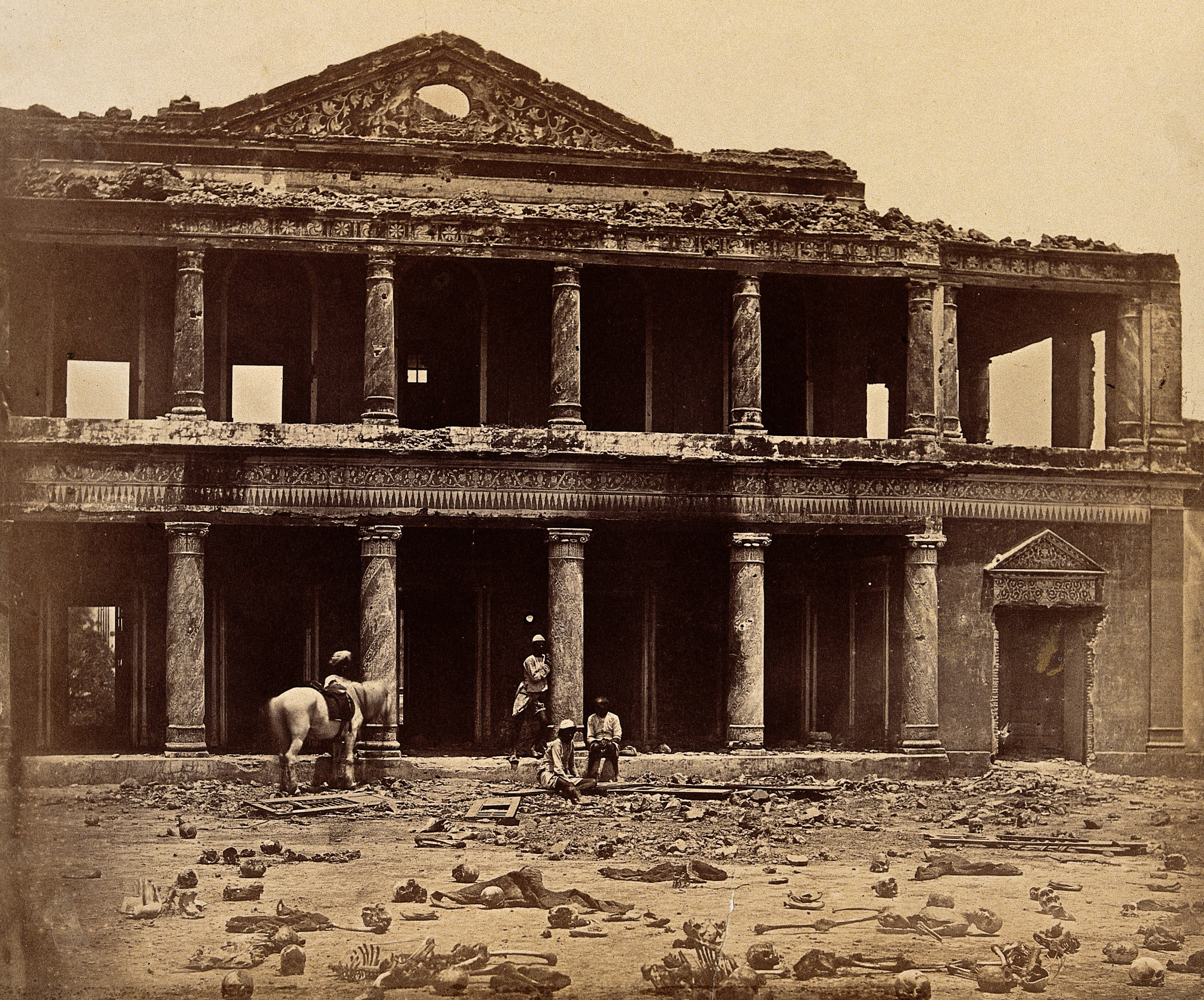
Das von den Briten während des Sepoy-Aufstands erstürmte Sikandar Bag bei Lucknow – im Innenhof liegen die verwesten Leichen der indischen Rebellen. Aufnahme von Felice Beato, März 1858

Nachdem Vasco da Gama 1498 den Seeweg nach Indien entdeckt hatte und so der lukrative Indienhandel für Europäer zugänglich wurde, begann Portugal ab 1505 kleinere Küstenstützpunkte zur Kontrolle der Handelsrouten zu erobern bzw. zu errichten (vgl. Portugiesisch-Indien).
Im 17. Jahrhundert engagierten sich auch andere europäische Mächte in Indien, von denen sich die Briten am Ende durchsetzen konnten. Von 1756 an unterwarf die britische Ostindien-Kompanie (British East India Company), eine private Handelsgesellschaft, von ihren Hafenstützpunkten Calcutta (heute: Kolkata), Madras (heute: Chennai) und Bombay (heute: Mumbai) aus weite Teile Indiens. Der vorher bestehende Einfluss der europäischen Kolonialmächte Portugal, Niederlande und Frankreich wurde von ihr weitgehend beseitigt. Ein wichtiger Schritt war die Kartierung des Subkontinents. George Everest setzte den Great Trigonometric Survey, begonnen von Lambton 1806, ab 1823 bis 1841 fort. 1832 führte er die ebenfalls von Lambton begonnene indische Meridiangradmessung, The Great Arc, bis 1841 durch. Dieser umfasst mehr als 21° von der Südspitze Indiens bis Nepal nördlich von Dehradun (2.400 km). Loyale Fürsten behielten Staaten mit begrenzter Souveränität wie Hyderabad, Bhopal, Mysore oder Kaschmir.
1857/58 erhoben sich Teile der Bevölkerung Nordindiens im Sepoy-Aufstand gegen die Herrschaft der Ostindien-Kompanie. Nach der Niederwerfung des Aufstandes wurde diese aufgelöst und Indien der direkten Kontrolle durch Großbritannien unterstellt. Die britischen Monarchen trugen ab 1877 (bis 1947) zusätzlich den Titel Empress of India bzw. Emperor of India (Kaiser(in) von Indien).
1885 wurde in Bombay der Indian National Congress (Kongresspartei) gegründet. Er forderte zunächst nicht die Unabhängigkeit Indiens, sondern lediglich mehr politische Mitspracherechte für die einheimische Bevölkerung. Seine Mitglieder waren vorwiegend Hindus und Parsen. Die muslimische Oberschicht blieb auf Abstand, da ihr Wortführer Sayyid Ahmad Khan befürchtete, dass sie durch Einführung des Mehrheitsprinzips aus der Verwaltung gedrängt würden. Stattdessen wurde 1906 die Muslimliga als Interessenvertretung der Muslime gegründet.
Die weitestgehende Aufteilung der Politik in religiöse Gruppen lag vor allem darin begründet, dass sich im 19. und 20. Jahrhundert aus unterschiedlichen Glaubensgemeinschaften mit fließenden Übergängen einheitliche Religionen (Hinduismus, Islam, …) mit bestimmten Inhalten und festen Abgrenzungen nach außen entwickelten. Auf der Suche nach einer einenden Idee in einer Kolonie mit vielen verschiedenen Völkern bot sich der Glaube als verbindende (schon immer existierende) Instanz an. Trotzdem gab es nicht ausschließlich religiösen Nationalismus, und auch dieser konnte in seinem Absolutheitsanspruch sehr unterschiedlich sein.

Der Anführer des indischen Unabhängigkeitskampfes Mahatma Gandhi auf dem Salzmarsch gegen das Salzmonopol der Briten, eine Kampagne der Nichtkooperation, März 1930. Er gebrauchte für seine Streitkunst zwei Ausdrücke: Ahimsa, die eigene Gewaltlosigkeit und seine Wortschöpfung Satyagraha, dem Festhalten an der Kraft der Wahrheit und der Liebe.

Im Ersten Weltkrieg verhielt sich die große Mehrheit der Bevölkerung loyal. Aus Verärgerung darüber, dass die Briten an der Aufteilung des Osmanischen Reiches beteiligt waren, schlossen sich nun auch viele Muslime der Unabhängigkeitsbewegung an. Am Zweiten Weltkrieg nahm Indien mit einer zunächst 200.000 Mann starken Freiwilligenarmee, die im Laufe des Krieges auf über zwei Millionen Soldaten anwuchs, auf Seiten Großbritanniens teil. Bei Kriegsende waren mehr als 24.000 indische Soldaten gefallen, über 11.000 vermisst und zwei Millionen Menschen verhungert (siehe Hungersnot in Bengalen 1943). Auf der anderen Seite gab es aber auch Bestrebungen, vor allem vorangetrieben durch Subhash Chandra Bose, mit einer indischen Freiwilligenarmee im Bündnis mit den Achsenmächten gegen die britische Kolonialmacht die Freiheit Indiens zu erkämpfen.
Der gewaltfreie Widerstand gegen die britische Kolonialherrschaft, vor allem unter Mohandas Karamchand Gandhi und Jawaharlal Nehru, führte 1947 zur Unabhängigkeit. Gleichzeitig verfügte die Kolonialmacht die Teilung der fast den gesamten indischen Subkontinent umfassenden Kolonie Britisch-Indien in zwei Staaten, die säkulare Indische Union sowie die kleinere Islamische Republik Pakistan. Die Briten erfüllten damit die seit den 1930er Jahren lauter werdenden Forderungen der Muslimliga und ihres Führers Muhammad Ali Jinnah nach einem eigenen Nationalstaat mit muslimischer Bevölkerungsmehrheit.

### Entwicklungen seit der Unabhängigkeit
Die Teilung führte zu einer der größten Vertreibungs- und Fluchtbewegungen der Geschichte. Ungefähr 10 Millionen Hindus und Sikhs wurden aus Pakistan vertrieben, etwa 7 Millionen Muslime aus Indien. 750.000 bis eine Million Menschen kamen ums Leben. 
Die durch Schutzverträge an die Briten gebundenen Fürstenstaaten hatten schon vor der Unabhängigkeit ihren Beitritt zur Indischen Union erklärt. Lediglich zwei standen dem Eingliederungsprozess der Fürstentümer ernsthaft im Weg. Der muslimische Herrscher des fast ausschließlich hinduistischen Hyderabad wurde durch einen Einmarsch indischer Truppen zu Fall gebracht. In Kaschmir verzögerte der Maharadscha, selbst Hindu bei überwiegend muslimischer Bevölkerung, seine Entscheidung. Nachdem muslimische Kämpfer in sein Land eingedrungen waren, entschied er sich schließlich doch zum Beitritt zu Indien, welches daraufhin den größten Teil des ehemaligen Fürstentums besetzte. Pakistan betrachtete den Beitritt als unrechtmäßig, was zum Ersten Indisch-Pakistanischen Krieg um Kaschmir (1947 bis 1949) führte. Seitdem schwelt in der Grenzregion der Kaschmir-Konflikt, der 1965 auch den Zweiten Indisch-Pakistanischen Krieg und 1999 den Kargil-Krieg zur Folge hatte.
Am 26. November 1949 trat Indien dem Commonwealth of Nations bei und am 26. Januar 1950 trat die vor allem von Bhimrao Ambedkar ausgearbeitete Verfassung in Kraft, durch die Indien zur Republik wurde. Grenzstreitigkeiten führten 1962 zu einem kurzen Krieg mit der Volksrepublik China, dem sogenannten Indisch-Chinesischen Grenzkrieg. Die indische Unterstützung einer Unabhängigkeitsbewegung im damaligen Ostpakistan führte 1971 zu einem dritten Krieg Indiens gegen Pakistan mit folgender Teilung Pakistans und Gründung des neuen, ebenfalls islamisch geprägten Staates Bangladesch.

Auch nach dem States Reorganisation Act von 1956 gingen die Diskussionen um die territoriale Neugliederung der Bundesstaaten weiter. Die Karte zeigt die 1960–2014 neu entstandenen Bundesstaaten:

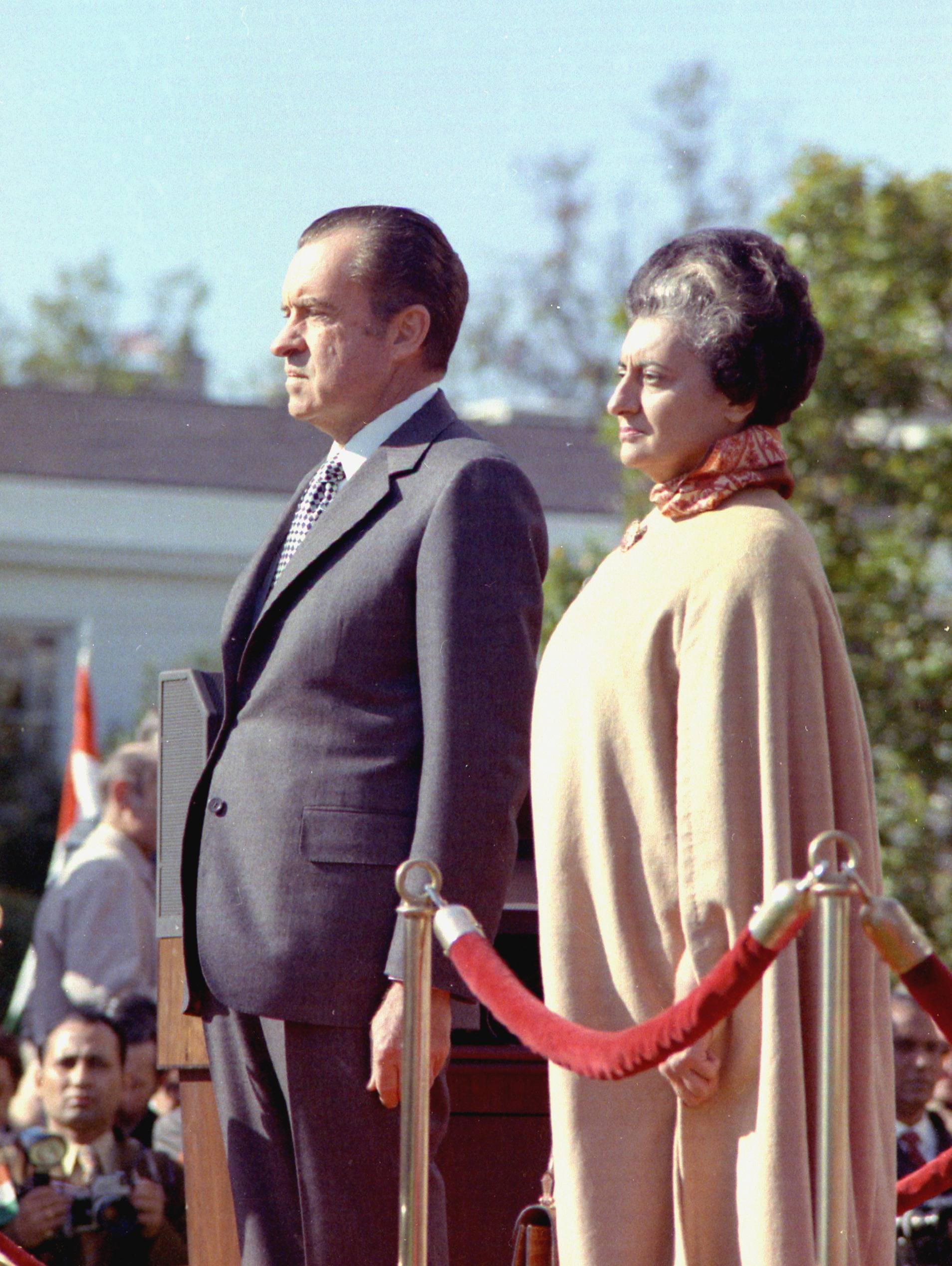
Indira Gandhi mit US-Präsident Richard Nixon (1971)

Innenpolitisch bestimmte unter Jawaharlal Nehru, Premierminister 1947 bis 1964, und danach noch bis Anfang der 1970er Jahre die Kongresspartei überlegen die junge, unabhängige Demokratie. Oppositionsparteien konnten bestenfalls auf Bundesstaaten- oder kommunaler Ebene ihren Einfluss geltend machen. Erst als Nehrus Tochter Indira Gandhi, die 1966 Premierministerin wurde, die Partei zentralisierte und ihre eigene Machtposition auszubauen versuchte, gelang es der Opposition, sich auf Bundesebene zu formieren. Ein Gericht in Allahabad befand Gandhi 1975 einiger Unregelmäßigkeiten bei den Wahlen des Jahres 1971 für schuldig. Anstatt den Rücktrittsforderungen ihrer politischen Gegner zu folgen, rief sie den Notstand aus und regierte bis 1977 per Dekret. Demokratische Grundrechte wie Presse- und Versammlungsfreiheit waren stark eingeschränkt. Die zunehmende Unzufriedenheit der Bevölkerung mit dem de facto diktatorischen Regime äußerte sich 1977 in einer deutlichen Wahlniederlage Indira Gandhis. Zwischen 1977 und 1979 stellte daher erstmals nicht die Kongresspartei, sondern eine Koalition unter Führung der Janata Party die Regierung Indiens.
In den Wahlen von 1980 gelang es Indira Gandhi, an die Macht zurückzukehren. In ihre zweite Amtsperiode fällt die Zuspitzung des Konflikts im Punjab, wo sikhistische Separatisten einen eigenen Staat forderten. Als sich militante Sikhs im Goldenen Tempel in Amritsar verschanzten, ordnete Indira Gandhi 1984 die Operation Blue Star an. Indische Truppen stürmten den Tempel und beendeten dessen Besetzung. Daraufhin kam es zu blutigen Ausschreitungen, die in der Ermordung Indira Gandhis durch ihre Sikh-Leibwächter gipfelten. Ihr Sohn Rajiv Gandhi übernahm die Regierungsgeschäfte, war aber nicht in der Lage, die von ihm geplanten Reformvorhaben wirkungsvoll umzusetzen. Ein Bestechungsskandal im Zusammenhang mit dem schwedischen Rüstungskonzern Bofors schädigte sein Ansehen schließlich dermaßen, dass die Opposition 1989 einen klaren Sieg über Gandhis Kongresspartei erringen konnte. Nach zweijähriger Unterbrechung gelangte sie von 1991 bis 1996 jedoch erneut an die Macht. Die Regierung von P. V. Narasimha Rao leitete die wirtschaftliche Öffnung und außenpolitische Neuorientierung des seit Nehru sozialistisch ausgerichteten Landes ein. Zum Reformprogramm gehörten unter anderem die Privatisierung von Staatsbetrieben, die Aufhebung von Handelsbeschränkungen, die Beseitigung bürokratischer Investitionshemmnisse und Steuersenkungen. Die Wirtschaftsreformen wurden von späteren Regierungen fortgeführt.
Seit den 1980er Jahren verzeichnet der Hindu-Nationalismus einen deutlichen Aufschwung. Die Auseinandersetzung um die anstelle eines bedeutenden Hindutempels errichtete Babri-Moschee in Ayodhya (Uttar Pradesh) entwickelte sich zu einer der bestimmenden innenpolitischen Streitfragen. 1992 zerstörten hinduistische Extremisten das muslimische Gotteshaus, was zu schweren Ausschreitungen in weiten Teilen des Landes führte. Der politische Arm der Hindu-Nationalisten, die Bharatiya Janata Party (BJP), führte zwischen 1998 und 2004 eine Regierungskoalition an und stellte mit Atal Bihari Vajpayee den Regierungschef. 2004 unterlag sie jedoch überraschend der neu aufgestellten Kongresspartei unter Sonia Gandhi. Die Witwe des 1991 während des Wahlkampfes ermordeten Rajiv Gandhi verzichtete nach Protesten der Opposition wegen ihrer italienischen Abstammung auf das Amt als Premierministerin. Stattdessen übernahm Manmohan Singh diese Stellung, der als Finanzminister unter Rao die wirtschaftliche Liberalisierung Indiens wesentlich mitgestaltet hatte. Bei der Wahl 2009 konnte die Kongresspartei ihre Mehrheit noch ausbauen und Singh blieb bis 2014 Premierminister. Bei der Wahl 2014 erreichte die oppositionelle BJP einen erdrutschartigen Sieg und ihr Spitzenkandidat Narendra Modi wurde zum Ministerpräsidenten gewählt.
Heute sind die fundamentalen Probleme Indiens trotz des deutlichen wirtschaftlichen Aufschwungs noch immer die ausgedehnte Armut als auch die starke Überbevölkerung, die zunehmende Umweltverschmutzung sowie ethnische und religiöse Konflikte zwischen Hindus und Muslimen. Dazu tritt der fortdauernde Streit mit Pakistan um die Region Kaschmir. Besondere Brisanz erhält der indisch-pakistanische Gegensatz durch die Tatsache, dass beide Staaten Atommächte sind. Indien hatte 1974 erstmals einen Atomwaffentest durchgeführt. Auf weitere Kernwaffenversuche im Jahre 1998 reagierte Pakistan mit eigenen Atomwaffentests.
In den letzten Jahren war eine Annäherung zwischen Indien und Pakistan zu bemerken. So fanden Gefangenenaustausche statt und wurden Verbindungen in der Kaschmirregion geöffnet.

### Terrorismus und ethnische Konflikte
Seit 1986 kämpfen verschiedene Gruppierungen im mehrheitlich muslimischen Kaschmir mit gewaltsamen Mitteln für die Unabhängigkeit ihrer Region oder den Anschluss an Pakistan (Kaschmir-Konflikt). Immer wieder werden in der Region Anschläge auf Einrichtungen des indischen Staates, so im Oktober 2001 auf das Regionalparlament von Jammu und Kashmir in Srinagar, auf die in Kaschmir stationierten Streitkräfte oder gegen hinduistische Dorfbewohner und Pilger verübt.
Doch nicht nur in Kaschmir, sondern auch in anderen Teilen Indiens kam es wiederholt zu terroristischen Anschlägen, die kaschmirischen Separatisten oder islamistischen Terrororganisationen wie Laschkar-e Taiba zugeschrieben wurden. Die bisher schlimmste Anschlagsserie fand am 12. März 1993 statt, als zehn Bombenexplosionen auf die Börse und Hotels in Mumbai sowie Züge und Tankstellen 257 Menschen töteten und 713 Personen verletzten. Im Dezember 2001 stürmten Islamisten das Parlament in Neu-Delhi, wobei 14 Menschen ums Leben kamen. 52 Tote gab es im August 2003, als zwei mit Sprengstoff beladene Taxis in Mumbai explodierten. Nach drei Bombenexplosionen auf Märkten in Neu-Delhi waren im Oktober 2005 62 Opfer zu beklagen. Im März 2006 starben bei einem Doppelanschlag auf den Bahnhof und einen Tempel in der Stadt Varanasi 20 Menschen. Bei Bombenanschlägen auf Züge in Mumbai wurden im Juli 2006 rund 200 Menschen getötet und mehr als 700 Personen verletzt. Am 18. Februar 2007 explodierten im „Freundschafts-Express“, der einzigen Zugverbindung zwischen Indien und Pakistan, 100 Kilometer nördlich von Delhi zwei Brandbomben. Dabei kamen mindestens 65 Menschen ums Leben.
Am 25. August 2007 kam es in Hyderabad zu zwei Bombenexplosionen, bei denen mindestens 42 Personen starben und viele weitere verletzt wurden. Eine dritte Bombe wurde gefunden und konnte entschärft werden. Welches Ziel der oder die Attentäter mit den Bombenanschlägen in gut besuchten Freizeitorten verfolgten, wurde zunächst nicht bekannt. (Hyderabad hat mit fast 40 % den höchsten muslimischen Bevölkerungsanteil der indischen Metropolen.)
Eine Serie von Bombenanschlägen erschütterte Indien 2008. Am 25. Juli explodierten zwei Bomben vor Polizeistationen und sechs weitere Bomben in Bengaluru (Bangalore). Innerhalb von 15 Minuten wurden bei den acht Bombenanschlägen zwei Menschen getötet und sechs Menschen verletzt. Eine Explosionsserie von 16 Bomben innerhalb von 90 Minuten in der Millionenmetropole Ahmedabad im westindischen Bundesstaat Gujarat forderte am 26. Juli 2008 mindestens 130 Tote und über 280 Verletzte. Eine mutmaßlich muslimische Terrorgruppe Indische Mudschaheddin, vermutlich eine Splittergruppe der radikal-islamischen Laschkar-e Taiba, bekannte sich zu den Terroranschlägen in Ahmedabad. Bei den Anschlägen in Mumbai am 26. November 2008 kam es in der indischen Metropole Mumbai innerhalb kurzer Zeit zu 17 Explosionen, Angriffen mit Schnellfeuerwaffen und zu Geiselnahmen an zehn verschiedenen Stellen der Stadt durch eine Gruppe von etwa zehn Angreifern, die sich in mehrere Gruppen aufgeteilt hatten. Nach Angaben der indischen Behörden hat es dabei mindestens 239 Verletzte und 174 Tote gegeben.
Nach einer im Dezember 2019 erlassenen Staatsbürgerschaftsreform, die religiös verfolgten Flüchtlingen mit Ausnahme von Muslimen schneller Asyl in Indien gewährt, kam es im selben Monat und zu Beginn des Jahres 2020 zu starken Protesten der muslimischen Bevölkerung in Indien.

## Bevölkerung

### Demografie
Im April 2023 betrug die Einwohnerzahl Indiens UN-Schätzungen zufolge 1.425.775.850. Damit löste Indien China als bevölkerungsreichsten Staat der Erde erstmals ab. Die Bevölkerungsdichte beträgt 388 Einwohner pro Quadratkilometer (Deutschland: 231 pro Quadratkilometer). Gleichwohl ist die Bevölkerung höchst ungleichmäßig verteilt. Sie ballt sich vor allem in fruchtbaren Landstrichen wie der Gangesebene, Westbengalen und Kerala, während der Himalaya, die Berggegenden des Nordostens sowie trockenere Regionen in Rajasthan und auf dem Dekkan nur eine geringe Besiedlungsdichte aufweisen. So leben in Bihar durchschnittlich 1106 Menschen auf einem Quadratkilometer, während es in Arunachal Pradesh nur 17 sind.
Am 11. Mai 2000 überschritt Indiens Bevölkerungszahl offiziell die Milliardengrenze. Während es von 1920 – damals hatte Indien 250 Millionen Einwohner – 47 Jahre bis zu einer Verdoppelung der Bevölkerung dauerte, waren es von 1967 bis 2000 nur noch 33 Jahre. Das Wachstum der Bevölkerung hat sich in den letzten Jahrzehnten nur wenig abgeschwächt und liegt im Moment bei 1,4 % pro Jahr, was einem jährlichen Bevölkerungszuwachs von 15 Millionen Menschen entspricht. Damit verzeichnet Indien im Moment den größten absoluten Zuwachs aller Staaten der Erde. Der relative Zuwachs liegt jedoch nur wenig über dem Weltdurchschnitt.
Schätzungen zufolge wird sich das Bevölkerungswachstum in Indien in den nächsten Jahrzehnten kaum abschwächen. Durch fortschreitende Modernisierung, Bildung, Wohlstand und Verstädterung sinkt die Geburtenrate zwar bereits, das Bevölkerungswachstum erklärt sich jedoch nicht aus einer gestiegenen Geburtenrate, sondern aus der in den letzten Jahrzehnten gestiegenen Lebensdauer. Dies ist unter anderem auf eine Verbesserung der Gesundheitsfürsorge zurückzuführen. In der Mortalität hatte Indien bereits 1991 mit Deutschland gleichgezogen (10 pro 1000), für 2006 wird sie auf 8,18 pro 1000 geschätzt. Die Geburtenziffer blieb allerdings hoch (1991: 30 pro 1000) und sinkt allmählich (2016: 19,3 pro 1000). Die Fruchtbarkeitsrate ging von 5,2 Kindern je Frau (1971) auf 3,6 (1991) zurück, im Jahr 2013 lag sie bei 2,3.
Das durchschnittliche Alter der indischen Bevölkerung lag 2015 bei 26,7 Jahren, während die durchschnittliche Lebenserwartung für Männer 66,2 Jahre (1971 waren es nur 44 Jahre) und für Frauen 69,1 Jahre (1971 waren es nur 46 Jahre) betrug. In Deutschland sind es zum Vergleich bei Männern 78 Jahre und bei Frauen 83 Jahre. Ein Drittel der Bevölkerung ist jünger als 15 Jahre. Indien gehört auch zu den Ländern, in denen es deutlich mehr Männer gibt: Laut der Volkszählung 2011 kommen auf 1000 Männer 943 Frauen. Dieser Überschuss an Männern trägt in manchen Regionen des Landes zur Destabilisierung bei, wie Henrik Urdal von der Harvard Kennedy School zeigt.
In den letzten dreißig Jahren wurde die Verstädterung Indiens zu 60 % von natürlichem Bevölkerungswachstum (in den Städten) getragen. Zuwanderung (aus ländlichen Gebieten) trug zu einem Fünftel des Wachstums städtischer Bevölkerung bei. Ein weiteres Fünftel des Wachstums verteilt sich gleichmäßig auf die Bildung neuer Städte durch statistische Umklassifizierung und durch die Ausdehnung von Grenzen oder Sprawl. Damit hat Indien heute 46 Städte mit mehr als einer Million Einwohnern (Stand: Volkszählung 2011). Allein der Ballungsraum Mumbai hat mittlerweile über 28 Millionen Einwohner und damit eine größere Bevölkerung als ganz Australien. Dennoch stellt die städtische Bevölkerung mit einem Anteil an der Gesamteinwohnerzahl von lediglich 31,2 % (Volkszählung 2011) eine Minderheit dar. Mit der wirtschaftlichen Entwicklung schreitet die Urbanisierung Indiens schnell voran und jährlich wächst die städtische Bevölkerung Indiens um knapp 10 Millionen an. In den Städten Indiens wird nahezu die gesamte Wirtschaftsleistung erbracht.
Die Entstehung von Slums ist ein großes Problem in Indiens Städten. In Mumbais Slum Dharavi leben geschätzt 1 Million Menschen auf engstem Raum unter katastrophalen Bedingungen, womit es das größte Elendsviertel weltweit ist. Die Urbanisierung verläuft in Indien deutlich weniger geplant als z. B. in China und geschätzt 30 % der städtischen Bevölkerung leben in ungeplanten Behausungen und Slums, insgesamt über 90 Millionen Menschen.
Schätzungsweise bis zu 25 Millionen indische Staatsbürger und Personen indischer Herkunft (Non-resident Indians und Persons of Indian Origin) leben im Ausland. Während englischsprachige westliche Staaten wie die USA, Großbritannien und Kanada vor allem gut ausgebildete Fachkräfte anziehen, sind in den Golfstaaten (besonders Vereinigte Arabische Emirate, Kuwait und Saudi-Arabien) viele Inder als „Billigarbeitskräfte“ angestellt, seltener auch in höheren Positionen. Während der britischen Kolonialzeit wurden Inder als Arbeiter in anderen Kolonien angeworben, daher leben viele Personen indischer Abstammung in Malaysia, Südafrika, Mauritius, Trinidad und Tobago, Fidschi, Guyana und Singapur. Sie besitzen in der Regel die Staatsbürgerschaft des jeweiligen Landes. Überweisungen von Auslandsindern an ihre Angehörigen in Indien stellen einen bedeutenden Wirtschaftsfaktor dar.
Nachfolgend sind die Einwohnerzahlen Indiens zwischen 1700 und 2050 aufgeführt (2025 und 2050 sind Prognosen) – zu beachten sind Veränderungen des Gebiets im Verlauf der Zeit: Zahlenangaben bis 1875 sind berechnet nach dem Gebietsstand von Britisch-Indien (einschließlich Bangladesch, Myanmar und Pakistan), ab 1900 in den heutigen Grenzen der Republik Indien:
| 18. Jh. | Einwohner   |      | 19. Jh.     | Einwohner   |               | 20. Jh. | Einwohner     |      | 21. Jh.       | Einwohner     |
| ------- | ----------- | ---- | ----------- | ----------- | ------------- | ------- | ------------- | ---- | ------------- | ------------- |
| 1700    | 137.026.000 |      | 1800        | 255.000.000 |               | 1901    | 1.238.396.327 |      | 2001          | 1.028.737.436 |
| 1725    | 140.413.000 | 1825 | 256.469.000 | 1925        | 1.263.071.000 | 2005    | 1.094.985.000 |      |               |               |
| 1750    | 155.212.000 | 1850 | 283.496.000 | 1950        | 1.350.445.000 | 2011    | 1.210.569.573 |      |               |               |
| 1775    | 198.344.000 | 1875 | 300.963.000 | 1975        | 1.600.763.000 | 2017    | 1.339.180.000 |      |               |               |
| 1800    | 255.000.000 | 1900 | 271.306.000 | 2000        | 1.014.003.800 | 2025    | 1.451.829.000 |      |               |               |
|         |             |      |             |             |               |         |               | 2050 | 1.658.978.000 |               |

### Ethnische Zusammensetzung
Indien ist ein Vielvölkerstaat, dessen ethnische Vielfalt ohne weiteres mit der des gesamten europäischen Kontinents vergleichbar ist. Etwa 72 % der Bevölkerung sind Indoarier. 25 % sind Draviden, die hauptsächlich im Süden Indiens leben. 3 % entfallen auf sonstige Völkergruppen, vor allem tibeto-birmanische, Munda- und Mon-Khmer-Völker im Himalayaraum sowie Nordost- und Ostindien.
8,6 % der Einwohner gehören der indigenen Stammesbevölkerung an, die sich selbst als Adivasi bezeichnet, obwohl sie ethnisch höchst uneinheitlich ist. Die indische Verfassung erkennt mehr als 600 Stämme als sogenannte Scheduled Tribes an. Sie stehen meist außerhalb des hinduistischen Kastensystems und sind trotz bestehender Schutzgesetze sozial stark benachteiligt. Hohe Bevölkerungsanteile haben die Adivasi in der Nordostregion (besonders in Mizoram, Nagaland, Meghalaya, Arunachal Pradesh, Manipur, Tripura, Sikkim) sowie in den ost- und zentralindischen Bundesstaaten Jharkhand, Chhattisgarh, Odisha und Madhya Pradesh. Auf Grund der sozialen Diskriminierung genießen linksradikale Gruppierungen wie die maoistischen Naxaliten bei Teilen der Adivasi starken Rückhalt. Dazu kommen separatistische Bewegungen verschiedener Völker – etwa der mongoliden Naga, Mizo und Bodo, aber auch der indoarischen Assamesen – in Nordostindien, wo Spannungen zwischen der einheimischen Bevölkerung und zugewanderten Bengalen, größtenteils illegale Einwanderer aus Bangladesch, für zusätzliches Konfliktpotenzial sorgen.
Im Jahre 2017 waren, laut offiziellen Zahlen, 0,4 % der Bevölkerung im Ausland geboren. Die Zahl der illegal eingewanderten Bangladescher in Indien wird auf bis zu 20 Millionen geschätzt. Die rund 100.000 in Indien lebenden Exiltibeter, die seit der chinesischen Besetzung Tibets in den 1950er Jahren aus ihrer Heimat geflohen sind, werden dagegen offiziell als Flüchtlinge anerkannt und besitzen eine Aufenthaltsgenehmigung. Des Weiteren leben etwa 60.000 tamilische Flüchtlinge aus Sri Lanka auf indischem Gebiet.

### Sprachen und Schriften
In Indien werden mehr als 100 Sprachen gesprochen, die vier verschiedenen Sprachfamilien angehören. Neben den beiden überregionalen Amtssprachen Hindi und Englisch erkennt die indische Verfassung die folgenden 21 Sprachen an: Assamesisch, Bengalisch, Bodo, Dogri, Gujarati, Kannada, Kashmiri, Konkani, Maithili, Malayalam, Marathi, Meitei, Nepali, Oriya, Panjabi, Santali, Sanskrit, Sindhi, Tamil, Telugu und Urdu. Die meisten dieser Sprachen dienen in den Bundesstaaten, in denen sie von der Bevölkerungsmehrheit gesprochen werden, auch als Amtssprachen. Englisch ist eine wichtige Verwaltungs-, Unterrichts- und Wirtschaftssprache. Von den Verfassungssprachen gehören 15 der indoarischen, vier der dravidischen (Telugu, Tamilisch, Kannada und Malayalam), zwei der tibetobirmanischen bzw. sinotibetischen Sprachfamilie (Bodo, Meitei) und jeweils eine der austroasiatischen (Santali) und der germanischen (englisch) an.
In letzter Zeit gab es Versuche, den Gebrauch des Sanskrit wiederzubeleben. Sanskrit ist eine klassische, heute nicht mehr als Erst- oder Muttersprache verwendete Sprache, die in Indien einen ähnlichen Stellenwert besitzt wie das Lateinische in Europa. Sie gehört ebenfalls zu den offiziell anerkannten Verfassungssprachen, wird aber nirgends als Amtssprache verwendet. Das Central Board of Secondary Education (CBSE) hat in den Schulen, die es reguliert, Sanskrit zur dritten der unterrichteten Sprachen gemacht. In diesen Schulen ist der Sanskritunterricht für die fünften bis achten Schulklassen obligatorisch.
Über die Beibehaltung des Status des Englischen als Amtssprache wird alle 15 Jahre neu entschieden. Englisch gilt weiterhin als Prestige-Sprache und wird nur von einer privilegierten Minderheit der Bevölkerung fließend gesprochen. Wenn sich Menschen unterschiedlicher Sprachgemeinschaften begegnen, sprechen sie im Norden entweder Hindi oder Englisch miteinander, im Süden eine der dravidischen Sprachen oder Englisch. Hindi hat sich im dravidischsprachigen Süden Indiens bis heute nicht durchgesetzt.
Neben den Verfassungssprachen sind Hindustani, der im Norden Indiens weit verbreitete „Vorgänger“ von Hindi und Urdu, Rajasthani als Oberbegriff der Dialekte Rajasthans und Mizo erwähnenswert. Bihari ist der Oberbegriff für die Dialekte in Bihar, wozu auch Maithili, Bhojpuri und Magadhi gehören.
Verschiedene Schriftsysteme sind in Indien gebräuchlich. Während für Hindi, Marathi, Nepali, Konkani und Sanskrit eine gemeinsame Schrift verwendet wird (Devanagari), werden Telugu, Tamilisch, Kannada, Malayalam, Gujarati, Oriya, Panjabi und Santali in einer jeweils eigenen Schrift geschrieben. Für Bengalisch, Asamiya und Meitei wird eine weitere Schrift (Bengalische Schrift) verwendet. Urdu wird in arabischer Schrift geschrieben, Kashmiri und Sindhi werden in arabischer Schrift oder auch in Devanagari geschrieben.

### Religionen

#### Zusammensetzung
Auf dem indischen Subkontinent entstanden vier der großen Religionen: Hinduismus, Buddhismus, Jainismus und Sikhismus. Der Islam kam infolge von Handel und Eroberungen durch das Mogulreich, das Christentum durch frühe Missionierungen im ersten Jahrhundert und dann durch den Kolonialismus, der Zoroastrismus (Parsismus) aufgrund von Einwanderungen ins Land. Indien bietet daher eine außerordentlich reichhaltige Religionslandschaft. Obwohl der Buddhismus über Jahrhunderte die bevorzugte Religion war, starb der Hinduismus nie aus und konnte seine Stellung als dominierende Religion langfristig behaupten. Im Mittelalter brachten indische Händler und Seefahrer den Hinduismus bis nach Indonesien und Malaysia. Obwohl Indien bis heute ein hinduistisch geprägtes Land ist, hat Indien nach Indonesien und Pakistan die weltweit drittgrößte muslimische Bevölkerung (etwa 140 Millionen), und nach Iran (aktuell Islamische Republik Iran) die zweitgrößte Anzahl von Schiiten.
Die Religionen verteilen sich nach der Volkszählung 2011 wie folgt: 79,8 % Hindus, 14,2 % Muslime, 2,3 % Christen, 1,7 % Sikhs, 0,7 % Buddhisten, 0,4 % Jainas und 0,7 % andere (zum Beispiel traditionelle Adivasi-Religionen, Bahai oder Parsen). Insgesamt 0,2 % der Inder gaben bei der Volkszählung keine Religionszugehörigkeit an oder gaben an, ohne Religion zu sein.
Die Wurzeln des Hinduismus liegen im Veda (wörtlich: Wissen), religiösen Texten, deren älteste Schicht auf etwa 1200 v. Chr. datiert wird. Die Bezeichnung „Hinduismus“ wurde jedoch erst im 19. Jahrhundert allgemein üblich. Er verbindet viele Strömungen mit ähnlicher Glaubensgrundlage und Geschichte, die besonders bei den Lehren von Karma, dem Kreislauf der Wiedergeburten (Samsara) und dem Streben nach Erlösung übereinstimmen. Er kennt keinen einzelnen Religionsstifter, kein einheitliches Glaubensbekenntnis und keine religiöse Zentralbehörde. Die wichtigsten populären Richtungen sind der Shivaismus, der Vishnuismus und der Shaktismus. Daneben ist die Indische Volksreligion regional und lokal weit verbreitet. Religiöse Lehrer (Gurus) und Priester haben einen großen Stellenwert für den persönlichen Glauben.
Die Adivasi (Ureinwohner) widersetzten sich oft den Missionsversuchen der großen Religionen und behielten teilweise ihre eigene Religion. Die indigenen Völker Indiens haben einiges mit dem Hinduismus gemeinsam, so etwa den Glauben an die Reinkarnation, eine äußere Vielfalt von Göttern und eine Art von Kastenwesen. Nicht selten werden lokale Gottheiten oder Stammesgottheiten einfach in das hinduistische Pantheon integriert – eine Herangehensweise, die historisch zur Ausbreitung des Hinduismus beigetragen hat. Besonders heute besteht eine starke Tendenz der „Hinduisierung“ (in der Indologie „Sanskritisierung“), gesellschaftliche Sitten der Hindus und deren Formen der Religionsausübung werden übernommen.
Der Buddhismus ist heute vor allem als Neobuddhismus bei den „Unberührbaren“ (Dalit) populär, besonders im Bundesstaat Maharashtra („Bauddha“). Die Dalit versuchen auf diese Art und Weise, den Diskriminierungen des Kastensystems zu entkommen. Mehr als 10 % der indischen Bevölkerung gehört der Kaste der Dalit an. Ins Leben gerufen wurde diese Bewegung durch den Rechtsanwalt Bhimrao Ramji Ambedkar (1891–1956), der selbst einer unberührbaren Kaste angehörte. Hinzu kommen kleinere Gruppen tibetischer Buddhisten in den Himalaya-Gebieten von Ladakh, Sikkim und Arunachal Pradesh sowie die tibetische Exilgemeinde in Dharamsala, dem Sitz des amtierenden Dalai Lama sowie der tibetischen Exilregierung. Aus der Sicht fundamentalistischer Hindus gehören auch Muslime, Buddhisten und Christen zu den Unberührbaren, die nach dieser Definition etwa 240 Millionen Menschen und damit fast 20 % der indischen Bevölkerung umfassen würden.
Die Parsen, die heute hauptsächlich in Mumbai leben, bilden eine kleine, überwiegend wohlhabende und einflussreiche Gemeinschaft (etwa 70.000 Menschen). Nicht zuletzt auch durch ihr ausgeprägtes soziales Engagement spielen sie trotz geringer Bevölkerungsanzahl in der indischen Gesellschaft eine wichtige Rolle. In Europa sind sie durch ihre Bestattungsgepflogenheiten („Türme des Schweigens“) bekannt. Auch die Jainas sind oft wohlhabend, da sie aufgrund ihres Glaubens, der das Töten von Lebewesen verbietet, überwiegend Kaufleute und Händler sind. Parsen und Jainas gehören meist der Mittel- und Oberschicht an.
Die Mehrheit der indischen Muslime gehört der sunnitischen Richtung an, außerdem leben mehr als 20 Millionen Schiiten in Indien. Darüber hinaus existieren kleinere Glaubensrichtungen innerhalb des Islam: Eher fundamentalistisch ist die Dar ul-Ulum in Deoband im nördlichen Bundesstaat Uttar Pradesh, auf die sich unter anderem die afghanischen Taliban berufen, wenn auch in radikal verkürzter Interpretation. Die Situation der Muslime in Indien ist schwierig. Sie sind ärmer und weniger gebildet als der Durchschnitt. In Politik und Staatsdienst sind sie unterrepräsentiert. Zu bemerken ist jedoch, dass der ehemalige Staatspräsident Indiens, A. P. J. Abdul Kalam, ein Muslim war. Die Anzahl der Muslime in Indien steigt schneller als die der restlichen Bevölkerung und bis 2050 könnte Indien über 300 Millionen muslimische Einwohner haben.
Die Sikhs sind hauptsächlich im Nordwesten Indiens (Punjab) beheimatet. Ihre Stellung in der Gesellschaft ist geprägt durch den Erfolg vor allem im militärischen Bereich, aber auch im politischen Leben. Der ehemalige indische Premierminister Manmohan Singh ist ein Sikh.
53 n. Chr. soll ein Apostel Jesu, Thomas, nach Indien gekommen sein und dort entlang der südlichen Malabarküste mehrere christliche Gemeinden gegründet haben. Die „Thomaschristen“ in Kerala führen ihren Ursprung auf den Apostel Thomas zurück. Portugiesische Missionare führten im späten 15. Jahrhundert den römischen Katholizismus ein und verbreiteten ihn entlang der Westküste, etwa in Goa, so dass römische Katholiken heute den größten Anteil an der christlichen Bevölkerung Indiens stellen. Die Briten zeigten zwar wenig Interesse an der Missionierung, dennoch konvertierten viele Stammesvölker im Nordosten (Nagaland, Mizoram, Meghalaya, Manipur, Arunachal Pradesh) zur Anglikanischen Kirche oder anderen evangelischen Konfessionen. In jüngerer Zeit traten auch Angehörige unberührbarer Kasten sowie Adivasi zum Christentum über, um der Ungerechtigkeit des Kastensystems zu entkommen.
Als Indien seine Unabhängigkeit erlangte, lebten auch noch rund 25.000 Juden in Indien. Nach 1948 verließen jedoch die meisten von ihnen ihre Heimat gen Israel. Heute wird die Zahl der in Indien verbliebenen Juden auf 5000 bis 6000 geschätzt, wovon die Mehrheit in Mumbai lebt.
- Religionen nach der Volkszählung 2001
- Hinduismus
- Islam
- Christentum

#### Religiöse Konflikte
Der Laizismus, die Trennung von Staat und Religion, zählt zu den wesentlichsten Grundsätzen des indischen Staates und ist in seiner Verfassung verankert. Seit Jahrhunderten bestehen verschiedene Glaubensrichtungen zumeist friedlich nebeneinander. Dennoch kommt es manchmal zu regional begrenzten, religiös motivierten Auseinandersetzungen.
Bei der Teilung Indiens 1947 und beim Bangladesch-Krieg 1971 kam es zwischen Hindus und Muslimen zu massiven Ausschreitungen. Unruhen zwischen Anhängern der beiden Glaubensrichtungen brechen in Indien in gewissen Zeitabständen immer wieder aus. Ein Konfliktpunkt ist nach wie vor Kaschmir, dessen überwiegend muslimische Bevölkerung teilweise gewalttätig für die Unabhängigkeit oder den Anschluss an Pakistan eintritt. Geschürt werden sie seit den späten 1980er Jahren durch den aufkeimenden Hindu-Nationalismus (Hindutva) und islamischen Fundamentalismus. Einer der Höhepunkte der Auseinandersetzungen war die Erstürmung und Zerstörung der Babri-Moschee in Ayodhya (Uttar Pradesh) durch extremistische Hindus im Dezember 1992, da das islamische Gotteshaus einst an der Stelle eines bedeutenden Hindu-Tempels errichtet worden war, der den Geburtsort Ramas markieren sollte. Die letzten Unruhen traten 2002 in Gujarat auf, als 59 Hindu-Aktivisten (kar sevaks) in einem Zug verbrannt wurden. Infolge der eskalierenden Gewalt kamen etwa 2000 Menschen um, hauptsächlich Moslems. Die politische Situation in Kaschmir kostete seit 1989 aufgrund der Aktivitäten islamistischer Terroristen über 29.000 Zivilpersonen das Leben.
Auch bei anderen Religionen traten Konflikte auf. Die Forderungen sikhistischer Separatisten nach einem unabhängigen Sikhstaat namens „Khalistan“ gipfelten 1984 in der Erstürmung des Goldenen Tempels in Amritsar durch indische Truppen (Operation Blue Star) und der Ermordung der damaligen Premierministerin Indira Gandhi durch ihre eigenen Sikh-Leibwächter. Insgesamt kamen bei den Unruhen im Jahre 1984 mehr als 3000 Sikhs ums Leben.
In einigen Bundesstaaten ist es zu Pogromen gegen Christen gekommen. So wurden in der zweiten Jahreshälfte 2008 bei religiös motivierten Unruhen im Bundesstaat Orissa (im Osten Indiens) mindestens 59 Christen getötet. In ihrer Antwort auf eine parlamentarische Anfrage vom 4. Dezember 2008 nennt die deutsche Bundesregierung folgendes Ausmaß der Gewalt gegen Christen in Orissa (Odisha): 81 Christen sind ums Leben gekommen, 20.000 Menschen befinden sich in Flüchtlingslagern, 40.000 weitere haben sich in Wäldern versteckt. 4677 Häuser, 236 Kirchen und 36 weitere kirchliche Einrichtungen wurden zerstört.

### Soziale Probleme und Ungleichheit
Die ökonomische Ungleichheit Indiens übertraf – nach bis etwa 2000 sinkenden Zahlen – Anfang der 2020er Jahre das Niveau des Britisch-Raj. Nach Angaben der Weltbank haben heute 44 % der Einwohner Indiens weniger als einen US-Dollar pro Tag zur Verfügung. Auch wenn die Ernährungssituation seit den 1970er Jahren entscheidend verbessert werden konnte, ist noch immer mehr als ein Viertel der Bevölkerung zu arm, um sich eine ausreichende Ernährung leisten zu können. Unter- und Fehlernährung wie Vitaminmangel ist vornehmlich in ländlichen Gebieten ein weit verbreitetes Problem, wo der Anteil der Armen besonders hoch ist. Die regionale Aufteilung des Problems lässt sich am Hunger-Index für Indien klar erkennen, der Bundesstaat Madhya Pradesh fällt hier besonders ins Auge. 2007 waren 46 % der Kinder in Indien mangelernährt, nach Angaben von UNICEF sterben in Indien jährlich 2,1 Millionen Kinder vor dem fünften Lebensjahr. Kinderarbeit wird hauptsächlich auf dem Land geleistet, da das Einkommen vieler Bauernfamilien nicht zum Überleben ausreicht. Hoch verschuldete Bauern müssen oft nicht nur ihr Ackerland verkaufen, sondern auch ihre Dienstleistungen an die Grundherren verpfänden. Dieses als Schuldknechtschaft bezeichnete Phänomen stellt bis heute eines der größten Hindernisse in der Armutsbekämpfung dar. 2006 haben schätzungsweise 17.000 Bauern wegen hoher Verschuldung Selbstmord begangen. Die schlechten Lebensbedingungen im ländlichen Raum veranlassen viele Menschen zur Abwanderung in die Städte (Urbanisierung). Dabei sind die wuchernden Metropolen des Landes kaum in der Lage, ausreichend Arbeitsplätze für die Zuwanderer zur Verfügung zu stellen. Das Ergebnis sind hohe Arbeitslosigkeit und Unterbeschäftigung. Fast ein Drittel der Einwohner der Millionenstädte lebt in Elendsvierteln. Dharavi in Mumbai ist mit mehr als einer Million Menschen der größte Slum Asiens.
Nach der Volkszählung 2011 werden 16,6 % der indischen Bevölkerung zu den so genannten Unberührbaren (Scheduled Castes) gerechnet, 8,6 % zählen zur indischen Stammesbevölkerung (Adivasi, offiziell Scheduled Tribes). Da beide Gruppen einem Missbrauch (Diskriminierung, wirtschaftliche Ausbeutung, teilweise auch Verfolgung und Gewalt) durch andere Kasten-Inder ausgesetzt sind, sieht die indische Verfassung eine Förderung der sozial Benachteiligten in Form von Quoten vor. Über diese „positive Diskriminierung“ werden in Universitäten, berufsbildenden Institutionen und Parlamenten bis zu 50 % der Plätze für die Scheduled Castes (Angehörige der unteren Kasten) reserviert. Die Kastenfrage nimmt in der indischen Innenpolitik eine höchst brisante Stellung ein. Eine Ausweitung der Quoten auf niedere Kasten auf Vorschlag der umstrittenen Mandal-Kommission rief 1990 heftige Proteste von Angehörigen höherer Kasten hervor und führte zum Sturz von Premierminister Vishwanath Pratap Singh.
Unzureichende schulische Bildung sowie Beratung in Fragen der reproduktiven Gesundheit hatte zur Folge, dass die Zahl der HIV-Infizierten ab den 1980er und 1990er Jahren rasch angestiegen ist, seit 1986 die ersten Infektionsfälle bekannt wurden. 2008 trugen rund 2,27 Millionen Inder im Alter zwischen 15 und 49 Jahren das Virus. Die Zahl der Infizierten liegt damit weltweit an dritter Stelle hinter Südafrika und Nigeria. In den Jahren nach 2002 ist ein prozentualer Rückgang an Infizierten zu verzeichnen. 2002 waren 0,45 % der erwachsenen indischen Bevölkerung infiziert, 2007 waren es 0,34 % und 2008 0,29 %. Die Übertragungswege des HI-Virus werden für 2009/10 mit 87,1 % zwischen Heterosexuellen angegeben. Hierfür ist hauptsächlich der weitverbreitete ungeschützte Geschlechtsverkehr mit Prostituierten verantwortlich. Die Übertragung von Mutter zu Kind beträgt 5,4 % und zwischen Homosexuellen 1,5 %. Drogenabhängige sind mit 1,5 % an der Gesamtzahl der Übertragungsfälle beteiligt.

### Stellung der Frau
In der vaterrechtlich geprägten indischen Gesellschaft sind Frauen trotz der rechtlichen Gleichstellung der Geschlechter nach wie vor sehr benachteiligt (siehe unten zum Frauenwahlrecht).
 Mitgift-Problematik
Traditionell wurde Frauen zur Hochzeit eine Mitgift (englisch dowry) zum Aufbau eines eigenen Haushalts mitgegeben. Obwohl dies seit 1961 gesetzlich verboten ist, wird auch heute noch häufig eine solche Mitgift aus rein wirtschaftlichen Erwägungen von den Brauteltern verlangt. In manchen Fällen übersteigt die geforderte „Aussteuer“ das Jahreseinkommen der Familie der Braut. Gelegentlich kommt es zu so genannten Mitgiftmorden, wenn die Angehörigen der Braut nicht in der Lage waren, die hohen Forderungen nach der Eheschließung zu erfüllen. Diese dowry-Problematik trägt in nicht unerheblichem Maße dazu bei, dass Mädchen meist geringer angesehen sind als Jungen oder gar als unerwünscht gelten.
Die Praxis der Mitgiftforderung fördert zudem ausbeuterische Arbeitsverhältnisse wie das Sumangali-Prinzip (Kinderarbeit), da arme Eltern ihre Töchter in der Hoffnung auf eine selbst erwirtschaftete Mitgift bereitwillig den Rekrutierern mitgeben.
Abtreibung weiblicher Föten
In Indien werden deutlich mehr weibliche Föten abgetrieben als männliche: Laut der Volkszählung 2011 kamen auf 1000 Jungen nur 914 Mädchen (47,75 % = 109 Jungen zu 100 Mädchen) – im Jahr 2001 waren es noch 927 Mädchen (48,11 %, 108:100; jeweils unter 7 Jahren). In der Gesamtbevölkerung kamen im Jahr 2011 auf 1000 männliche 940 weibliche Inder (48,45 %, 106:100) – im Jahr 2001 waren es 933 weibliche (48,27 %, 107:100).
 Sexualisierte Gewalt
Laut einer Studie der Thomson Reuters Stiftung war Indien im Jahr 2018 das gefährlichste Land für Frauen weltweit. Indien lag innerhalb der 10 gefährlichsten Länder (inklusive USA und Saudi-Arabien) auf Rang 1 in 3 von 6 Bereichen: kulturelle Unterdrückung und Misshandlung von Frauen, sexualisierte Gewalt gegen Frauen sowie Menschenhandel und Zwangsprostitution. Im Jahr 2016 wurden demnach 40.000 Vergewaltigungen in Indien gemeldet.
 Frauen-Indizes
Im Global Gender Gap Report 2020 des Weltwirtschaftsforums, der die Gleichstellung von Männern und Frauen in 153 Ländern misst, liegt Indien nur auf Rang 112 mit einem Gender-Gap von 33,2 %: Frauen erreichen nur zwei Drittel des Stands der Männer in wirtschaftlicher und bildungsmäßiger Hinsicht sowie bezüglich Gesundheit und politischer Beteiligung.
Das Entwicklungsprogramm der Vereinten Nationen (UNDP) ermittelte zum Jahr 2018 den Index der geschlechtsspezifischen Ungleichheit (GII: Gender Inequality Index) unter 162 Ländern: Indien lag auf Rang 122 mit nur 39 % Frauen mit sekundärer Schulbildung (Männer: 63,5 %) und 23,6 % Erwerbsbeteiligung (Männer: 78,6 %). Beim Index der geschlechtsspezifischen Entwicklung (GDI: Gender Development Index) lag Indien auf Rang 153 von 166 Ländern: Alleine beim Pro-Kopf-Einkommen bestand ein Unterschied von 75,5 % (2.625 $ Jahreseinkommen gegenüber 10.712 $ von Männern).
Moderne Hexenverfolgung
Vor allem in den ländlichen Regionen Indiens glauben viele Menschen an Hexerei und schwarze Magie. Einerseits suchen sie bei Gesundheits-, Finanz- oder Eheproblemen Rat bei Hexendoktoren, andererseits beschuldigen sie Menschen, insbesondere Frauen, der Hexerei, greifen sie an oder ermorden sie sogar. Oft sind es Witwen oder Geschiedene, die denunziert werden, um an ihren Besitz zu gelangen. Die bestehenden Gesetze gelten als unwirksam, um diese Morde einzudämmen. 2010 wurde geschätzt, dass in Indien jährlich zwischen 150 und 200 Menschen der modernen Hexenverfolgung zum Opfer fallen. Hochgerechnet entspricht dies einer Gesamtzahl von 2.500 Morden im Zeitraum von 1995 bis 2009. Im Juni 2013 berichtete die National Commission for Women (NCW), dass seit 2008 laut Statistiken des National Crime Records Bureau (NCRB) 768 Frauen wegen angeblicher Hexerei ermordet wurden. In der indischen Provinz Assam wurden zwischen 2011 und 2021 unter dem Vorwand der Hexerei 110 Personen umgebracht.

## Politik und Staat

### Politisches System
Gemäß der Verfassung von 1950 ist Indien eine parlamentarische Demokratie. Indien ist, nach der Zahl der Bürger, die größte Demokratie der Erde. Das indische Parlament ist die gesetzgebende Gewalt und besteht aus zwei Kammern: dem Unterhaus (Lok Sabha) und dem Oberhaus (Rajya Sabha). Das Unterhaus wird auf fünf Jahre nach dem Prinzip des Mehrheitswahlrechtes gewählt. Wahlberechtigt ist jeder Staatsbürger, der das 18. Lebensjahr vollendet hat. Das Oberhaus ist die Vertretung der Bundesstaaten auf nationaler Ebene. Seine Mitglieder werden von den Parlamenten der Staaten gewählt.
Die Parteienlandschaft des Landes ist äußerst vielfältig (vgl. Liste der politischen Parteien in Indien). Viele Parteien sind zwar auf bestimmte Bundesstaaten beschränkt, dennoch ergibt sich immer wieder die Notwendigkeit, Koalitionen zu bilden. Die National Democratic Alliance (NDA) war eine Koalition, die zu Beginn ihrer Regierungszeit 1998 aus 13 Parteien bestand (unter Führung der BJP).
Nach geltendem Recht sind Parteispenden in Höhe von über ca. 200 € veröffentlichungspflichtig. Sogenannte «electoral bonds» sind ein von der Regierung Narendra Modi im Jahr 2018 eingeführtes System zur Parteifinanzierung. Käufer der bei Banken erworbenen Wahlanleihen konnten diese anonym in unbegrenzter Höhe an Parteien spenden; die Parteien erhielten gegen Vorlage der Urkunde den Anleihewert von der Bank ausgezahlt. Nach einem im Februar 2024 veröffentlichten Urteil des Obersten Gerichts ist diese Art der Parteienfinanzierung verfassungswidrig; das Gericht verpflichtete die Regierung und die indische Wahlkommission, die Erwerber der Wahlanleihen und die Höhe der einzelnen Anleihebeträge zu veröffentlichen. Im Zeitraum von 2019 bis 2024 emittierten die Banken mehr als 1,7 Milliarden Franken in Wahlanleihen. Die Regierungspartei BJP hat mit Abstand hiervon mit 647 Millionen Franken den größten Anteil erzielt.
Der Präsident als Staatsoberhaupt wird von einem Gremium der Abgeordneten des Bundes und der Länder auf fünf Jahre gewählt. Seit 2022 hat Draupadi Murmu das Amt inne. Die Verfassung sieht vor, dass Bundesstaaten unter President’s rule gestellt werden können, wenn das Land als „unregierbar“ gilt. Dies war in der Vergangenheit in mehreren Bundesstaaten der Fall. Das Präsidentenamt ist jedoch überwiegend von zeremoniellen oder repräsentativen Aufgaben geprägt, die politische Macht liegt beim Premierminister. Üblicherweise erteilt der Premierminister dem Präsidenten einen entsprechenden „Rat“, der in der Regel befolgt wird. Zuletzt ließ Premierminister P. V. Narasimha Rao nach den Unruhen in Ayodhya 1993 alle vier BJP-Landesregierungen ihres Amtes entheben und die Länder unter President’s rule stellen. Der Präsident ist auch oberster Befehlshaber der Streitkräfte.
Der Regierungschef in den Bundesstaaten sowie in drei von acht Unionsterritorien ist der Chief Minister, der vom Parlament des jeweiligen Gebiets gewählt wird.

### Politische Indizes
| Name des Index                     | Indexwert    | Weltweiter Rang | Interpretationshilfe | Jahr |
| ---------------------------------- | ------------ | --------------- | --- | ---- |
| Fragile States Index               | 72,3 von 120 | 75 von 179      | Stabilität des Landes: erhöhte Warnung 0 = sehr nachhaltig / 120 = sehr alarmierend Rang: 1 = fragilstes Land / 179 = stabilstes Land | 2024 |
| Demokratieindex                    | 7,29 von 10  | 41 von 167      | Unvollständige Demokratie 0 = autoritäres Regime / 10 = vollständige Demokratie                                                       | 2024 |
| Freedom in the World Index         | 66 von 100   | —               | Freiheitsstatus: teilweise frei 0 = unfrei / 100 = frei                                                                               | 2024 |
| Rangliste der Pressefreiheit       | 31,3 von 100 | 159 von 180     | Sehr ernste Lage für die Pressefreiheit 100 = gute Lage / 0 = sehr ernste Lage                                                        | 2024 |
| Korruptionswahrnehmungsindex (CPI) | 38 von 100   | 96 von 181      | 0 = sehr korrupt / 100 = sehr sauber                                                                                                  | 2024 |

### Verwaltungsgliederung
Indien ist in 28 Bundesstaaten (engl. States) und acht Unionsterritorien (engl. Union Territories) gegliedert, die sich in insgesamt über 600 Distrikte (engl. Districts) unterteilen. In einigen Bundesstaaten werden mehrere Distrikte zu Divisionen (engl. Divisions) zusammengefasst. Den Distrikten untergeordnet sind parallel und teils überlappend die Tehsils (oder auch Taluks), Blöcke und Subdivisions. Die unterste Verwaltungsebene stellen die Dörfer selbst dar, die mitunter in sogenannten Hoblis zusammengefasst sein können.
Während die Unionsterritorien von der Zentralregierung in Neu-Delhi verwaltet werden, verfügt jeder Bundesstaat über ein eigenes Parlament und eine eigene Regierung. Der Regierung eines Bundesstaats steht der Chief Minister vor, der allerdings formal einem vom indischen Präsidenten ernannten Gouverneur mit weitgehend repräsentativen Aufgaben untergeordnet ist. Letzterem werden bei Anwendung der President’s rule die Regierungsgeschäfte übertragen.
Die Kommunalverwaltung obliegt in größeren Städten mit mehreren hunderttausend Einwohnern den Municipal Corporations, in kleineren Städten den Municipalities. Im ländlichen Raum wird der dreistufige Panchayati Raj angewandt. Dieses System umfasst gewählte Räte (Panchayats) auf Dorf- und Block-, aber auch auf Distriktebene. Die Zuständigkeiten der Kommunalverwaltungen sind je nach Bundesstaat unterschiedlich gestaltet.
Vor der Unabhängigkeit umfasste Indien sowohl selbstständige Fürstenstaaten unter britischer Aufsicht als auch britische Provinzen (englisch Presidencies), die von britischen Kolonialverwaltern regiert wurden. Nach der Unabhängigkeit wurden die ehemaligen Fürstenstaaten von einem ernannten Gouverneur, die ehemaligen Provinzen jedoch von einem gewählten Parlament und einem gewählten Gouverneur regiert. Im Jahre 1956 beseitigte der States Reorganisation Act die Unterschiede zwischen ehemaligen Provinzen und Fürstentümern und schuf einheitliche Bundesstaaten mit einer gewählten Regionalregierung. Bei der Neuordnung der Bundesstaaten wurde die jeweilige Muttersprache der Bewohner als Grundlage der Grenzziehung verwendet. Am 1. Mai 1960 wurde der bisherige Staat Bombay in die neuen ethnischen Staaten Gujarat und Maharashtra aufgeteilt. 2000 entstanden drei neue Bundesstaaten: Jharkhand aus den südlichen Teilen von Bihar, Chhattisgarh aus den östlichen Teilen von Madhya Pradesh und Uttarakhand (bis 2006 Uttaranchal) aus dem nordwestlichen Teil von Uttar Pradesh. Zum 2. Juni 2014 entstand aus Teilen des Bundesstaates Andhra Pradesh als neuer, 29. Bundesstaat Telangana; seine Hauptstadt ist Hyderabad. Zum 31. Oktober 2019 wurde der Bundesstaat Jammu und Kashmir aufgelöst und auf die Unionsterritorien Jammu und Kashmir und Ladakh aufgeteilt. Die Unionsterritorien Dadra und Nagar Haveli und Daman und Diu wurden am 28. Januar 2020 zu Dadra und Nagar Haveli und Daman und Diu zusammengelegt.

#### Bundesstaaten
Die folgende Liste zeigt die 28 Bundesstaaten Indiens, ihre Abkürzungen entsprechen der ISO-Norm (31766-2:IN) – wo das Autokennzeichen davon abweicht, ist es eingeklammert angehängt:
|    | Abk.    | Bundesstaat       |
| -- | ------- | ----------------- |
| 1  | AP      | Andhra Pradesh    |
| 2  | AR      | Arunachal Pradesh |
| 3  | AS      | Assam             |
| 4  | BR      | Bihar             |
| 5  | CT [CG] | Chhattisgarh      |
| 6  | GA      | Goa               |
| 7  | GJ      | Gujarat           |
| 8  | HR      | Haryana           |
| 9  | HP      | Himachal Pradesh  |
| 10 | JH      | Jharkhand         |
| 11 | KA      | Karnataka         |
| 12 | KL      | Kerala            |
| 13 | MP      | Madhya Pradesh    |
| 14 | MH      | Maharashtra       |

|    | Abk.        | Bundesstaat               |
| -- | ----------- | ------------------------- |
| 15 | MN          | Manipur                   |
| 16 | ML          | Meghalaya                 |
| 17 | MZ          | Mizoram                   |
| 18 | NL          | Nagaland                  |
| 19 | OR [OD]     | Odisha (bis 2011: Orissa) |
| 20 | PB          | Punjab                    |
| 21 | RJ          | Rajasthan                 |
| 22 | SK          | Sikkim                    |
| 23 | TN          | Tamil Nadu                |
| 24 | TG [TS]     | Telangana                 |
| 25 | TR          | Tripura                   |
| 26 | UT [UA, UK] | Uttarakhand               |
| 27 | UP          | Uttar Pradesh             |
| 28 | WB          | Westbengalen              |

#### Unionsterritorien
|    | Abk.    | Unionsterritorium                        |
| -- | ------- | ---------------------------------------- |
| 29 | AN      | Andamanen und Nikobaren (Inseln)         |
| 30 | CH      | Chandigarh                               |
| 31 | DH [DD] | Dadra und Nagar Haveli und Daman und Diu |
| 32 | DL      | Delhi (Hauptstadt-Territorium)           |
| 33 | JK      | Jammu und Kashmir                        |
| 34 | LA      | Ladakh                                   |
| 35 | LD      | Lakshadweep (Inseln)                     |
| 36 | PY      | Puducherry                               |

#### Städte
Hauptstadt Indiens ist Neu-Delhi innerhalb der Grenzen von Delhi, das mit rund 11 Millionen Einwohnern die zweitgrößte Stadt des Landes darstellt und mit mehr als 16 Millionen Einwohnern die zweitgrößte Agglomeration. Delhi ist kultureller Mittelpunkt der hindisprachigen Gemeinschaft des Nordens. Indiens größte Stadt und wirtschaftliches Zentrum ist jedoch Mumbai (Bombay). Die Metropole an der Westküste zählt mehr als 12,5 Millionen Einwohner, in der Agglomeration rund 18 Millionen. An dritter Stelle folgt Bengaluru (Bangalore). In der 8,5-Millionen-Stadt im südlichen Dekkan-Hochland sind zahlreiche Hochtechnologiefirmen angesiedelt, was ihr den Beinamen „Silicon Valley Indiens“ eingebracht hat. Viertgrößte Stadt ist das ebenfalls in Südindien gelegene Hyderabad mit 6,8 Millionen Einwohnern, gefolgt vom westindischen Ahmedabad mit 5,6 Millionen Einwohnern. Chennai (Madras), die mit 4,7 Millionen Einwohnern siebtgrößte Stadt Indiens, ist als kultureller Mittelpunkt Südindiens und insbesondere der Tamilen bekannt. Kolkata (Kalkutta), die wichtigste Metropole des Ostens, liegt mit 4,5 Millionen Menschen an achter Stelle. Sie gilt als intellektuelles Zentrum.
Die folgende Liste zeigt die 20 größten städtischen Gebiete laut der Volkszählung in Indien 2011:
| Rang | Stadt     | Bundesstaat         | Einwohner  |    | Rang       | Stadt          | Bundesstaat   | Einwohner |
| ---- | --------- | ------------------- | ---------- | -- | ---------- | -------------- | ------------- | --------- |
| 1    | Mumbai    | Maharashtra         | 18.414.288 |    | 11         | Kanpur         | Uttar Pradesh | 2.920.067 |
| 2    | Delhi     | Delhi (Territorium) | 16.314.838 | 12 | Lucknow    | Uttar Pradesh  | 2.901.474     |           |
| 3    | Kolkata   | Westbengalen        | 14.112.536 | 13 | Nagpur     | Maharashtra    | 2.497.777     |           |
| 4    | Chennai   | Tamil Nadu          | 8.696.010  | 14 | Ghaziabad  | Uttar Pradesh  | 2.358.525     |           |
| 5    | Bengaluru | Karnataka           | 8.499.399  | 15 | Indore     | Madhya Pradesh | 2.167.447     |           |
| 6    | Hyderabad | Telangana           | 7.749.334  | 16 | Coimbatore | Tamil Nadu     | 2.151.466     |           |
| 7    | Ahmedabad | Gujarat             | 6.352.254  | 17 | Kochi      | Kerala         | 2.117.990     |           |
| 8    | Pune      | Maharashtra         | 5.049.968  | 18 | Patna      | Bihar          | 2.046.652     |           |
| 9    | Surat     | Gujarat             | 4.585.367  | 19 | Kozhikode  | Kerala         | 2.030.519     |           |
| 10   | Jaipur    | Rajasthan           | 3.073.350  | 20 | Thrissur   | Kerala         | 1.854.783     |           |

### Rechtssystem
Die Geschichte des modernen indischen Rechts begann mit der Gründung der britischen East India Company zu Silvester 1600.

#### Frauenwahlrecht
1950 wurde ein umfassendes Frauenwahlrecht eingeführt. Die Vorgeschichte dazu reicht aber bis ins 19. Jahrhundert zurück: Laut Berichten aus dem Jahr 1900 wurde die Beteiligung von Frauen an Lokalwahlen in Bombay mit einem Zusatz zum Bombay Municipal Act (1888) ermöglicht: Hausbesitzer durften dann unabhängig vom Geschlecht wählen. Es gibt aber Hinweise darauf, dass einige Frauen bei den Stadtratswahlen von Bombay schon viele Jahre vorher mit abstimmten.
1918 unterstützte der Nationale Indische Kongress die Einführung des aktiven Frauenwahlrechts, und die Verfassungsreformen von 1919 ermöglichten es den gesetzgebenden Versammlungen in den Provinzen, über die Einführung selbst zu entscheiden. Die Provinz Madras, in der die antibrahmanische Partei die Mehrheit hatte, war die erste, die Frauen 1921 das Stimmrecht gab; andere Provinzen folgten. Frauen, die das Wahlrecht auf Provinzebene besaßen, durften auch an den Wahlen zur Zentralen Gesetzgebenden Versammlung teilnehmen.
1926 erhielten Frauen auch das passive Wahlrecht. 1926 wurde Sarojini Naidu die erste Kongresspräsidentin. 1935 dehnte der Government of India Act, der 1937 in Kraft trat, das Wahlrecht für beide Geschlechter weiter aus. Er sah vor, dass Frauen wählen konnten, wenn sie eine von mehreren Bedingungen erfüllten: Grundeigentum, ein bestimmtes Maß an Bildung, das das Lesen und Schreiben einschloss oder der Status einer Ehefrau, falls der Mann wahlberechtigt war.
Die Änderung einer weiteren Bestimmung zeigte einen wichtigen Wandel im Verständnis dessen an, was man unter Bürgerrechten verstand: Einige Sitze in den gesetzgebenden Versammlungen der Provinzen waren für Frauen reserviert; Männer konnten diese Mandate nicht übernehmen. Diese Vorschriften garantierten, dass Frauen auch tatsächlich gewählt wurden. Die Regelung hatte auch zur Folge, dass Frauen sich auch über diese Quote hinaus um Mandate bewarben, und sorgte dafür, dass fähige Frauen ihr Können als Abgeordnete und Ministerinnen unter Beweis stellen konnten. 1937 fanden die ersten Wahlen nach diesen neuen Regeln statt. Von den 36 Millionen Stimmberechtigten waren sechs Millionen Frauen.
Ende 1939 hatten alle Provinzen das Frauenwahlrecht eingeführt. Zwar war dies ein grundsätzlicher Fortschritt, doch das Wahlrecht war an Grundeigentum gebunden. Da viele Inder kein Land besaßen, erhielten relativ wenige Männer und noch viel weniger Frauen infolge der Reformen von 1919 das Wahlrecht.
1947 erlangte Indien die Unabhängigkeit – bis dahin hatte es weder für Frauen noch für Männer ein allgemeines Wahlrecht gegeben. 1949 arbeitete die Konstituierende Versammlung eine neue Verfassung aus. Weibliche Abgeordnete, die selbst von der Quotenregelung profitiert hatten, sprachen sich gegen die Fortführung dieser Praxis aus. Die neue Verfassung, die am 26. Januar 1950 in Kraft trat, sah ein allgemeines aktives und passives Wahlrecht für alle Erwachsenen vor. Doch in den Landesteilen, die bei der Teilung zu Pakistan wurden, mussten Frauen jahrelang auf das allgemeine Wahlrecht warten.
Siehe oben zur aktuellen Stellung der Frau

#### Gewaltenteilung
Da in Indien Gewaltenteilung herrscht, ist die Judikative streng von Legislative und Exekutive getrennt. Oberster Gerichtshof des Landes ist der Supreme Court in Neu-Delhi mit 26 Richtern, die vom Präsidenten ernannt werden. Den Vorsitz hat der Chief Justice of India. Streitigkeiten zwischen den Staaten und der Zentralregierung fallen in seine Zuständigkeit. Außerdem stellt er die höchste Berufungsinstanz des Landes dar. Dem Supreme Court untergeordnet sind 21 High Courts der Bundesstaaten.
Ab der dritten Rechtsebene (Distriktebene) wird zwischen Zivil- und Strafgerichten unterschieden. Zivile Rechtsstreitigkeiten fallen in den Metropolitan Districts (Stadtdistrikten) in den Zuständigkeitsbereich der City Civil Courts, welche den District Courts der Landdistrikte entsprechen. Für das Strafrecht sind in Stadt- und Landdistrikten die Sessions Courts verantwortlich. Außerdem existieren Sondergerichte für spezielle Bereiche wie Familien- und Handelsrecht. Die Rechtsprechung einfach gelagerter Streitfälle der untersten Ebene findet in den Panchayati Rajs der Dörfer (Gram Panchayat) statt.
Infolge der britischen Rechtspraxis der Kolonialzeit findet in Indien heute noch vielfach das Common Law Anwendung, das sich nicht allein auf Gesetze, sondern in hohem Maße auf maßgebliche Urteile hoher Gerichte in Präzedenzfällen stützt. Die Gerichtssprache ist Englisch, auf den unteren Ebenen kann aber auch in der jeweiligen regionalen Amtssprache verhandelt werden.
Eine Besonderheit im sonst säkularen Indien ist seine Gesetzgebung im Familien- und Erbrecht, die jeweils eigene Regelungen für Hindus (diese gilt auch für Sikhs, Jains und Buddhisten), für Muslime, für Christen und für Parsen aufrechterhält (siehe hierzu Ehe im Hinduismus#Gesetzgebung und Islamische Ehe#Indien).

### Innenpolitik
Während des Unabhängigkeitskampfes bildete sich der Nationalkongress, der die Kolonialherrschaft der Engländer beenden wollte. Nach der Unabhängigkeit 1947 wurde die Kongresspartei stärkste Partei und bildete unter Jawaharlal Nehru die erste Regierung. Bis Mitte der 1990er Jahre dominierte die Kongresspartei meist unter Führung der Nehru-Gandhi-Familie, mit nur zwei kurzen Unterbrechungen, die Politik des Landes.
Erst im Zusammenhang mit der geplanten „Wieder“errichtung des Ram-Janmabhumi-Tempels anstelle der Babri-Moschee in Ayodhya gelang es der Bharatiya Janata Party (BJP, Indische Volkspartei, Symbol: Lotosblüte) mit nationalistischen Parolen Unterstützung auf breiter Ebene zu finden. Dies gipfelte in dem Marsch auf Ayodhya und dem Abriss der Moschee, der im ganzen Land zu gewalttätigen Ausschreitungen und Übergriffen, vor allem gegen Muslime, mit vielen Toten führte. Die polarisierende und pro-hinduistisch ausgerichtete Politik der BJP steht ganz im Zeichen der hindunationalistischen Hindutva-Bewegung, die – auch unter Beteiligung von paramilitärischen Gruppen, wie dem Nationalen Freiwilligencorps (Rashtriya Swayamsevak Sangh, kurz RSS) – die Hinduisierung Indiens und in ihren extremen Auswüchsen die Vertreibung der muslimischen und christlichen Bevölkerung zum Ziel hat. Von 1998 bis 2004 stellte die BJP die Regierung unter dem als eher gemäßigt geltenden Atal Bihari Vajpayee als Premierminister.
Nach einem Anschlag auf einen Zug mit Pilgern im Jahre 2002 begannen Massaker in Gujarat, die von der dort regierenden BJP nur halbherzig bekämpft wurden. Diese Unruhen haben dann doch wohl viele moderate Hindus zu einem gewissen Umdenken gebracht, zumal die von der Indischen Volkspartei hochgehaltene Vision eines Shining India („Strahlendes Indien“) weite Teile der Bevölkerung, die nicht vom Boom der letzten Jahre profitierten, ob der hochgesteckten Ziele eher skeptisch werden ließ.
Bei der Parlamentswahl 2004 erzielte die oppositionelle Kongresspartei unter Sonia Gandhi einen unerwarteten Sieg. Überraschend für ihre Parteienkoalition lehnte sie es ab, den Posten des Premierministers zu übernehmen, Manmohan Singh wurde am 22. Mai 2004 als Premierminister vereidigt. Bei der Parlamentswahl 2009 konnte die Parteienkoalition der United Progressive Alliance unter Führung des Indischen Nationalkongress ihren parlamentarischen Rückhalt deutlich ausbauen, so dass Manmohan Singh erneut zum Premierminister gewählt wurde. Bei der Wahl 2014 wurde Narendra Modi zum Premierminister gewählt, seine Bharatiya Janata Party errang mit großem Vorsprung 31 % der Stimmen.

### Außenpolitik
Vier Jahrzehnte lang war die indische Außenpolitik durch das Engagement in der Bewegung der Blockfreien Staaten und das „besondere Freundschaftsverhältnis“ mit der Sowjetunion geprägt, die besonders Jawaharlal Nehru vorantrieb. Die drei Leitlinien indischer Blockfreiheit bestanden darin, Militärbündnissen mit amerikanischer oder sowjetischer Beteiligung fernzubleiben, außenpolitischen Herausforderungen sachgerecht und vollständig aus indischer Perspektive zu begegnen und freundschaftliche Beziehungen zu allen Ländern zu betreiben. Dabei betrachtete sich Indien nicht als äquidistant, sondern suchte bis zum Krieg gegen China 1962 die Führungsrolle innerhalb der blockfreien Bewegung. Dies drückte sich beispielsweise in der Entsendung von Friedenstruppen in den Gazastreifen 1956 und in den Kongo 1961 aus sowie in der Verurteilung der franko-britischen Intervention in der Sueskrise. Ebenso verurteilte es das sowjetische Vorgehen zu Beginn des Koreakrieges 1950 und 1956 als inakzeptable Einmischung.
Nach dem Ende des Kalten Krieges orientierte Indien sich neu. Die historisch eher schwierigen Beziehungen zu den USA verbesserten sich; im März 2000 besuchte US-Präsident Bill Clinton Indien. Die USA bemühten sich nun stärker um Indien als strategischen Partner. Hinsichtlich des Kaschmir-Konflikts stützten die USA nun stärker die Haltung Indiens. Nach den Terroranschlägen am 11. September 2001 stellte sich Indien ohne Einschränkung auf die Seite der USA.
Heute werden die außenpolitischen Ziele Indiens vor allem durch das Bemühen, einen ständigen Sitz im UN-Sicherheitsrat zu erlangen, charakterisiert. Hierbei zieht Indien China als Vergleichsmaßstab heran und strebt eine Statusaufwertung an. Indien beansprucht aufgrund seiner Größe und zivilisatorischen Bedeutung denselben Rang wie China, das als anerkannte Atommacht mit ständigem Sitz im Sicherheitsrat der Vereinten Nationen vertreten ist.
Indien führte zwei Kernwaffentests durch, den ersten 1974 unter Indira Gandhi, den zweiten im Mai 1998 unter Atal Bihari Vajpayee. Zwei Wochen später, am 28. Mai, unternahm Pakistan zum ersten Mal einen Atomtest. Den Atomwaffensperrvertrag haben weder Indien noch Pakistan unterschrieben. Die Beziehungen zwischen beiden Staaten sind seit dem Ende der Kolonialzeit durch den Kaschmir-Konflikt belastet. Einen letzten Höhepunkt der „Eiszeit“ zwischen Indien und Pakistan bildeten die Gefechte in Kargil 1999.
Ein Friedensprozess begann 2004; er geriet aber 2008 nach Anschlägen im indischen Mumbai mit 166 Toten ins Stocken. Indien macht pakistanische Islamisten für die Tat verantwortlich. 2010 und 2011 kamen die beiden Außenminister zu Treffen zusammen.
Die Atomtests im Mai 1998 wurden zwar stets mit dem Verweis auf die chinesische Bedrohung gerechtfertigt (Angriff Chinas von 1962), in erster Linie verfolgt Indien mit den Tests jedoch wohl eine internationale Statusaufwertung und versucht, eine Gleichrangigkeit mit China zu untermauern.
Indien betreibt eine erhebliche konventionelle Aufrüstung, genauso wie China und andere asiatische Länder wie Pakistan.
Tatsächlich stehen sich Indien und China mittlerweile eher freundschaftlich gegenüber. Zunehmende Handelsverflechtungen und die gegenseitige Anerkennung des Status quo in Tibet durch Indien 2003 und Sikkim durch China 2004 haben zu einer spürbaren Entlastung des politischen Verhältnisses beigetragen. Dennoch bestehen noch immer Grenzstreitigkeiten um den chinesisch besetzten Teil Kaschmirs (Aksai Chin) sowie den größten Teil des indischen Bundesstaats Arunachal Pradesh.
Mit Bangladesch besteht seit Jahrzehnten Uneinigkeit über Fragen der Wasserverteilung. Auch Grenzverlauf und -verkehr waren lange Zeit umstritten. Bis zum Indisch-bangladeschischen Grenzvertrag von 2015 bestanden auf beiden Seiten der Grenze insgesamt mehr als 150 Enklaven, darunter ein „Stückchen indischen Landes innerhalb bangalischen Territoriums, das selber vollständig von einer indischen Besitzung umgeben ist, die wiederum innerhalb Bangladeshs liegt“ (Stand Mai 2015). Als belastend gilt zudem die illegale Einwanderung vieler Bangladescher nach Indien. Am 6. Juni 2015 wurde ein Abkommen unterzeichnet, demzufolge Bangladesch 111 indische Enklaven erhielt und Indien im Gegenzug 52 bangladeschische auf seinem Gebiet. Damit wurde eine „geregelte Grenze“ hergestellt. 53.000 Bewohner der betroffenen Gebiete konnten entscheiden, welchem der zwei Staaten sie angehören wollen.
Indien ist eines der Gründungsmitglieder der Vereinten Nationen sowie Mitglied zahlreicher weiterer internationaler Organisationen, darunter Commonwealth, Internationaler Währungsfonds, Weltbank und Welthandelsorganisation (WTO). Indien ist Mitglied in der Gruppe der zwanzig wichtigsten Industrie- und Schwellenländer und der G33. Eine tragende Funktion hat es in der Südasiatischen Vereinigung für regionale Zusammenarbeit (SAARC). 2017 wurde Indien gemeinsam mit Pakistan in die Shanghaier Organisation für Zusammenarbeit aufgenommen. Indien bewarb sich für die Mitgliedschaft in der Organisation für Islamische Zusammenarbeit, wurde allerdings aufgrund eines Vetos Pakistans abgelehnt, obwohl Indien das Land mit den drittmeisten Muslimen weltweit ist.
Die Beziehungen Indiens zur EU basieren auf einer umfassenden politischen Erklärung und einem Aktionsplan für eine strategische Partnerschaft, die auf dem EU-Indien-Gipfel im Herbst 2005 verabschiedet wurden und seitdem schrittweise umgesetzt werden. Damit sollen die Beziehungen zu Indien formal auf eine Ebene mit denen zu den Vereinigten Staaten, Kanada, Japan, Russland und China gestellt werden. Zukünftig will man das Potenzial für gemeinsame Kooperationen und Austausch noch stärker ausschöpfen. Dies gilt insbesondere auch für die Bereiche Konfliktprävention, Terrorismusbekämpfung und die Stärkung der Menschenrechte.
Am 24. April 2025 ordnete Indien die Ausweisung aller Personen mit pakistanischer Staatsbürgerschaft als Reaktion auf einen terroristischen Anschlag in Kaschmir zwei Tage zuvor an.

### Bildungswesen
In Indien besteht allgemeine Bildungspflicht von 6 bis 14 Jahren, und das indische Parlament beschloss 2002 einstimmig, das Recht auf Bildung in die Verfassung aufzunehmen. Während dieses Zeitraumes ist der Besuch öffentlicher Schulen kostenlos. Insgesamt gab es in Indien 315 Millionen Schüler, mehr als in jedem anderen Land (Stand: Zensus 2011). Das Schulsystem umfasst vier Hauptstufen: auf die fünfjährige Grundschule folgt die Mittelschule von der sechsten bis achten Klasse, darüber die höheren Schulen und schließlich die Hochschulen sowie Universitäten. Allgemein hat der Staat in der Vergangenheit besonderes Augenmerk auf die Förderung von höheren Bildungseinrichtungen gelegt, was den aus der Kolonialzeit herrührenden elitären Charakter des Bildungswesens eher noch verstärkt hat. Dennoch ziehen viele Angehörige der Mittel- und Oberschicht gerade bei der höheren Bildung private Einrichtungen den staatlichen vor.
In Indien stieg die mittlere Schulbesuchsdauer aller Personen über 25 von 3 Jahren 1990 auf 6,3 Jahre 2015 an. Die aktuelle Bildungserwartung beträgt bereits 11,7 Jahre. Heute werden zwar fast alle Kinder – zumindest Jungen – tatsächlich eingeschult, in den höheren Klassenstufen wird die Zahl der Abbrecher aber immer höher. Vor allem im ländlichen Raum erhalten daher viele Kinder nur eine äußerst rudimentäre Grundbildung. Weiterführende Schulen und höhere Bildungseinrichtungen stehen dagegen meist nur in Städten zur Verfügung. Immerhin konnten seit der Unabhängigkeit große Fortschritte bei der Alphabetisierung erzielt werden. 2011 lag die Alphabetisierungsrate im Landesdurchschnitt bei 74,0 % (Männer: 82,1 %, Frauen: 65,5 %). 2001 hatte sie noch 64,8 % betragen, 1951 sogar nur 18,3 %. Im Jahr 2020 erkannte die nationale Bildungsstrategie an, dass eine gute frühkindliche Bildung vielen Familien, besonders aus sozioökonomisch benachteiligten Verhältnissen und besonders in den Sprachen der Ureinwohner, nicht zugänglich war.
Da das Bildungswesen größtenteils den Bundesstaaten obliegt, weist es dementsprechend große regionale Unterschiede auf. Dies äußert sich am deutlichsten in der sehr ungleichen Analphabetenquote. Während sie in Kerala, dem Staat mit der höchsten Alphabetisierungsrate, 2011 nur 6,1 % betrug, war sie im finanziell ärmsten Staat Bihar mit 36,2 % fast sechsmal so hoch. Ein weiteres Problem ist die Benachteiligung von Mädchen, deren Einschulungsrate geringer ist als die von Jungen (Durchschnitt 2000 bis 2004: Jungen: 90 %, Mädchen: 85 %). An höheren Bildungseinrichtungen liegt der Frauenanteil in der Regel deutlich unter dem der Männer. Ein großer Schwachpunkt ist auch das bisher wenig entwickelte Berufsschulwesen, welches allerdings stark im Wachsen begriffen ist. Indien verfügte 2016 über 750 Universitäten und 41.435 Colleges mit insgesamt 28,5 Millionen Studierenden. Nach der Volksrepublik China ist Indien damit das Land mit den meisten Hochschülern. Laut dem Ranking Times Higher Education von 2019 schaffen es das Indian Institute of Science Bangalore und Indian Institute of Technology Ropar unter die besten 400 Institutionen weltweit.
Die folgende Liste zeigt die indienweite Entwicklung der Alphabetisierung von 1951 bis 2011; im Jahr 1901 konnten 5,1 % der Bevölkerung lesen und schreiben, ein Anteil, der bis 1941 auf 16,1 % stieg:
| Jahr   | Alphabetisierung (Gesamt) | Alphabetisierung (Männer) | Alphabetisierung (Frauen) |
| ------ | ------------------------- | ------------------------- | ------------------------- |
| 1951   | 18,33 %                   | 21,16 %                   | 08,86 %                   |
| 1961   | 28,30 %                   | 40,40 %                   | 15,35 %                   |
| 1971   | 34,45 %                   | 45,96 %                   | 21,97 %                   |
| 1981*  | 43,57 %                   | 56,38 %                   | 29,76 %                   |
| 1991** | 52,21 %                   | 64,13 %                   | 39,29 %                   |
| 2001   | 64,83 %                   | 75,26 %                   | 53,67 %                   |
| 2011   | 74,04 %                   | 82,14 %                   | 65,46 %                   |

* ohne Assam
** ohne Jammu und Kashmir

### Gesundheitswesen
| Daten zur Gesundheit (2005)                                        | Daten zur Gesundheit (2005) | Daten zur Gesundheit (2005) |
| Bereich                                                            | Indien                      | Kerala                      |
| ------------------------------------------------------------------ | --------------------------- | --------------------------- |
| Lebenserwartung                                                    | 64,35 Jahre                 | 73 Jahre                    |
| Geburtenziffer                                                     | 22,32 je 1000 Einwohner     | 18 je 1000 Einwohner        |
| Sterberate                                                         | 8,28 je 1000 Einwohner      | 6 je 1000 Einwohner         |
| Säuglingssterblichkeit                                             | 56,29 auf 1000 Geburten     | 14 auf 1000 Geburten        |
| Anm.: „Geburten“ = Lebendgeburten Quelle: Indexmundi; Kerala: UNDP |                             |                             |

Das Gesundheitswesen ist überwiegend staatlich, obwohl es auch viele private Krankenhäuser gibt. Obwohl die Gesundheitsbetreuung auf dem Land bereits erheblich verbessert wurde, insbesondere durch Erste-Hilfe-Stationen in Dörfern, besteht noch ein großes Stadt-Land-Gefälle. In vielen Dörfern gibt es keine medizinischen Einrichtungen. Verschlimmert wird die Lage durch schlechte hygienische Bedingungen, wie fehlender Zugang zu sauberem Trinkwasser und Sanitäranlagen, sowie Unterernährung. Ähnliche Bedingungen herrschen in städtischen Elendsvierteln. Seuchen wie Malaria, Filariose, Tuberkulose und Cholera sind in manchen Regionen noch immer ein großes Problem. Trotz aller Schwierigkeiten und Hemmnisse stieg die Lebenserwartung bei Geburt von 53,3 Jahren 1980 auf 67,6 Jahre (Männer: 66,2 Jahre, Frauen: 69,1 Jahre) 2015. Früher war Indien eines der wenigen Länder der Erde, in denen Männer eine höhere Lebenserwartung aufwiesen als Frauen. In den letzten Jahren hat sich dies umgekehrt. Die Kindersterblichkeit (unter 5-jährige) in Indien lag 2018 bei 3,7 % (1960 betrug sie noch 24,2 %).
Wegen der geringen Kosten und der guten Qualität der ärztlichen Behandlung in spezialisierten Krankenhäusern gewinnt der Medizintourismus aus nordamerikanischen und europäischen Industrieländern immer mehr an Bedeutung.
Die folgende Liste zeigt die indienweite Entwicklung der Lebenserwartung von 1950 bis 2015 (Quelle: UN-DESA):
| Zeitraum  | Erwartung (Jahre) | Zeitraum  | Erwartung (Jahre) |
| --------- | ----------------- | --------- | ----------------- |
| 1950–1955 | 36,6              | 1985–1990 | 56,7              |
| 1955–1960 | 39,7              | 1990–1995 | 59,2              |
| 1960–1965 | 42,7              | 1995–2000 | 61,6              |
| 1965–1970 | 46,0              | 2000–2005 | 63,5              |
| 1970–1975 | 49,4              | 2005–2010 | 65,6              |
| 1975–1980 | 52,5              | 2010–2015 | 67,6              |
| 1980–1985 | 54,9              |           |                   |

#### COVID-19-Pandemie in Indien
Die COVID-19-Pandemie führte zu Übergriffen auf medizinisches Personal, die als Überträger der Erkrankung angesehen wurden.

### Streitkräfte und Verteidigung

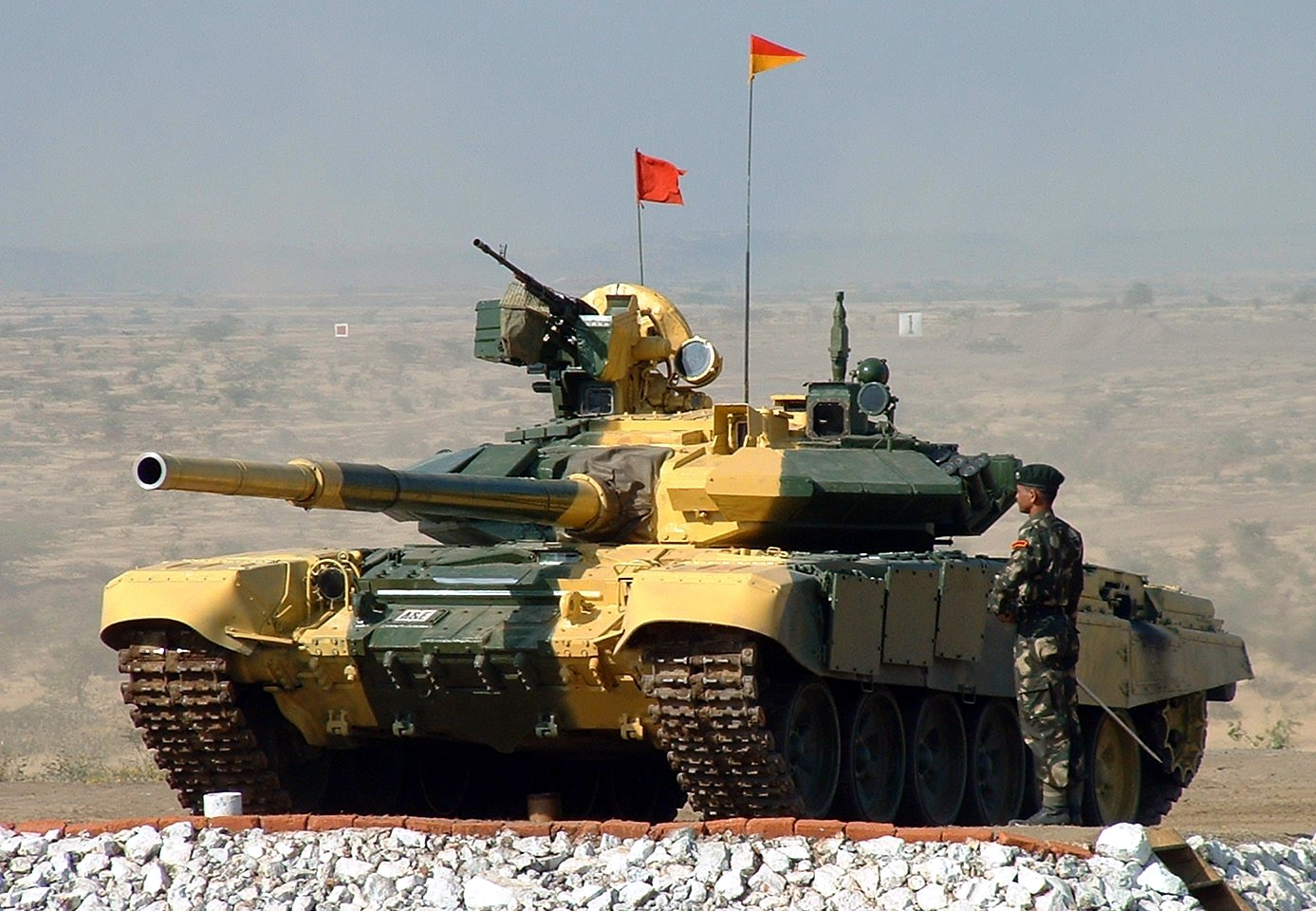
Kampfpanzer der indischen Armee (T-90)

Indiens Militär besteht aus Freiwilligen, eine Wehrpflicht gibt es nicht. Die offiziellen Streitkräfte sind die drittgrößten der Welt. Sie umfassen 1,3 Millionen Soldaten, wovon 1,1 Millionen im Heer, 150.000 bei der Luftwaffe und 53.000 bei der Marine dienen. Dazu kommen 800.000 Reservisten und 1,1 Millionen Mann in vor allem bei internen Konflikten eingesetzten paramilitärischen Verbänden. Zählt man Letztere hinzu, hat nur Chinas Militär eine größere Truppenstärke. Die indischen Streitkräfte hatten im Jahr 2005 3.264 Kampfpanzer, 733 Kampfflugzeuge, 199 Hubschrauber, 21 Kriegsschiffe und 17 U-Boote. Im Jahr 2004 war Indien der zweitgrößte Waffenkäufer der Erde mit einem Anteil von 10 % an allen Waffenkäufen; so ging ein Viertel der gesamten russischen Waffenexporte nach Indien. Die Militärausgaben im Jahr 2016 betrugen 55,9 Milliarden US-Dollar, das entsprach 2,5 % des Bruttoinlandsproduktes. Nach den USA, Russland und China liegt Indien auf Platz 4 bei den weltweiten Militärausgaben.
Seit 1974 ist Indien offiziell Atommacht. Es hat selbst entwickelte Kurzstreckenraketen sowie Mittelstreckenraketen mit Reichweiten von 700 bis 8000 km. 2012 standen 84 Nuklearsprengköpfe zur Verfügung. Bis heute hat Indien den Atomwaffensperrvertrag nicht unterzeichnet, verzichtet jedoch laut seiner Nukleardoktrin auf den nuklearen Erstschlag. Indiens einzige Militärbasis im Ausland ist seit 2004 der Luftstützpunkt Farkhor in Tadschikistan. Zudem besteht mit Mosambik ein Militärabkommen, das Ankerrechte und Versorgung von indischen Kriegsschiffen vorsieht. Mit Mauritius bestehen zudem enge militärische Bindungen. Die indischen Luftstreitkräfte kontrollieren den mauritischen Luftraum und es besteht eine Zusammenarbeit mit der indischen Marine (Stand 2007).
Seit der Unabhängigkeit hat das indische Militär kaum Interesse an einer politischen Einflussnahme gezeigt. Es ist der Zivilverwaltung unterstellt; den militärischen Oberbefehl hat der Präsident.

## Wirtschaft

Pro-Kopf-Bruttosozialprodukt in Indien nach Bundesstaat (2011)

Indien ist eine gelenkte Volkswirtschaft, die seit 1991 zunehmend dereguliert und privatisiert wird. Seither hat sich das Wirtschaftswachstum deutlich beschleunigt. Die Leistungsfähigkeit der indischen Wirtschaft hat nach Einschätzung vieler Beobachter in einigen Branchen (Informationstechnologie, Pharmazie) inzwischen internationales Spitzenniveau erreicht.
Behindert wird das Wachstum der Produktion der indischen Wirtschaft insbesondere durch Mängel der vielfach veralteten Infrastruktur, vor allem durch Engpässe bei der Energieversorgung, die zu häufigen Stromausfällen führen. Trotz der 1991 begonnenen Liberalisierung der Wirtschaft leiden vor allem die Industrie und der Bankensektor nach wie vor unter häufigen staatlichen Eingriffen und den langsamen politischen Entscheidungsprozessen. Der Schutz ineffizienter Staatsunternehmen vor Wettbewerb bleibt ein Hemmschuh. Ein Belastungsfaktor ist auch die weitverbreitete Korruption. Zudem beeinträchtigen nach wie vor Arbeitsmarktregulierungen, die zum Beispiel Entlassungen von Arbeitskräften stark erschweren, das Investitionsklima. Ausländische Investoren werden so abgeschreckt. Indien verliert zudem eine große Zahl von qualifizierten Arbeitskräften ins Ausland (Braindrain). Andererseits ist es der größte Profiteur von Auslandsrücküberweisungen von Emigranten auf der Welt. 2016 betrugen sie 62,7 Milliarden US$ und trugen damit knapp 3 % der Wirtschaftsleistung bei.
Die Integration Indiens in die Weltwirtschaft hat sich in den letzten Jahren verstärkt. Das Land profitiert zunehmend von den Vorteilen der internationalen Arbeitsteilung und der Globalisierung. Die indische Wirtschaft ist aber noch sehr stark binnenwirtschaftlich orientiert. Ihr Anteil an der Weltwirtschaft liegt noch bei knapp 3 %, obwohl Ein- und Ausfuhren in den letzten Jahren kräftig gewachsen sind. Die niedrigen Anteile der Aus- und Einfuhren am Bruttoinlandsprodukt signalisieren noch beträchtliches Wachstumspotenzial. 2016 entsprachen die Ausfuhren von Waren und Dienstleistungen nur gut 19,2 % des Bruttoinlandsprodukts, die Einfuhren 20,6 %.
Die mittel- und langfristigen Wachstumsperspektiven Indiens werden vielfach sehr günstig beurteilt. Einige Studien rechnen damit, dass Indien künftig sogar stärker als China wachsen wird. Abgesehen vom großen Nachholbedarf, insbesondere im Bereich der Infrastruktur, spricht vor allem die Altersstruktur der Bevölkerung für ein anhaltend starkes Wirtschaftswachstum. Der hohe Anteil junger Menschen an der Bevölkerung wird in den nächsten Jahrzehnten für einen hohen Anteil von Menschen im erwerbsfähigen Alter sorgen. Die in Europa und auch in China zu erwartende „Vergreisung“ der Bevölkerung wird in Indien deutlich später einsetzen. Wachstumsstützen werden auch das schon heute große Angebot an qualifizierten Arbeitskräften und die enger werdende Integration in die Weltwirtschaft sein.
Die hohen Währungsreserven und relativ niedrige Auslandsschulden dürften das Vertrauen ausländischer Investoren in die Entwicklung der indischen Wirtschaft stärken. Bisher waren die ausländischen Direktinvestitionen in Indien im internationalen Vergleich, insbesondere mit China, gering. Die als relativ wirtschaftsliberal eingeschätzte Regierung Narendra Modis versucht mit Reformen und Initiativen wie der Make-in-India-Kampagne ausländische Investitionen anzulocken. Im Ease of Doing Business Index der Weltbank belegte Indien 2017 Platz 100 von 190 Ländern. Indien konnte sich damit im Vergleich zum Vorjahr um 30 Plätze verbessern und gehörte erstmals zu den ersten 100 Ländern.
Konfliktpotentiale bergen die teilweise große Armut, die ungleiche Einkommensverteilung und die hohe Arbeitslosigkeit. In Indien gab es 2017 104 Milliardäre, womit es hinter den USA, China und Deutschland die vierthöchste Anzahl an Milliardären weltweit hatte, während über 20 % der Bevölkerung in extremer Armut lebten und 96,2 % der Inder ein privates Vermögen von weniger als 10.000 US-Dollar besaßen. Bisher verzeichnet Indien jedoch eine bemerkenswert große soziale Stabilität.
Im Global Competitiveness Index des Weltwirtschaftsforums, der die Wettbewerbsfähigkeit eines Landes misst, lag Indien im Jahr 2018 auf Rang 40 von 137 Ländern. Im Index für wirtschaftliche Freiheit der Heritage Foundation und des Wall Street Journal belegte Indien 2018 Rang 130 von 180 Ländern.
Das Land hat seine zahlreichen Wertpapierbörsen konsolidiert und führt heute die Bombay Stock Exchange und die National Stock Exchange of India als größte und primäre Handelsplätze. Der BSE Sensex ist der bekannteste und damit der Leitindex der Volkswirtschaft.

### Aktuelle gesamtwirtschaftliche Entwicklung
| Entwicklung von BIP (real) und Inflation (laut Weltbank) | Entwicklung von BIP (real) und Inflation (laut Weltbank) | Entwicklung von BIP (real) und Inflation (laut Weltbank) |
| Jahr                                                     | BIP                                                      | Inflation                                                |
| -------------------------------------------------------- | -------------------------------------------------------- | -------------------------------------------------------- |
| 2005                                                     | +9,3 %                                                   | +6,1 %                                                   |
| 2006                                                     | +9,3 %                                                   | +4,2 %                                                   |
| 2007                                                     | +8,6 %                                                   | +6,4 %                                                   |
| 2008                                                     | +3,9 %                                                   | +8,3 %                                                   |
| 2009                                                     | +8,5 %                                                   | +10,9 %                                                  |
| 2010                                                     | +10,3 %                                                  | +11,9 %                                                  |
| 2011                                                     | +6,6 %                                                   | +8,8 %                                                   |
| 2012                                                     | +5,5 %                                                   | +9,3 %                                                   |
| 2013                                                     | +6,4 %                                                   | +10,9 %                                                  |
| 2014                                                     | +7,4 %                                                   | +6,6 %                                                   |
| 2015                                                     | +8,0 %                                                   | +4,9 %                                                   |
| 2016                                                     | +8,3 %                                                   | +4,9 %                                                   |
| 2017                                                     | +6,8 %                                                   | +3,9 %                                                   |
| 2018                                                     | +6,8 %                                                   | +3,3 %                                                   |
| 2019                                                     | +3,9 %                                                   | +3,7 %                                                   |
| 2020                                                     | −5,8 %                                                   | +6,6 %                                                   |
| 2021                                                     | +9,1 %                                                   | +5,1 %                                                   |
| 2022                                                     | +7,0 %                                                   | +6,7 %                                                   |
| 2023                                                     | +7,6 %                                                   | +5,6 %                                                   |

Von 2005 bis 2015 wuchs das Bruttoinlandsprodukt (BIP) Indiens inflationsbereinigt um rund sechs bis 7 % jährlich. Trotz des deutlich beschleunigten Wachstums lag die offizielle Arbeitslosenquote in jener Zeit aber noch bei 9 % – wobei mit einer erheblichen Zahl von Arbeitslosen zu rechnen ist, die von der Statistik nicht erfasst werden. Die Gesamtzahl der Beschäftigten wird für 2017 auf 521,9 Millionen geschätzt. Davon arbeitet ein großer Teil im informellen Sektor. 24,5 % der Arbeitskräfte sind weiblich, womit Frauen noch eine relativ geringe Arbeitsmarktbeteiligung aufweisen.
Unbefriedigend bleibt auch die Entwicklung der Staatsfinanzen. Das gesamtstaatliche Haushaltsdefizit bewegt sich bei leicht rückläufiger Tendenz zwischen neun und 10 % des Bruttoinlandsprodukts. Davon entfällt rund die Hälfte auf das Defizit der Zentralregierung.
Von den führenden Agenturen zur Bewertung von Kreditrisiken wird die Bonität Indiens vor dem Hintergrund der günstigen gesamtwirtschaftlichen Entwicklung aber zunehmend besser eingeschätzt. Nach der Rating-Agentur Moody’s hob Anfang August 2006 auch die Agentur Fitch ihre Bewertung der Kreditaufnahme des indischen Staates auf den niedrigsten sogenannten investment grade an.
Im Zuge der zunehmenden internationalen wirtschaftlichen Verflechtung Indiens war das Land ab 2008 ebenfalls von der weltweiten Wirtschaftskrise betroffen. Das stetige jährliche Wirtschaftswachstum brach ein. Als Gründe werden der junge, global agierende indische Kapitalmarkt, hohe private Kreditverschuldung, steigende Arbeitslosenzahlen sowie sinkende Binnennachfrage und Exportzahlen genannt. Zur Bekämpfung der Krise wurden staatliche Konjunkturpakete aufgelegt, unter anderem Infrastrukturprogramme, Steuersenkungen sowie Subventionen für die Exportindustrie.
Indiens Wirtschaft hat in den letzten Jahren an Dynamik zurückgewonnen. Das Wirtschaftswachstum lag im Haushaltsjahr 2015 bei 7,9 %. Das Bruttoinlandsprodukt betrug 2016 im gleichen Zeitraum circa 2.251 Mrd. US-Dollar, das nominale BIP pro Kopf etwa 1.723 US-Dollar. Die Inflation sank von zeitweise ca. 10 % auf ca. 5 % im Jahr 2018. Bei weiter wachsender Einwohnerzahl wird Indien laut Experten bis zur Mitte des Jahrhunderts voraussichtlich nicht nur das bevölkerungsreichste Land der Erde sein, sondern auch zur drittgrößten Volkswirtschaft der Welt (nach den USA und China) aufsteigen. Indien hat dennoch weiterhin mit einer hohen Armut in der Bevölkerung zu kämpfen. Etwa 30 % der Bevölkerung leben aktuell noch unterhalb der Armutsgrenze von 1 US-Dollar pro Kopf und Tag.

### Landwirtschaft

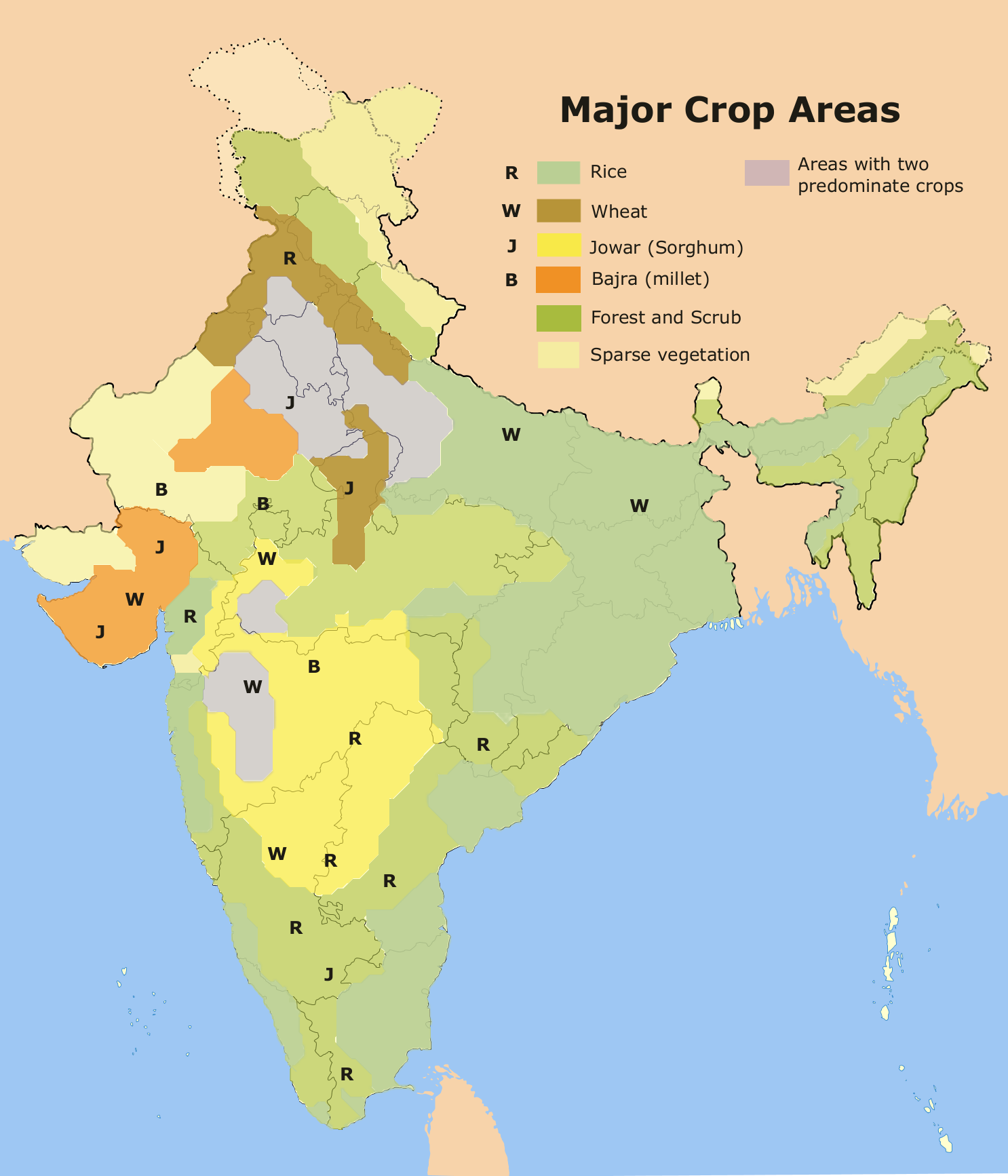
Hauptanbaufrüchte in den Regionen Indiens

Der weltweit zu beobachtende Wandel der Wirtschaftsstruktur von der Landwirtschaft zur Industrie und zum Dienstleistungssektor vollzieht sich auch in Indien, das aber im internationalen Vergleich, zum Beispiel mit China, immer noch sehr stark agrarisch geprägt ist. 59,4 % der Bevölkerung sind in der Landwirtschaft erwerbstätig. Die ländliche Bevölkerung bildet den ärmsten Teil der Bevölkerung. Vom Aufschwung der Wirtschaft profitiert bisher vorwiegend die Bevölkerung der Städte, wo sich eine kaufkräftige Mittelschicht oft hochqualifizierter Fachkräfte bildete. Dies birgt sozialen Konfliktstoff. Die Abwahl der letzten Regierung im Jahr 2004 wird wesentlich mit der Unzufriedenheit der ländlichen Bevölkerung mit der wirtschaftlichen Entwicklung erklärt.
Der Anteil der Landwirtschaft am Bruttoinlandsprodukt ist indes stark rückläufig. Trug sie 1956 noch 56 % bei, so waren es 2016 nach Angaben der Weltbank noch rund 17,4 %. Entsprechend hoch ist die Abhängigkeit des jährlichen Wirtschaftswachstums von den Witterungsbedingungen. Ungünstige Erntebedingungen können es spürbar beeinträchtigen.
Seit der Unabhängigkeit wurden große technische Fortschritte gemacht, vor allem im Zuge der sogenannten „Grünen Revolution“ seit Mitte der 1960er Jahre. Die großflächige Einführung von Hochertragssorten, der Einsatz von Dünge- und Schädlingsbekämpfungsmitteln, die teilweise Mechanisierung der Landwirtschaft und die Ausweitung der Bewässerungsflächen haben dazu beigetragen, dass sich das Land heute mit Nahrungsmitteln weitestgehend selbst versorgen kann. Dennoch ist Indiens Landwirtschaft noch vergleichsweise ineffizient. Im ländlichen Raum sind viele Menschen unterbeschäftigt, und eine umfassende Industrialisierung der Landwirtschaft steht weiten Teilen des Landes erst noch bevor. Lediglich im Punjab, der „Kornkammer Indiens“, ist sie bereits weiter fortgeschritten.
Am wichtigsten ist der Anbau von Getreide, vor allem Reis. Dessen Hauptanbaugebiete liegen in den fruchtbaren Stromebenen des Nordens sowie entlang der Küsten und im östlichen Dekkan. Indien ist nach China der zweitgrößte Reisproduzent der Erde. Ungefähr ein Fünftel der weltweiten Erträge entfallen auf Indien. Auch beim Weizen, dem zweitwichtigsten Anbauprodukt, liegt Indien weltweit an zweiter Stelle. Weizen wird hauptsächlich in den nördlichen Bundesstaaten Punjab, Haryana und Uttar Pradesh angebaut, aber auch im Norden und Nordwesten des Dekkans sowie Gujarat und Bihar. In trockeneren Landstrichen, wie Rajasthan, Gujarat und großen Teilen des Dekkans, dominiert die Hirse. Mais und Gerste spielen eine geringere Rolle. Zur Nahrungsmittelproduktion trägt zudem der Anbau von Hülsenfrüchten, Kartoffeln, Zwiebeln, Ölsaaten (besonders Erdnüsse, Sojabohnen, Sesam, Raps, Kokosnüsse), Mangos und Bananen bei.
Die wichtigsten kommerziellen Anbauprodukte sind Baumwolle, Zuckerrohr, Tee, Tabak, Kaffee, Jute, Cashewnüsse, Gewürze (vor allem Chili, Pfeffer, Kardamom, Ingwer, Koriander, Kurkuma, Zimt, Knoblauch) und Betelnüsse.
Wenig effizient ist die indische Viehzucht, trotz des mit 222 Millionen Tieren (Stand: 2002) größten Rinderbestandes der Erde. Insgesamt 20 % der Inder sind Vegetarier, die Fleischproduktion steht daher je nach Region nicht immer im Vordergrund. Dafür werden Milch und Molkereierzeugnisse in großen Mengen hergestellt.

### Fischerei
Nach der erfolgreichen Ertragssteigerung der Landwirtschaft setzte ab den 1980er Jahren die Förderung der Fischerei ein. Parallel zur „Grünen Revolution“ wurde dafür der Begriff der „Blauen Revolution“ geprägt. Nachdem zunächst Kleinfischer mit Außenbordmotoren versorgt worden waren, begann der Aufbau einer modernen Schleppnetzflotte. Dies führte zwar zu einer wesentlichen Erhöhung der Erträge, aber auch zur Überfischung vieler Küstenabschnitte. Indiens wichtigste Fischgründe liegen an der Westküste, wo rund 70 % der Fangerträge erzielt werden. 2001 lag Indien mit einer Fangmenge von 3,8 Millionen Tonnen weltweit an siebter Stelle. Fisch und Garnelen werden heute in großen Mengen exportiert. Die Garnelenzucht wird besonders gefördert. So stammt mittlerweile etwa die Hälfte der Garnelen aus Aquakulturen, die seit den 1990er Jahren vor allem an der Ostküste angelegt worden sind.
Die traditionelle Binnenfischerei in Flüssen, Teichen und Seen spielt besonders im Osten und Nordosten Indiens eine Rolle. Im Umland von Delhi etabliert sich nun auch die kommerzielle Zucht von Fischen, vor allem Karpfen.

### Bergbau und Bodenschätze
Indien hat reichliche Vorkommen an hochwertigen Eisen- und Manganerzen, Steinkohle, Bauxit und Chrom. Die größten Rohstofflagerstätten befinden sich in Ostindien, vor allem Jharkhand, Chhattisgarh und Odisha. Eisenerz, bei dessen Förderung das Land 2003 mit 100 Millionen Tonnen an weltweit vierter Stelle lag, kommt außerdem in Goa, Karnataka und Tamil Nadu vor. Indien ist mit über zehn Millionen Tonnen der fünftgrößte Förderer von Bauxit, dem wichtigsten Rohstoff für Aluminium, der hauptsächlich in küstennahen Gebieten Gujarats und Maharashtras sowie in Madhya Pradesh und Jharkhand abgebaut wird. Bei Kupfer ist Indien trotz gesteigerter Ausbeute weiterhin auf Importe angewiesen.
Obwohl Indien der weltweit drittgrößte Produzent von Steinkohle ist, deckt es einen Teil seines Bedarfs mit qualitativ hochwertigerer und billigerer Importkohle. Steinkohle ist der wichtigste Energieträger des Landes. Die Vorkommen an Erdöl und Erdgas reichen bei Weitem nicht aus, um die stetig steigende Nachfrage zu decken. Nennenswerte Ölvorkommen gibt es nur in Assam, Gujarat, im Golf von Khambhat und vor der Küste von Maharashtra. Die eigene Produktion deckt nur ein Drittel des Verbrauchs. Erdgaslagerstätten finden sich im Golf von Khambhat und werden erst seit den 1980er Jahren ausgebeutet.

### Industrie
| Entwicklung der Stahlproduktion als Kennzahl für das industrielle Wachstum Indiens | Entwicklung der Stahlproduktion als Kennzahl für das industrielle Wachstum Indiens | Entwicklung der Stahlproduktion als Kennzahl für das industrielle Wachstum Indiens |
| Jahr                                                                               | Tonnen                                                                             | zum Vorjahr                                                                        |
| ---------------------------------------------------------------------------------- | ---------------------------------------------------------------------------------- | ---------------------------------------------------------------------------------- |
| 1995                                                                               | 22,0 Mio.                                                                          | –                                                                                  |
| 1997                                                                               | 24,4 Mio.                                                                          | +3,4 %                                                                             |
| 1999                                                                               | 24,3 Mio.                                                                          | +3,4 %                                                                             |
| 2001                                                                               | 27,3 Mio.                                                                          | +1,5 %                                                                             |
| 2003                                                                               | 31,8 Mio.                                                                          | +9,4 %                                                                             |
| 2005                                                                               | 38,1 Mio.                                                                          | +16,9 %0                                                                           |
| 2007                                                                               | 53,1 Mio.                                                                          | +7,3 %                                                                             |
| 2008                                                                               | 55,1 Mio.                                                                          | +3,7 %                                                                             |
| 2012                                                                               | 76,7 Mio.                                                                          | +4,3 %                                                                             |
| 2018                                                                               | 106,5 Mio.                                                                         | –                                                                                  |
| 2021                                                                               | 118,1 Mio.                                                                         | –                                                                                  |
| 2023                                                                               | 140,2 Mio.                                                                         | +11,8 %0                                                                           |
| Quelle: ISI Für 2008: Stahlindustrie/Tabellen und Grafiken                         |                                                                                    |                                                                                    |

Während der Kolonialherrschaft wurde die Entwicklung der Industrie – mit Ausnahme der schon frühzeitig bedeutsamen Textilindustrie – eher gehemmt denn gefördert. Nach der Unabhängigkeit forcierte man daher besonders den Ausbau von kapitalintensiven Schlüsselindustrien. Dazu gehörten Stahl-, Maschinen- und chemische Industrie. Die Konsumgüterherstellung wurde vernachlässigt und sollte durch Kleinindustrien gedeckt werden. Um die ehrgeizigen Ziele zu erreichen, setzte man nach dem Vorbild der Sowjetunion auf den Ausbau der Schlüsselindustrien durch den Staat mittels Fünfjahresplänen. 2001 waren 21,9 % der erwerbstätigen Bevölkerung im Industriebereich tätig. Die Wertschöpfung der Industrie betrug 2016 nach Weltbankangaben 28,8 % des Bruttoinlandsproduktes, womit die Industrieproduktion Indiens inzwischen zu den größten der Welt gehört. Ein Wachstumsmotor im Industriebereich sind die Deregulierungen auf den Energie-, Chemie- und Rohstoffmärkten. Wachstumsimpulse kommen auch von der rasch steigenden Inlandsnachfrage nach langlebigen Konsumgütern.
Die Textilindustrie zählt dank der riesigen Inlandsnachfrage und der Produktion für den Export auch heute noch zu den größten und wichtigsten Wirtschaftszweigen Indiens. Leder wird sowohl industriell als auch handwerklich in großen Mengen hergestellt und verarbeitet. Da Hindus die Berührung und Verwertung von Tierkadavern als unreine Arbeit ansehen, sind die meisten Angestellten der Lederbranche Muslime oder „Unberührbare“. Auch Kinderarbeit ist in der Branche verbreitet. Viele Beschäftigte sind häufig gesundheitsgefährdenden Arbeitsbedingungen ausgesetzt, Unternehmen unterwanderten in der Vergangenheit mehrfach den gesetzlichen Mindestlohn. Auch gewerkschaftliche Tätigkeiten werden unterdrückt. Neben diesen eher traditionellen Industrien dominieren die Eisen- und Stahlerzeugung, Maschinen-, Kraftfahrzeug- und chemische Industrie. Unter ihnen ist der staatliche Anteil besonders hoch. Allerdings nimmt der Anteil privater Betriebe seit der Liberalisierung der Wirtschaft in den 1980er und vor allem frühen 1990er Jahren zu. Die indische Pharmaindustrie gehört zu den größten und fortgeschrittensten unter den Entwicklungsländern. Im Jahr 2014 wurden mehr als ein Fünftel aller Generika in Indien hergestellt. Wegen der indischen Patentschutzgesetzgebung, der Arzneimittel nur bedingt unterlagen, kam es immer wieder zu Streitigkeiten mit den Industriestaaten, allen voran den Vereinigten Staaten von Amerika. Mittlerweile hat Indien seine Patentgesetze angepasst. Ein wichtiger Träger des wirtschaftlichen Aufschwunges der letzten Jahre ist die Informationstechnologiebranche, die teils dem industriellen, teils dem Dienstleistungssektor zuzurechnen ist. Vor allem der Softwarebereich hat sich zu einem bedeutenden Wirtschaftszweig entwickelt. Viele indische Städte verfügen inzwischen über „Softwareparks“. Auch die Herstellung von Hardware erlebt einen rasanten Aufschwung. Mit zweistelligen jährlichen Wachstumsraten gewinnt auch die Biotechnologie an Bedeutung.
Die industrielle Produktion konzentriert sich auf wenige städtische Großräume. Die wichtigsten Industriezonen sind die Ballungsgebiete Mumbai-Pune, Ahmedabad-Vadodara-Surat, Delhi, Kanpur-Lucknow, Chennai, Kolkata-Asansol sowie der Punjab und der Osten Jharkhands.
Die Spitzentechnologie ist vor allem im Süden des Landes angesiedelt: Das Zentrum der Informationstechnologiebranche ist Bengaluru, als neues Wachstumszentrum der Biotechnologie hat sich Hyderabad etabliert, besonders mit der Gründung des Biotechnologiezentrums Genome Valley.

### Dienstleistungen
Ungewöhnlich hoch für ein Entwicklungsland ist der Beitrag der Dienstleistungen zur gesamtwirtschaftlichen Produktion Indiens. Rund 53,8 % des Bruttoinlandsprodukts wurden 2016 bereits durch Dienstleistungen erbracht. Insbesondere bei Dienstleistungen im Bereich der Informationstechnologie, sonstigen Ingenieurleistungen, Forschungs- und Entwicklungsarbeiten sowie Verwaltungsaufgaben hat Indien bedeutende Marktpositionen erreicht. 2005 wurde Indien zum weltweit führenden Exporteur von Software und IT-Services, 2007 kam bereits über ein Drittel aller Computer-Dienstleistungen von hier. Diese Dienstleistungen erfolgen auch zunehmend im Auftrag ausländischer Kunden und werden häufig unter dem Begriff Business Process Outsourcing (BPO) bzw. auch als Knowledge Process Outsourcing (KPO) bezeichnet. Beispiele sind Callcenter und Dienstleistungen im Gesundheitswesen.

### Außenhandel
| Entwicklung des Außenhandels Indiens (Weltbank) | Entwicklung des Außenhandels Indiens (Weltbank) | Entwicklung des Außenhandels Indiens (Weltbank) |
| Jahr                                            | Import von Waren                                | Export von Waren                                |
| Jahr                                            | US-$                                            | US-$                                            |
| ----------------------------------------------- | ----------------------------------------------- | ----------------------------------------------- |
| 2013                                            | 465,4 Mrd.                                      | 314,8 Mrd.                                      |
| 2014                                            | 462,9 Mrd.                                      | 322,7 Mrd.                                      |
| 2015                                            | 394,1 Mrd.                                      | 268,0 Mrd.                                      |
| 2016                                            | 361,7 Mrd.                                      | 264,5 Mrd.                                      |
| 2017                                            | 449,9 Mrd.                                      | 299,2 Mrd.                                      |
| 2018                                            | 514,5 Mrd.                                      | 324,8 Mrd.                                      |
| 2022                                            | 723,3 Mrd.                                      | 453,4 Mrd.                                      |

Im Verhältnis zu seiner Wirtschaftskraft sind Indiens Außenhandelsverflechtungen eher gering. Dies ist in erheblichem Maße auf die starke Binnenmarktorientierung in den Jahrzehnten nach der Unabhängigkeit zurückzuführen. Seit der wirtschaftlichen Öffnung Anfang der 1990er Jahre, die unter anderem auch die Aufhebung vieler Importbeschränkungen zur Folge hatte, verzeichnet der Außenhandel jedoch einen deutlichen Aufschwung. Zwischen 1991 und 2004 hat sich der Warenaustausch mit dem Ausland mehr als vervierfacht.
Indien ist ein wichtiger Exporteur von Rohstoffen und Fertigprodukten, aber auch Arbeitskräften und Dienstleistungen. Aus Indien kommen Softwareprodukte und Softwareentwickler; es verfügt über eine große Zahl gut ausgebildeter Fachkräfte. Die wichtigsten Exportgüter sind Textilien, Bekleidung, geschliffene und verarbeitete Edelsteine, Schmuck, Chemikalien, Erdölerzeugnisse, Lederwaren und Softwareprodukte. Indien importiert vor allem Rohöl, elektronische Erzeugnisse, Edelsteine (z. B.: Diamanten), Maschinen, Edelmetalle, Chemikalien und Düngemittel.
Nach ersten Angaben des Statistischen Bundesamtes wuchs der Handel zwischen Indien und Deutschland in den ersten sieben Monaten des Jahres 2006 noch einmal deutlich. Deutschland importierte Waren im Wert von 2,4 Milliarden Euro, 30,5 % mehr als im gleichen Vorjahreszeitraum, und exportierte Waren für 3,3 Milliarden Euro, 39,7 % mehr als in den ersten sieben Monaten 2005. Bis 2016 stieg das gesamte Handelsvolumen auf 17,4 Milliarden Euro an, womit Indien auf Platz 24 der wichtigsten Handelspartner Deutschlands steht.
Die folgenden Listen zeigen den Umfang und die Handelspartner von Indiens Außenhandel (Quelle: ITC):
| Einfuhren / Import (2022) | Einfuhren / Import (2022)           | Einfuhren / Import (2022) | Einfuhren / Import (2022) |    | Ausfuhren / Export (2022)           | Ausfuhren / Export (2022) | Ausfuhren / Export (2022) | Ausfuhren / Export (2022) |
| #                         | Land                                | US-$                      | Anteil                    | #  | Land                                | US-$                      | Anteil                    |                           |
| ------------------------- | ----------------------------------- | ------------------------- | ------------------------- | -- | ----------------------------------- | ------------------------- | ------------------------- | ------------------------- |
| 1                         | Volksrepublik China (ohne Hongkong) | 102,2 Mrd.                | 14,0 %                    | 1  | Vereinigte Staaten                  | 80,2 Mrd.                 | 17,7 %                    |                           |
| 2                         | Vereinigte Arabische Emirate        | 53,9 Mrd.                 | 7,4 %                     | 2  | Vereinigte Arabische Emirate        | 31,3 Mrd.                 | 6,9 %                     |                           |
| 3                         | Vereinigte Staaten                  | 51,8 Mrd.                 | 7,1 %                     | 3  | Niederlande                         | 18,5 Mrd.                 | 4,1 %                     |                           |
| 4                         | Saudi-Arabien                       | 46,2 Mrd.                 | 6,3 %                     | 4  | Volksrepublik China (ohne Hongkong) | 15,1 Mrd.                 | 3,3 %                     |                           |
| 5                         | Russland                            | 40,7 Mrd.                 | 5,5 %                     | 5  | Bangladesch                         | 13,8 Mrd.                 | 3,1 %                     |                           |
| 6                         | Irak                                | 39,1 Mrd.                 | 5,2 %                     | 6  | Singapur                            | 11,8 Mrd.                 | 2,6 %                     |                           |
| 7                         | Indonesien                          | 28,7 Mrd.                 | 3,9 %                     | 7  | Vereinigtes Königreich              | 11,2 Mrd.                 | 2,5 %                     |                           |
| 8                         | Singapur                            | 24,4 Mrd.                 | 3,3 %                     | 8  | Deutschland                         | 10,4 Mrd.                 | 2,3 %                     |                           |
| 9                         | Südkorea                            | 20,7 Mrd.                 | 2,8 %                     | 9  | Saudi-Arabien                       | 10,1 Mrd.                 | 2,2 %                     |                           |
| 10                        | Australien                          | 19,6 Mrd.                 | 2,7 %                     | 10 | Türkei                              | 10,0 Mrd.                 | 2,2 %                     |                           |
|                           | Sonstige                            | 305,3 Mrd.                | 41,7 %                    |    | Sonstige                            | 239,6 Mrd.                | 52,9 %                    |                           |
|                           | Indien: gesamte Einfuhren           | 732,6 Mrd.                | 0100,0 %                  |    | Indien: gesamte Ausfuhren           | 452,7 Mrd.                | 0100,0 %                  |                           |

### Fremdenverkehr
Der Tourismus hat sich zu einem der wichtigsten Devisenbringer Indiens entwickelt. Im Jahr 2014 verzeichnete Indien mit 7,6 Millionen ausländischen Besuchern einen größeren Touristenzustrom als je zuvor. Darunter sind allerdings auch viele Ausländer indischer Herkunft, die vor allem in Nordamerika und Großbritannien leben und ihren Verwandten in Indien regelmäßig längere Besuche abstatten. Nichtsdestoweniger erzielte der Fremdenverkehrssektor 2014 Einnahmen von 10,7 Milliarden US-Dollar aus der Ankunft ausländischer Gäste. In Indien gibt es im Juli 2019 insgesamt 38 UNESCO-Welterbestätten, darunter 30 Weltkulturerben, 7 Weltnaturerben und 1 gemischtes Kultur- und Naturerbe. Die mit Abstand meistbesuchte Touristenattraktion ist das weiße Grabmal Taj Mahal in der nordindischen Großstadt Agra. Weitere beliebte Ziele sind im Norden der Bundesstaat Rajasthan mit seinen Wüsten und Kamelen, die Hauptstadt Neu-Delhi, die ehemalige portugiesische Kolonie Goa an der Westküste und ganz im Süden der Bundesstaat Kerala mit seinen Backwaters unter Kokospalmen. Neben dem Kultur-, Strand- und Naturtourismus gewinnen auch Abenteuerurlaub wie Trekking oder Rafting und Gesundheitstourismus (Yoga, Ayurveda) zunehmend an Bedeutung.

### Staatshaushalt
Der Staatshaushalt umfasste 2016 Ausgaben von umgerechnet 283,1 Milliarden US-Dollar, dem standen Einnahmen von umgerechnet 200,1 Milliarden US-Dollar gegenüber. Daraus ergab sich ein Haushaltsdefizit in Höhe von 3,6 % des BIP, die Staatsverschuldung betrug 1.177 Milliarden US-Dollar oder 52,3 % des BIP.
2020 betrug der Anteil der Staatsausgaben (in Prozent des Bruttoinlandprodukts) folgender Bereiche:
- Bildung: 4,5 %
- Gesundheit: 3,0 %
- Militär: 2,3 % (2023)

Am 2. August 2016 wurde im Oberhaus beschlossen, statt bisher regional geprägter Steuersätze in den 29 Bundesstaaten eine einheitliche Güter- und Dienstleistungssteuer (Goods and Services Tax, GST) einzuführen, um nahtlosen Warenverkehr zu fördern. Der Beschluss muss noch durch die Bundesstaaten ratifiziert werden und sollte Frühjahr 2017 in Kraft treten. Ende März 2017 unterzeichnete der indische Präsident Pranab Mukherjee die Gesetze, die ab 1. Juli 2017 eine indienweit einheitliche Mehrwertsteuer wirksam werden lassen sollen.

## Infrastruktur

### Energie

Täglicher Ölverbrauch in Indien sowie im südostasiatischen Raum, Barrels pro Tag

Indien hat weltweit den drittgrößten Energieverbrauch hinter China und den USA. Indien hatte ebenfalls die drittgrößten CO2-Emissionen weltweit, die dazu auch noch stark anwachsen.
2014 verfügten 79,2 % der indischen Haushalte über einen Stromanschluss
(im ländlichen Bereich 70,0 %, in den Städten 98,3 %). Häufige Stromausfälle beeinträchtigen jedoch immer wieder die Verfügbarkeit von Elektrizität.
Der gegenwärtige Energiebedarf von 560 Kilowattstunden pro Einwohner und Jahr ist einer der niedrigsten der Welt. Die Hälfte der Energie liefern Kohle, ein Viertel Erdöl, -gas und Wasserkraft, ein Fünftel wird durch Verbrennung von Viehdung, Feuerholz und anderen Materialien gedeckt.
Indien steht hinsichtlich der Entwicklung im Bereich Windenergie weltweit an vierter Stelle. Im Februar 2021 lag die Leistung der installierten Windkraftanlagen bei 38,789 GW (2017: 32,8 GW; 2020: 38,625 GW, das waren 5,2 % der weltweiten Windkraftleistung). Im Vorfeld der UN-Klimakonferenz in Paris 2015 erklärte die Regierung, die Windenergieleistung bis 2022 auf 60 GW zu erweitern. Auch die Solarenergie wird seit Anfang der 2010er Jahre nennenswert ausgebaut. Noch im Herbst 2011 waren gerade einmal 45 Megawatt Photovoltaik-Leistung installiert, durch den starken Zubau wurde bereits im März 2018 die 20-Gigawatt-Marke erreicht. Landesweites Ziel sind 100 GW installierter Leistung bis zum Jahr 2022. Davon waren bis Februar 2021 39,54 GW erreicht. Insgesamt hatte sich Indien das Ziel gesetzt, die erneuerbaren Energien bis 2022 auf 225 GW auszubauen. Davon wurden im Anfang 2021 mit großen Wasserkraftwerken 46,06 GW erreicht, und mit den weiteren Erneuerbaren 92,97 GW.
Die Kernenergie hatte 2011 einen Anteil von etwa 3,7 % an der elektrischen Stromversorgung. Im August 2012 befanden sich in Indien sechs Kernkraftwerke mit 21 Reaktorblöcken und einer installierten Bruttogesamtleistung von 5780 MW am Netz. Sechs weitere Reaktorblöcke mit einer Bruttogesamtleistung von 4300 MW sind im Bau. Da Indien den Atomwaffensperrvertrag nicht unterzeichnet hat, sind zahlreiche Länder bei der Beteiligung an der Konstruktion sehr zurückhaltend. Indien hatte 2009 zur friedlichen Nutzung der Kernenergie Vereinbarungen zur Zusammenarbeit mit Russland, der Europäischen Union und Kanada.
Indien ist der drittgrößte Verbraucher von Erdöl weltweit und hatte einen Bedarf von 4,1 Millionen Barrel pro Tag (Stand 2015). Indien ist auf Ölimporte angewiesen, die aufgrund Indiens wachsender Bevölkerung und Wirtschaft in Zukunft vermutlich stark ansteigen werden. Die größten indischen Petroleumkonzerne sind Reliance Industries und Indian Oil Corporation.

### Verkehr

#### Luftverkehr

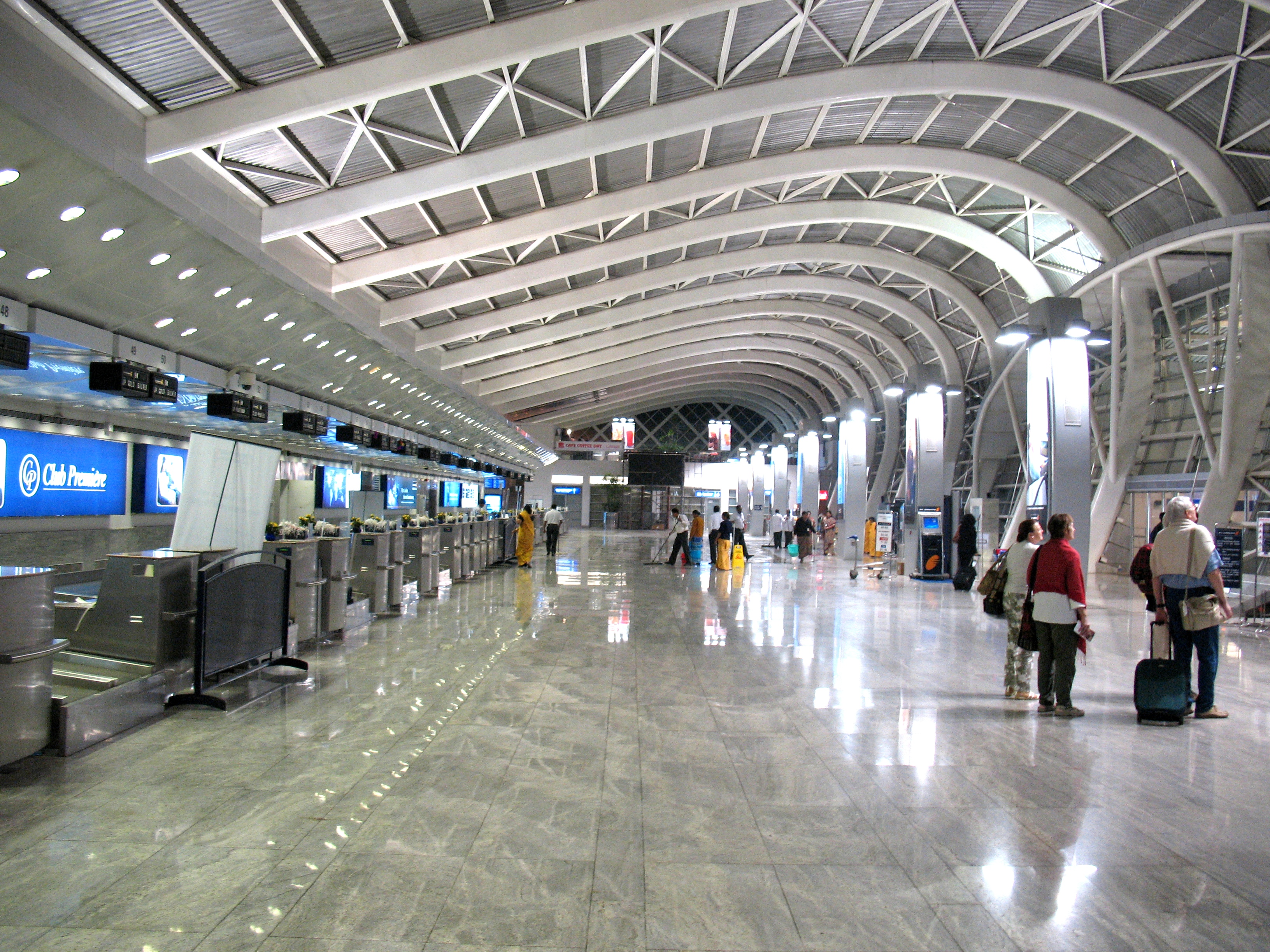
Flughafen Mumbai

Auf Grund der riesigen Entfernungen innerhalb Indiens und der vielerorts noch immer unterentwickelten Landinfrastruktur kommt dem Luftverkehr eine immer bedeutendere Rolle zu. Die wichtigsten Drehkreuze für Binnenflüge sind Delhi (Indira Gandhi International Airport), Mumbai (Flughafen Mumbai), Kolkata (Flughafen Kolkata) und Chennai (Flughafen Chennai) als Kernpunkte ihrer jeweiligen Region. Flugverbindungen zwischen den größten Städten Indiens bestehen mehrmals täglich. Eine große Schwierigkeit stellen die geringe Größe und schlechte Anbindung der zunehmend überlasteten Flughäfen dar. Früher wurde der Luftverkehr von den beiden staatlichen Fluggesellschaften Air India (internationale Flüge) und Indian Airlines (Inlandsflüge) dominiert. Mittlerweile existieren mehrere private Fluggesellschaften, die innerhalb Indiens bereits einen Marktanteil von 40 % erobert haben.

#### Schienenverkehr
Indiens erster Zug verkehrte am 16. April 1853 zwischen Mumbai und Thane. Bereits vier Jahrzehnte später verband die Eisenbahn alle wichtigen Landesteile miteinander. Auch heute noch spielt sie eine wichtige Rolle bei der Güter- und Personenbeförderung. Knapp 30 % des Güter- und 15 % des Personenverkehrs werden über die Schiene abgewickelt. Die indische Staatsbahn (Indian Railways) ist in 16 Regionalgesellschaften aufgeteilt und beschäftigt mit 1,6 Millionen Menschen mehr Angestellte als jedes andere Staatsunternehmen des Landes. Es gibt 7200 Bahnhöfe. Die Superlative können jedoch kaum über den teils desolaten Zustand des Bahnnetzes hinwegtäuschen. Hauptprobleme sind die ungleichmäßige und großmaschige Erschließung des Landes, die zumeist veraltete Technik, und für den heutigen Standard ein geringer Elektrifizierungsgrad: nur 19.000 der insgesamt 64.000 Kilometer Streckenlänge (Stand: 2011) sind elektrifiziert. Das Schienennetz besteht zu 54.257 Kilometer aus Breitspurgleisen mit dem Maß von 1676 Millimetern, die restlichen 10.000 Kilometer verteilen sich auf drei verschiedene Schmalspur-Weiten.
Indiens Eisenbahnnetz ist damit zwar knapp hinter China das zweitlängste, aber keineswegs das dichteste Asiens. Im weltweiten Maßstab liegt Indiens Eisenbahnnetz an fünfter Stelle. Der Staat legt sein Hauptaugenmerk vor allem auf die Elektrifizierung und den doppelgleisigen Ausbau der Hauptstrecken, die Umwandlung von Meterspurstrecken in Breitspur und die Modernisierung der technischen Einrichtungen. Tatsächlich kann der Ausbau der Eisenbahn mit den steigenden Anforderungen durch Bevölkerungs- und Industriewachstum kaum Schritt halten, was zur schnellen Entwicklung des Straßenverkehrs beiträgt. Ein Versuch, den Schienenpersonenverkehr attraktiver zu machen, sind die Shatabdi Expresszüge, die die drei Metropolen Chennai, Mumbai und Neu-Delhi mit wichtigen Großstädten und Wirtschaftsregionen verbinden.

#### Seeverkehr

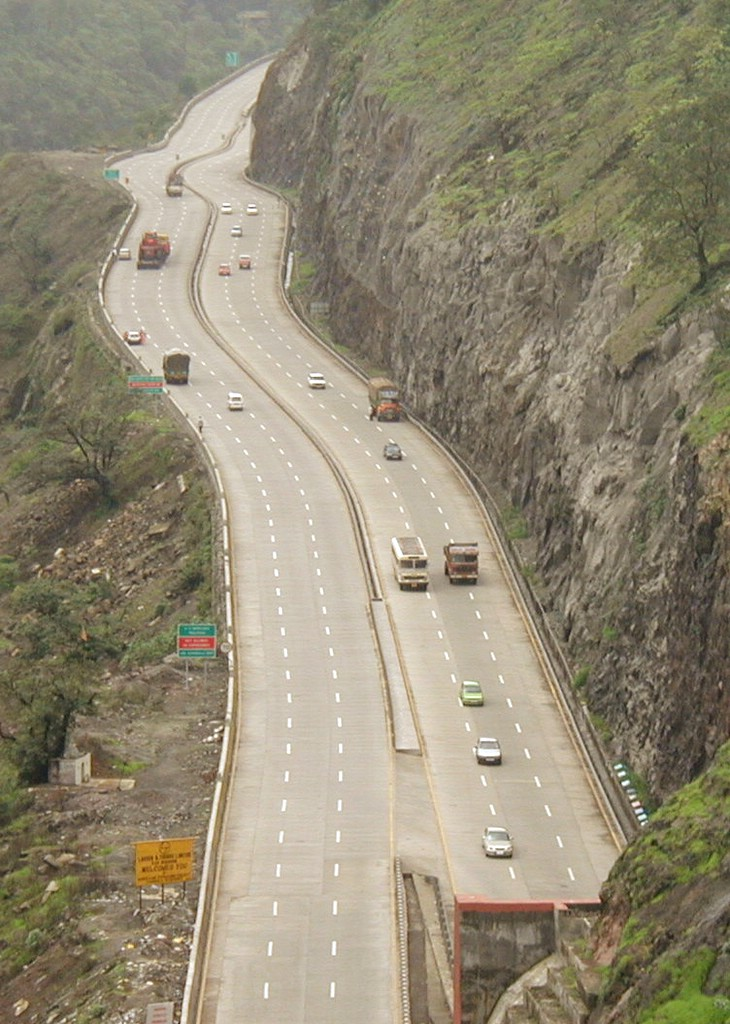
Modernisierung des Straßennetzes: Die rund 100 km lange Autobahn Mumbai Pune Expressway, ein Prestigeprojekt, wurde 2002 fertig gestellt.

Da Indien durch seine geografische Lage von den Handelspartnern in den Nachbarregionen Ost-, Südost- und Vorderasien abgeschnitten ist, und die unmittelbaren Nachbarn beim gegenseitigen Güteraustausch aus wirtschaftlichen oder politischen Gründen nur eine untergeordnete Stellung einnehmen, wird der Außenhandel fast ausschließlich über Seehäfen abgewickelt. Rund 90 % des Warenumschlags im Überseeverkehr entfallen auf Indiens zwölf größte Häfen. Daneben existieren viele mittlere und kleinere Häfen, die aber nicht für große Schiffe und Containerumschlag geeignet sind und daher fast nur von Küstenschiffen angelaufen werden.

#### Straßenverkehr
Der wichtigste Verkehrsweg in Indien ist heute die Straße. Schon in den 1970er Jahren hat der Straßenverkehr bei der Güter- und Personenbeförderung die Eisenbahn überholt. Heute werden rund 70 % des Gütertransports und sogar 85 % des Personenverkehrs auf der Straße abgewickelt. Indiens Straßennetz umfasst rund 3,3 Millionen Kilometer, wovon nur etwa die Hälfte asphaltiert ist. Am wichtigsten sind die National Highways, die 2024 über 146.000 Kilometer umfassen, 2014 waren es noch knapp 91.000 Kilometer gewesen. Sie verbinden die größten Städte des Landes untereinander. Als Schlagader gilt die Grand Trunk Road, die von Amritsar an der pakistanischen Grenze über Delhi nach Kolkata führt. Tatsächlich ist der weitaus größte Teil der National Highways aber nur zweispurig und zudem oft in einem katastrophalen Zustand. Problematisch bleiben die mehr als 170.000 Kilometer (Stand: 2020) State Highways der Bundesstaaten, die sehr unterschiedlichen Standards genügen und in ärmeren Staaten teilweise nur einspurig sind.
2013 kamen im indischen Straßenverkehr insgesamt 238.562 Menschen ums Leben, womit Indien, hinter der Volksrepublik China, das Land mit der zweithöchsten Anzahl an Verkehrstoten weltweit ist. Zum Vergleich: In Deutschland gab es im selben Jahr 3.540 Tote im Straßenverkehr. Als Gründe für die hohe Unsicherheit gelten die ungenügende Infrastruktur und rücksichtslose Fahrweise.
In Indien herrscht Linksverkehr.

### Telekommunikation
| Indiens Telekommunikation 2005             | Indiens Telekommunikation 2005 |
| ------------------------------------------ | ------------------------------ |
| Telefonanschlüsse                          | 67,25 je 1000 Einw.            |
| Mobiltelefone                              | 0350,51 je 1000 Einw.          |
| Rundfunkgeräte                             | 227,69 je 1000 Einw.           |
| Fernsehgeräte                              | 680,07 je 1000 Einw.           |
| Computer                                   | 25,68 je 1000 Einw.            |
| Internetnutzer                             | 21,13 je 1000 Einw.            |
| CIA World Factbook: Indien 2005 (englisch) |                                |

In Indien haben bereits mehr Menschen ein Mobiltelefon als einen Festnetzanschluss. Im Juni 2006 hat die Zahl der Handynutzer die 100-Millionen-Marke überschritten. 2011 waren bereits 900 Millionen Mobiltelefone im Umlauf. Die Abdeckung lag damit bei über 70 % und Indien war der zweitgrößte Markt für Mobiltelefone weltweit.
Die Verbreitung von Telekommunikation und Computern ist in Indien auch heute noch von einem starken Stadt-Land-Gefälle geprägt.
Häufig sieht man in den Straßen ein sogenanntes Public Call Office (PCO). Dies sind öffentliche Telefone, die in der Regel an einem kleinen Straßenstand betrieben werden. Dabei handelt es sich meist nicht um einen Münzfernsprecher, sondern um ein normales Telefon, für dessen Benutzung persönlich kassiert wird. Von den üblichen PCO sind nur nationale Gespräche (STD) möglich, weshalb für internationale Gespräche (ISD) besondere, internationale PCOs aufgesucht werden müssen.
2016 nutzten 462 Millionen bzw. 34,8 % der Einwohner das Internet in Indien. Damit war Indien nach China das Land mit den zweitmeisten Internetnutzern weltweit. 2021 waren es bereits 624 Millionen oder 45 % der Einwohner.

## Kultur

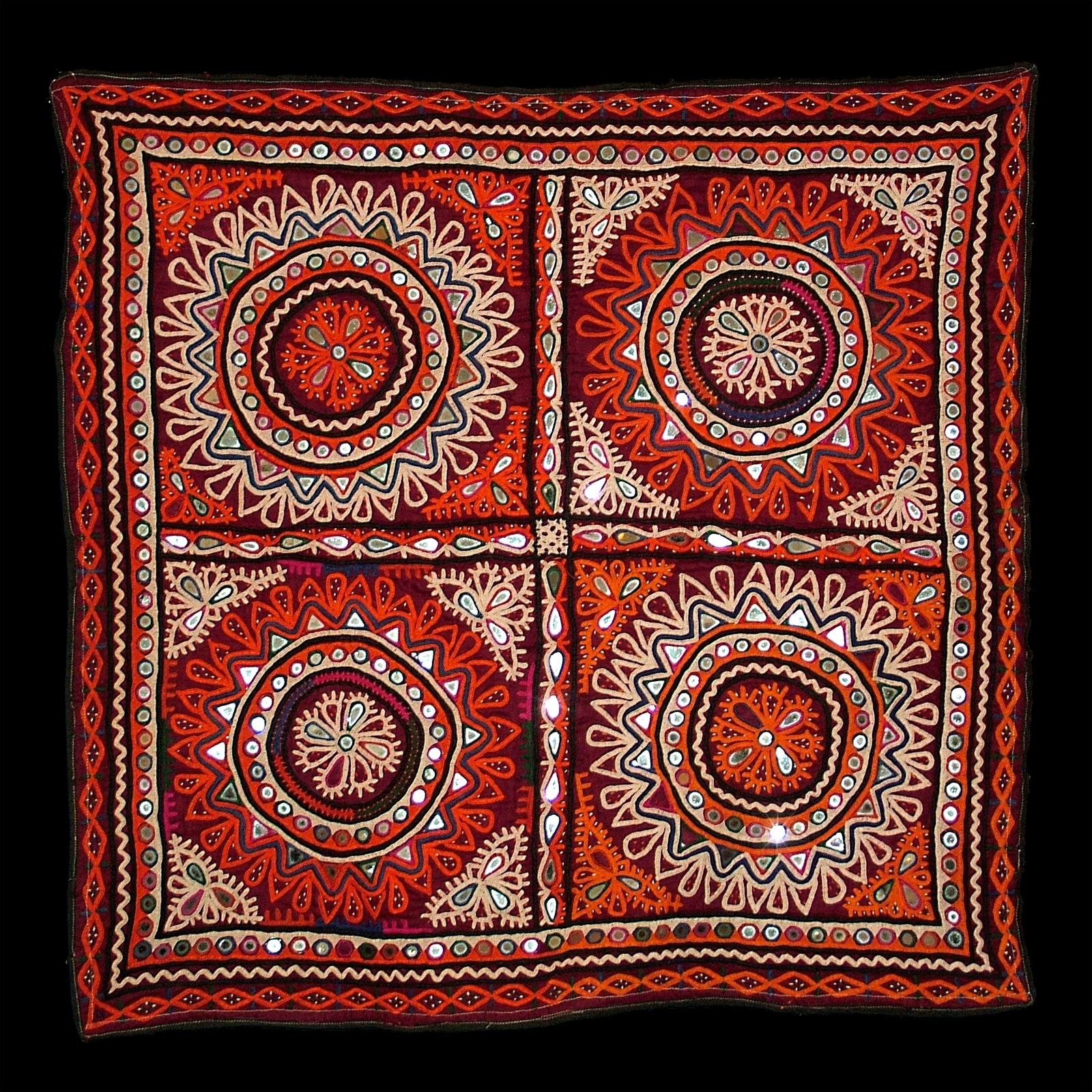
Aufwändig besticktes und mit Spiegelscherben verziertes Tuch der Meqwar, Distrikt Kachchh (Gujarat)

Die indische Kultur gehört zu den ältesten und mannigfaltigsten Kulturen der Erde. Sie war prägend für ganz Süd- und Südostasien. Der Glaube spielt in Indien, dem Ursprungsland mehrerer Religionen (Hinduismus, Buddhismus, Jainismus, Sikhismus), von jeher eine herausragende Rolle und hat so auch die Kultur des Landes entscheidend geprägt. Die geradezu unüberschaubare Vielfalt an Sprachen und Völkern hat zudem regionale Besonder- und Eigenheiten hervorgebracht. Aber auch fremde Einflüsse wie etwa der Islam oder europäische Kolonialmächte hinterließen ihre Spuren. Indien verfügt über eine enorme kulturelle Vielfalt und regionale beziehungsweise lokale Identitäten, Bräuche und Kulturen können sich sehr stark unterscheiden.
Verschiedene Kulturwissenschaftler haben sich mit der typisch indischen Mentalität befasst, Selbstbild und Fremdbilder verglichen und daraus sogenannte Kulturstandards des Verhaltens formuliert.
Indische Kleidung und Schmuck: Bindi, Dhoti, Kurta, Lungi, Mehndi, Salwar Kamiz, Sari

### Architektur

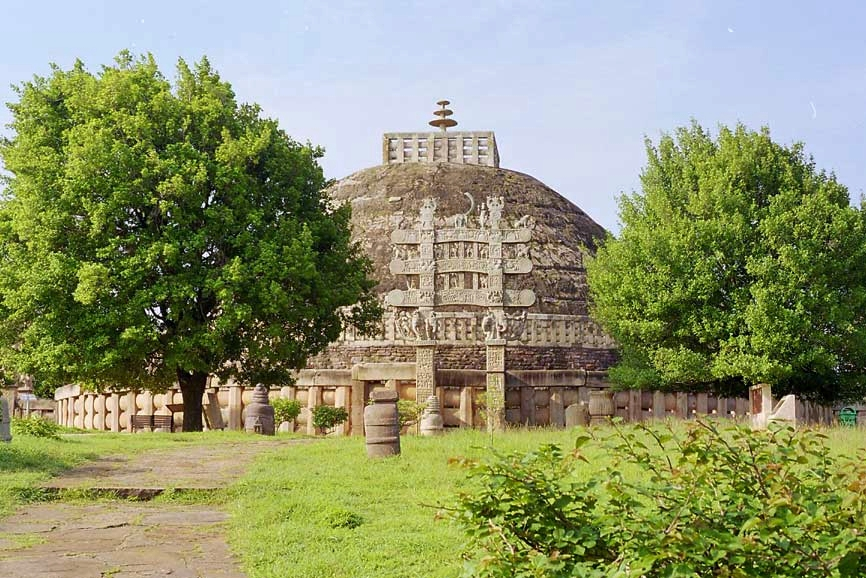
Großer Stupa von Sanchi (Madhya Pradesh)

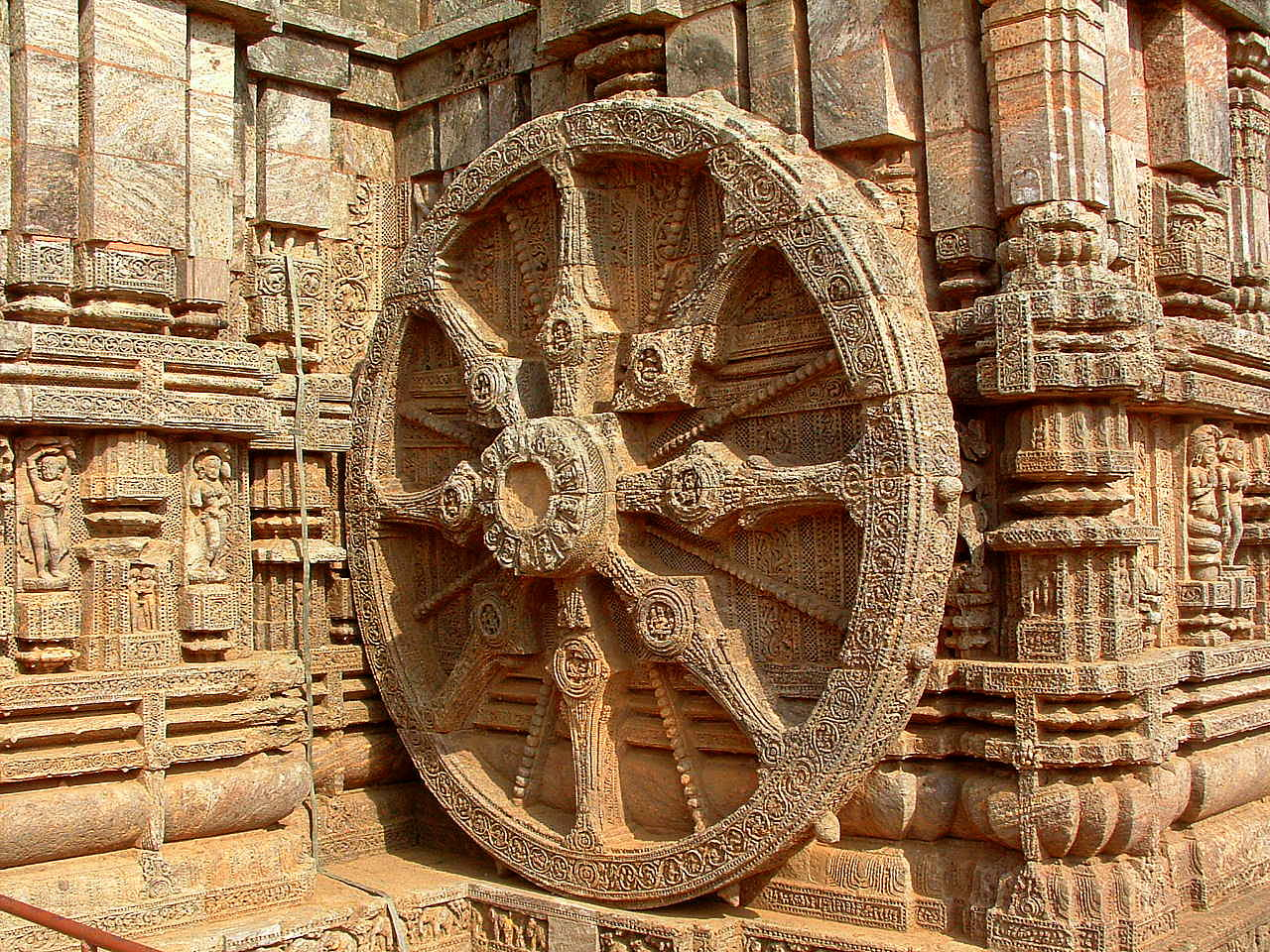
Sonnentempel von Konark (Odisha)

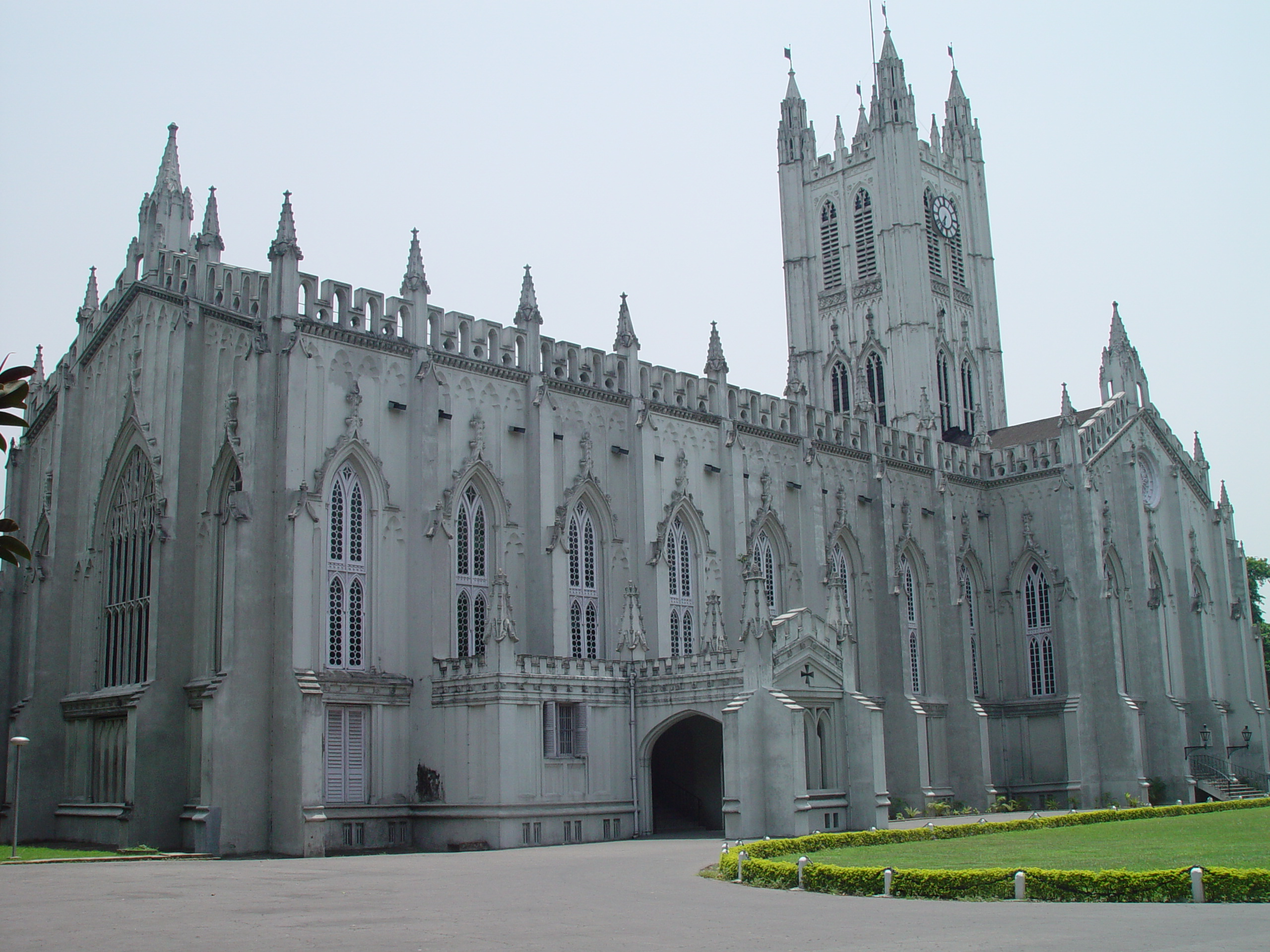
Viktorianische St. Paul’s Cathedral in Kolkata

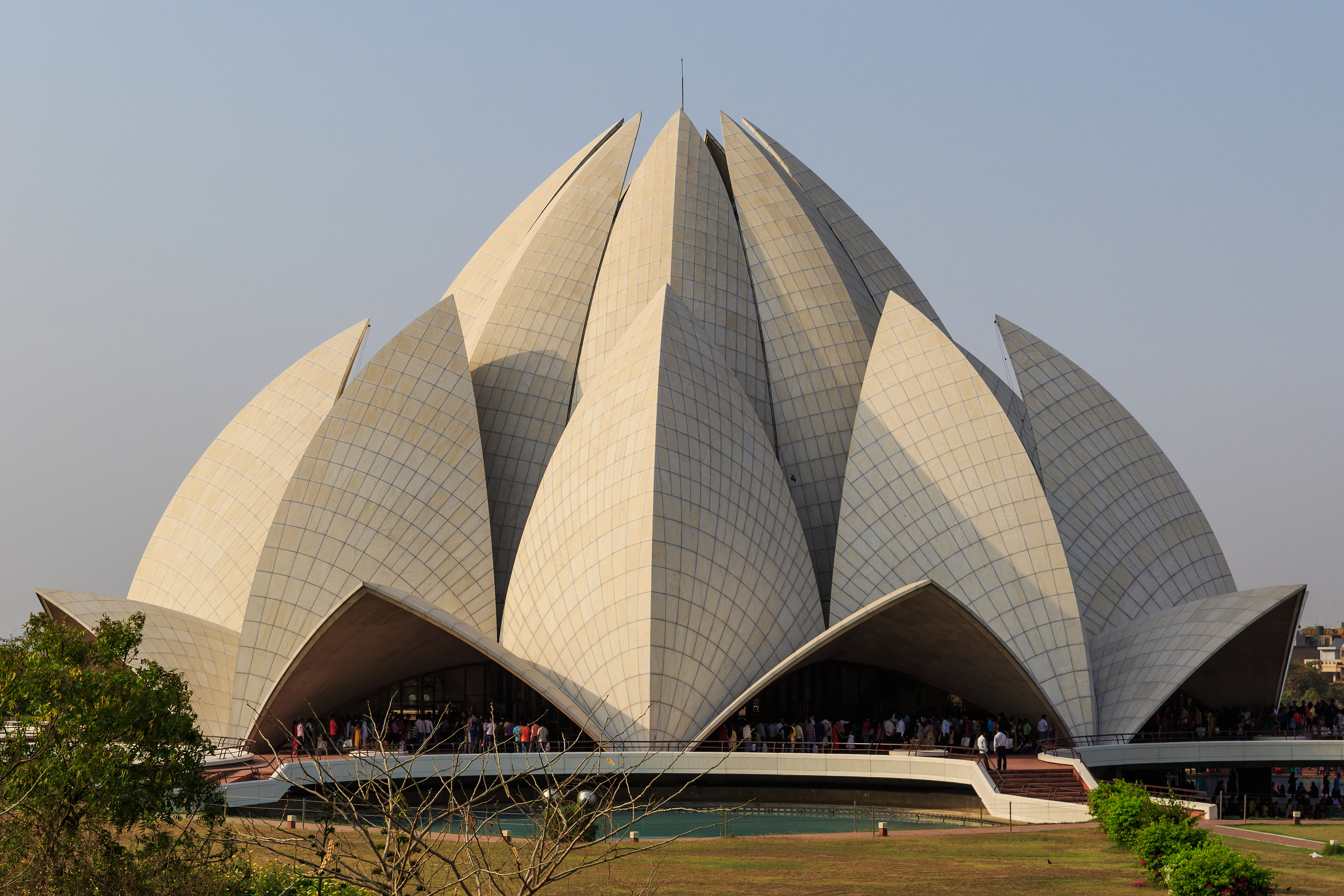
Lotustempel in Neu-Delhi

In der Architektur Indiens spiegeln sich die verschiedenen kulturellen Einflüsse, die das Land prägten, wider. Neben Palast- und Festungsbauten ragt vor allem die Sakralarchitektur heraus.
In frühester Zeit wurden Holz, Lehm und gebrannte Ziegel als Baumaterialien verwendet. Die ältesten erhaltenen Überreste indischer Architektur stammen aus der Induskultur, die sich hauptsächlich auf dem Gebiet des heutigen Pakistan, aber auch in Gujarat und dem indischen Teil des Punjab ausbreitete.
Die ältesten vollständig erhaltenen Bauwerke sind buddhistische Stupas. Stupas sind auf einer rechteckigen Plattform stehende kuppelförmige Bauten. Im Inneren wird in der Regel eine Reliquie aufbewahrt. Tatsächlich entwickelte sich der Stupa aus Grabhügeln, wie sie schon in vedischer Zeit üblich waren. Jeder Teil des Stupa hat eine symbolische Bedeutung, als Ganzes stellt er den Weltenberg Meru dar. Als herausragendstes Beispiel gilt der Große Stupa von Sanchi (Madhya Pradesh) aus dem 3. vorchristlichen Jahrhundert. Des Weiteren entstanden buddhistische Klosteranlagen mit Gebetshallen (Chaitya-Halle) und Wohnzellen für Mönche (Vihara), wie in den Höhlen von Ajanta und Ellora (Maharashtra, 2. Jahrhundert v. Chr. bis 7. Jahrhundert n. Chr.). Mit dem Niedergang des Buddhismus in Indien, mit Ausnahme der Himalayaregion, ab dem 10. Jahrhundert kam die Entwicklung der buddhistischen Architektur zum Ende. Sie wurde in Ost- und Südostasien sowie Sri Lanka und Tibet fortgeführt.
Zeitgleich zur buddhistischen Baukunst bildete sich die jainistische Architektur heraus. Jainistische Tempel sind meist nach außen geöffnet, um Licht einzulassen. Außerdem weisen sie besonders kunstvolle, filigrane Steinmetzarbeiten auf. Zu den schönsten Beispielen gehören der Tempel von Ranakpur (15. Jahrhundert) in Rajasthan und die unzähligen Bauten der Pilgerstadt Palitana in Gujarat. In Südindien entwickelten sich eigenständige Stilelemente. Berühmt ist das eindrucksvolle Monolithstandbild eines Asketen in Shravanabelagola (Karnataka) aus dem 10. Jahrhundert.
Für hinduistische Tempel wurden bis in die ersten nachchristlichen Jahrhunderte ausschließlich wenig dauerhafte Baustoffe, vor allem Holz und Lehm, verwendet. Die ersten Steintempel griffen jedoch den Stil ihrer Vorgänger auf. Grundsätzlich hat jeder Bestandteil eine symbolische Bedeutung. Alle hinduistischen Tempel versinnbildlichen den Kosmos, während der Tempelturm den mythologischen Berg Meru darstellt. Dennoch entstanden ab dem 7. Jahrhundert zwei verschiedene Hauptstilrichtungen, die sich am deutlichsten in der Form des Turmes unterscheiden. Der nordindische Nagara-Stil zeichnet sich durch den bienenkorbförmigen Turm über dem Allerheiligsten aus, der als Shikhara bezeichnet wird. In Südindien dominiert der Dravida-Stil, der durch einen Vimana genannten, treppenförmig aufsteigenden Turm gekennzeichnet ist. Später bildete sich als weiteres Merkmal das stilistisch ähnliche Gopuram (auch Gopura) über dem Eingangstor heraus. Herausragende Baudenkmäler im Nagara-Stil sind der im 10. Jahrhundert erbaute Mukteshvara-Tempel in Bhubaneswar (Odisha), der Sonnentempel von Konark (Odisha) aus dem 13. Jahrhundert und der Tempelbezirk von Khajuraho (Madhya Pradesh) aus dem 10. und 11. Jahrhundert. Die berühmtesten Dravida-Tempel stehen in den tamilischen Städten Thanjavur (Brihadishvara-Tempel, 11. Jahrhundert) und Madurai (Minakshi-Tempel, 16. bis 17. Jahrhundert). In Hampi (Karnataka) sind zahlreiche Sakral- und Profanbauten erhalten. Frühe Vorläufer des Dravida-Stils aus dem 7. und 8. Jahrhundert befinden sich in Mamallapuram (Tamil Nadu).
Mit dem Vordringen des Islam nach Nordindien ab dem 12. Jahrhundert entstand die indo-islamische Architektur. Frühe Moscheen wurden häufig anstelle hinduistischer Tempel errichtet oder bezogen sogar Teile davon mit ein. Das berühmteste Bauwerk dieser Zeit ist das Minarett Qutb Minar (12. Jahrhundert) in Delhi. Im Laufe der Zeit vermischte sich die islamische Architektur mit hinduistischen Elementen zu einer eigenständigen indisch-islamischen Baukunst, die unter den Moguln zu höchster Blüte gelangte. Die prunkvolle Mogularchitektur hat einige der bedeutendsten Bauwerke Indiens hervorgebracht, etwa das Taj Mahal in Agra (Uttar Pradesh), das Shah Jahan im 17. Jahrhundert als Grabmal für seine Frau errichten ließ, oder die Paläste von Fatehpur Sikri. Auch in anderen muslimischen Staaten Indiens entstanden kunstvolle Bauten, etwa das Mausoleum Gol Gumbaz in Bijapur (Karnataka) aus dem 17. Jahrhundert.
Die britische Kolonialzeit gab der indischen Architektur ab dem 19. Jahrhundert neue Anstöße. Aus der Verschmelzung europäischer, islamischer und indischer Elemente ging der indo-sarazenische Stil hervor. Beispiele dafür sind der Chhatrapati Shivaji Terminus in Mumbai, die meisten Gebäude der indischen High Courts und auch unzählige Bauten in der ehemaligen Kolonialhauptstadt Kolkata. In Goa stehen Kirchen und Klöster aus der portugiesischen Kolonialzeit, die bedeutendsten davon in Velha Goa. Unter europäischem Einfluss standen auch neuere Palastbauten indischer Herrscher, wie der Amba Vilas in Mysuru (Karnataka).
Bei der modernen Architektur Indiens ragen die Planstadt Chandigarh des Architekten Le Corbusier, der Campus des Indian Institute of Management in Ahmedabad (Gujarat) und der lotusförmige Bahai-Tempel in Neu-Delhi heraus.

### Literatur

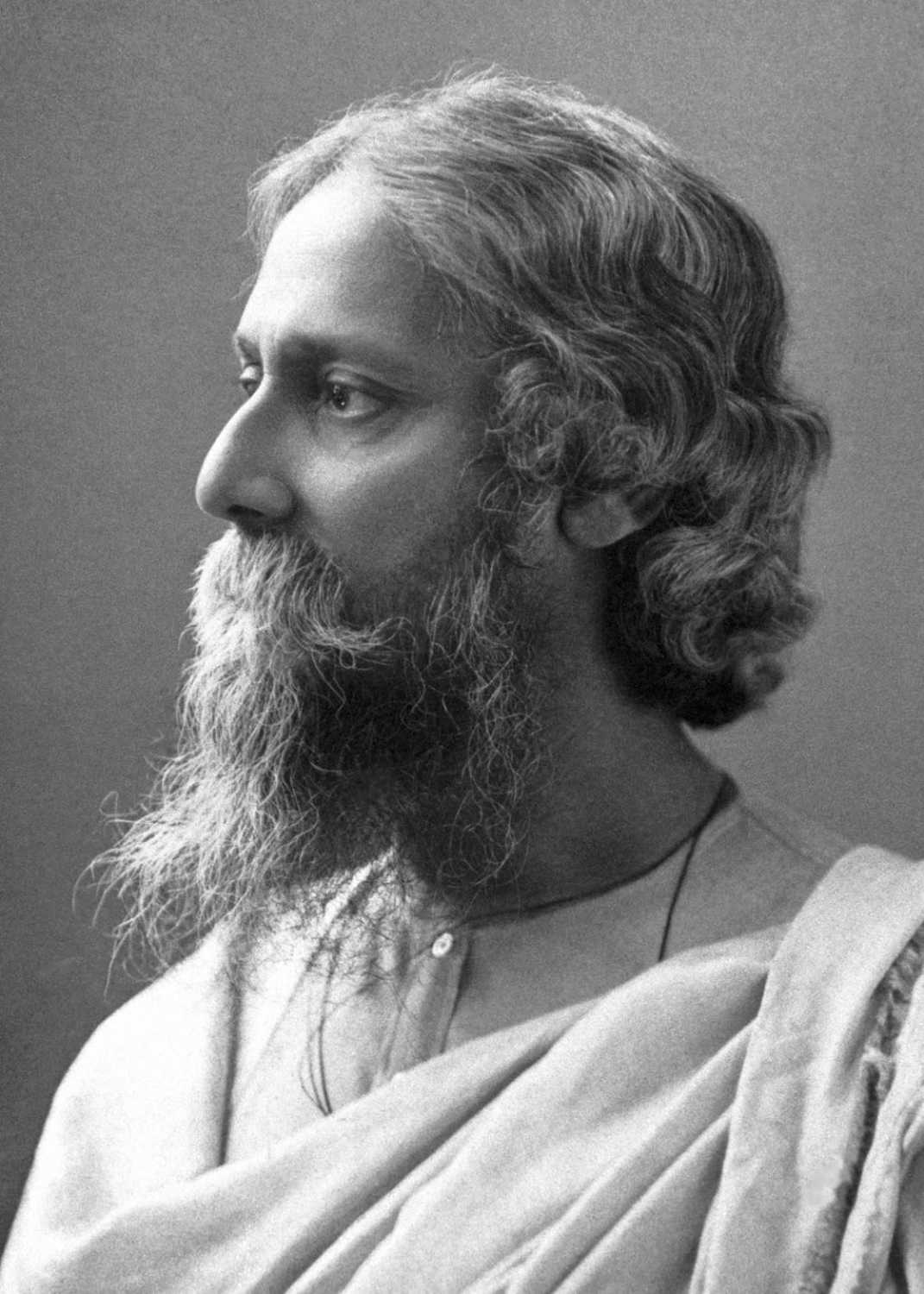
Rabindranath Tagore, Literaturnobelpreisträger von 1913 (Aufnahme von 1909)

### Musik
Die klassische indische Musik spaltet sich in zwei Hauptrichtungen mit denselben altindischen Wurzeln: die hindustanische und die karnatische Musik. Die hindustanische Musik in Nordindien entfernte sich ab dem 16. Jahrhundert unter persischen Einflüssen von Südindien, wo die karnatische Musik zum vorherrschenden klassischen Stil wurde. Beiden liegen als wesentliche Konzepte Raga und Tala zugrunde. Der Raga stellt die melodische Grundstruktur dar. Jeder Raga beruht auf einer gewissen Tonfolge, die eine Gefühlsstimmung vermittelt. Gespielt wird er zu einem bestimmten Tala, einer Art Taktsystem, welches den Rhythmus des Musikstückes angibt. Typische Musikinstrumente sind Saiteninstrumente wie Sitar, Vina, Sarod und Sarangi sowie Blasinstrumente (Bansuri, Shehnai). Als Rhythmusinstrumente dienen beispielsweise die Tabla oder – in Südindien – die Mridangam. Der Sitarspieler und Komponist Ravi Shankar gilt als berühmtester Interpret der klassischen indischen Musik.
Neben der klassischen Musik verfügt Indien über reiche Traditionen der unterhaltenden Volksmusik und der religiösen Musik in den verschiedenen Landesteilen. Bekannt sind die Bhangra-Musik aus dem Punjab und die bengalischen Baul-Musiker. Heute ist die traditionelle Volksmusik eher auf ländliche Gebiete beschränkt.
Größter Beliebtheit unter der gesamten Bevölkerung erfreut sich die indische Popmusik, die Merkmale sowohl westlicher als auch der Volksmusik und der klassischen indischen Musik aufweist. Eingängige Ohrwürmer aus populären Kinofilmen finden besonderen Anklang. Zu den erfolgreichsten und bekanntesten Sängern indischer Filmmusik zählen Lata Mangeshkar, Kishore Kumar, Mohammed Rafi, Manna Dey und Asha Bhosle.

### Tanz

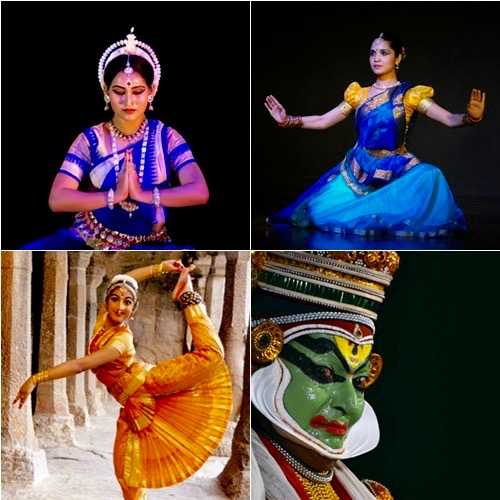
Nritya (Sanskrit: नृत्य) bedeutet in den indischen Traditionen „tanzen, auf der Bühne agieren, handeln, schauspielen“

Im Hinduismus haben Tänze von jeher eine wichtige Rolle gespielt, einerseits als getanzte Version des Gebetes, andererseits um mythologische Themen darzustellen. So ist es nicht verwunderlich, dass sich in Indien eine ungeheure Vielfalt von klassischen Tänzen, die meist Züge des Schauspiels tragen, herausgebildet hat. Der Tanz ist eine der am höchsten entwickelten Kunstformen Indiens. Oft haben selbst kleinste Bewegungen und Gesichtsausdrücke eine sinnbildliche Bedeutung. Klassische Tänze beruhen in der Regel auf literarischen Grundlagen. Unter den klassischen Stilen ragt der Bharatanatyam hervor, ein im Ursprung tamilischer, heute aber in ganz Indien geschätzter Einzeltanz. Ihm ähnlich ist der aus Andhra Pradesh stammende Kuchipudi-Tanz, der jedoch mehr schauspielerische Bestandteile hat. Eine der ausdrucksstärksten Formen des Tanztheaters entstand in Kerala mit dem von Männern ausgeübten Kathakali. Mohiniyattam, ein Fraueneinzeltanz, stammt ebenfalls aus Kerala. Odissi ist der klassische Tempeltanz Odishas. Auch der nordindische Kathak war ursprünglich ein Tempeltanz, der aber unter den Mogulherrschern islamischen Einflüssen ausgesetzt war und sich zum höfischen Tanz entwickelte. Der Manipuri aus dem nordostindischen Manipur weist dagegen Einflüsse aus dem birmanischen Kulturkreis und regionale Besonderheiten auf. Er wird in der Gruppe dargeboten.
Darüber hinaus besteht in Indien eine Vielzahl von regionalen Volkstänzen. Diese werden zu den unterschiedlichsten Anlässen dargeboten, etwa zu Hochzeiten, regionalen Festen, bei der Ernte oder zu Beginn des Monsuns. Sehr bekannt sind etwa der Bhangra aus dem Punjab und der Garba aus Gujarat.

### Malerei
Obwohl die Bildhauerei in Indien lange Zeit als die höhere Kunstform galt, gab es schon früh eine hoch entwickelte Tradition der Malerei. Abgesehen von vorgeschichtlichen Malereien und verzierten Keramiken aus der Induskultur stammen die frühesten Beispiele aus der Guptazeit. Die buddhistischen Felsmalereien in den Höhlen von Ajanta gelten als Meisterwerke dieser Epoche. Spätere Werke in Ajanta sowie hinduistische, jainistische und buddhistische Darstellungen in den Höhlen von Ellora setzten den Guptastil fort.

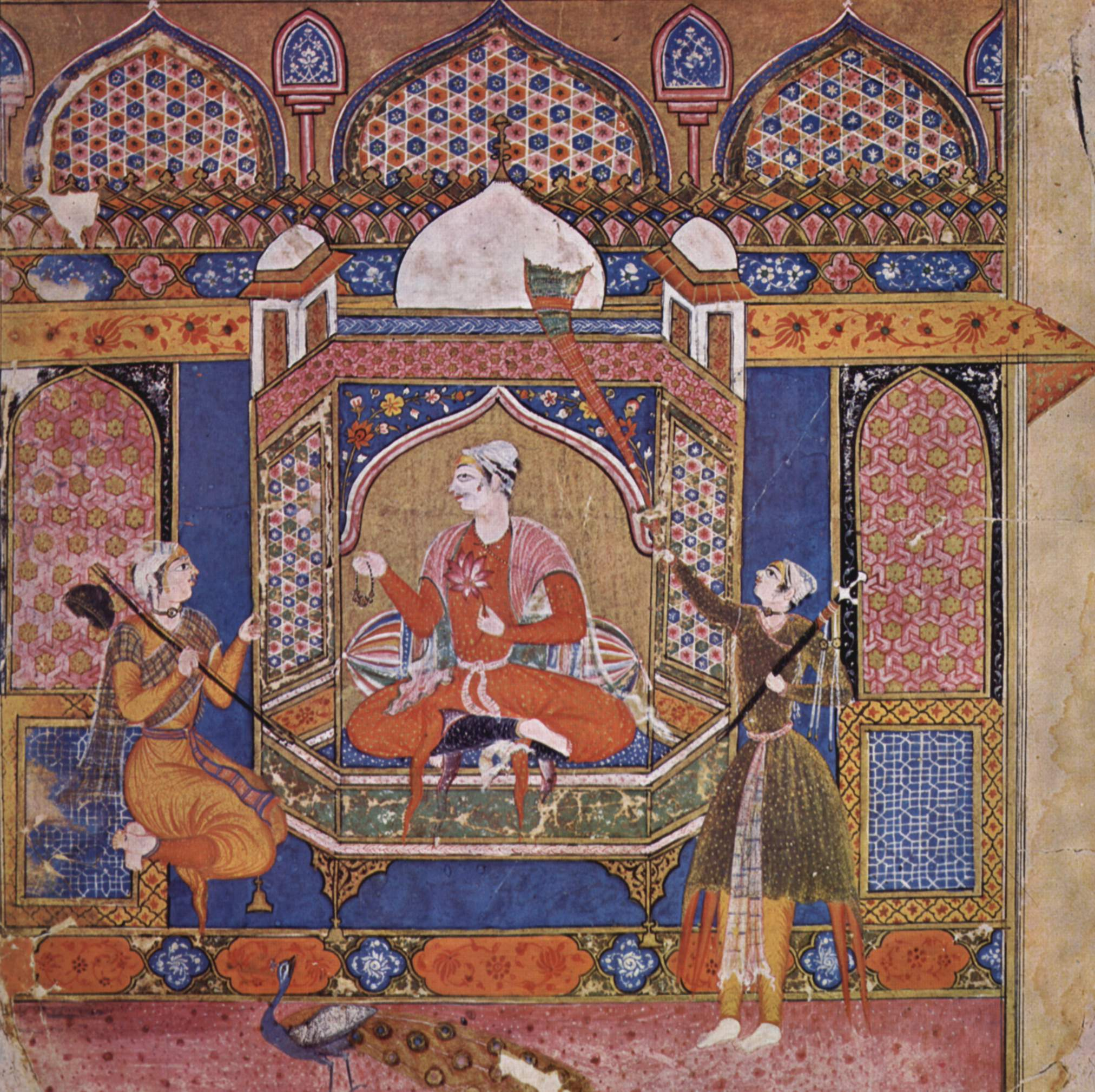
Raga Shri. Ragamala im Dekkanstil, um 1595

Mit dem Auftreten des Islams ab dem 12. Jahrhundert gewann die Malerei als höfische Kunst in persischer Tradition allmählich an Bedeutung. Den Höhepunkt ihrer Entwicklung erreichte sie mit dem Mogulstil des 16. bis 18. Jahrhunderts. Vor allem die Miniaturmalerei erlebte eine Blüte. Abgebildet wurden fast ausschließlich weltliche Dinge, daher überwiegen Porträts wichtiger Persönlichkeiten des Reiches sowie Darstellungen des höfischen Lebens und bedeutender geschichtlicher Ereignisse. Auch in anderen islamisch geprägten Teilen Indiens blühte die Miniaturmalerei. So entwickelte sich an den Höfen der Dekkan-Sultanate eine eigenständige Stilrichtung.
Der Mogulstil nahm auch Einfluss auf die Entstehung der rajputischen Malerei an den Höfen der vielen Fürstenstaaten Rajasthans. Diese widmete sich allerdings vorwiegend hinduistischen Themen, etwa der Illustration der großen Hindu-Epen Mahabharata und Ramayana, der Puranas sowie der Literatur mit einem historischen Verfasser. Besonders beliebt waren Darstellungen aus dem Leben Krishnas. Auf Grund der Vielzahl der rajputischen Fürstenhöfe entstanden verschiedene Malschulen. Jede Schule entwickelte zwar eigene Besonderheiten, allen sind aber die großflächige Zeichnung und die leuchtenden Farben gemein. Figuren wurden oft ohne Schatten dargestellt. Eine thematisch eigene Gattung bildeten die Ragamala genannten musikinspirierten Miniaturen.
Im westlichen Himalaya blühte im 18. und 19. Jahrhundert die Pahari-Malerei. Auch sie wird von hinduistischen Motiven beherrscht. Kennzeichnend sind Landschaftsdarstellungen mit nur wenigen Figuren.
Westliche Einflüsse während der britischen Kolonialzeit brachten umwälzende Veränderungen mit sich. Gegen Ende des 19. Jahrhunderts befand sich die traditionelle indische Malerei im Niedergang. Stattdessen versuchten Maler wie Raja Ravi Varma europäische Stile, allen voran den Realismus, nachzuahmen. Erst nach der Jahrhundertwende fanden althergebrachte Stilelemente wieder Eingang in die Werke indischer Künstler, darunter der Bengalischen Schule um Abanindranath Tagore.
Die moderne Malerei Indiens greift westliche Kunstrichtungen auf, führt aber auch indische Traditionen fort und entwickelt sie weiter. Der bekannteste moderne Künstler ist Maqbul Fida Husain.
Außerdem hat es in Indien schon immer eine starke Tradition der volkstümlichen Malerei gegeben. Auf dem Land werden oft Häuser aufwändig bemalt. Besonders bekannt ist die Madhubani-Malerei aus Bihar. Zunehmend findet auch die Kunst der indischen Stammesbevölkerung Anerkennung.

### Film

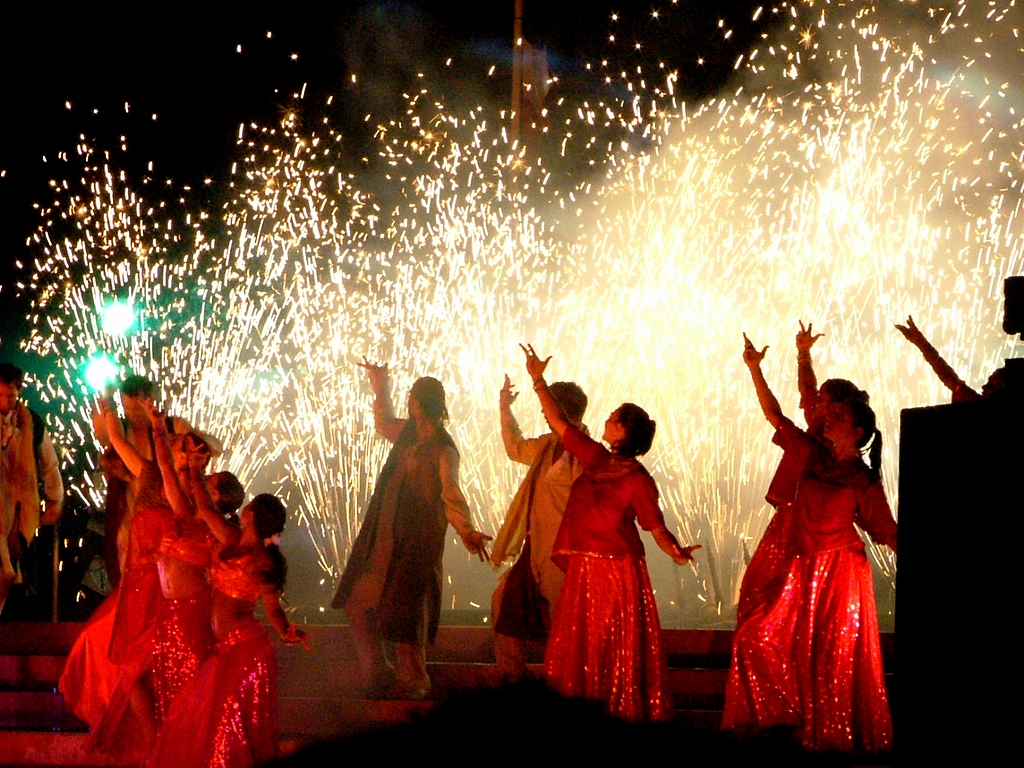
Bollywood ist die größte Filmindustrie der Welt

Der Film ist zweifellos einer der wichtigsten Bestandteile der modernen Alltagskultur Indiens. Mit mehr als 1000 Produktionen jährlich ist die indische Filmindustrie die größte der Welt. Die kulturelle, vor allem sprachliche, Vielfalt spiegelt sich daher auch in diesem Genre wider. So hat jede der großen Regionalsprachen ihre eigene Filmindustrie. Der Hindi-Film bringt die meisten Produktionen hervor. Er wird in Mumbai produziert und ist bezüglich seines Kommerzkinos unter dem Namen „Bollywood“ bekannt. Shah Rukh Khan, Amitabh Bachchan und Rani Mukerji sind beliebte und berühmte Bollywood-Schauspieler. Auch das bengalische, Kannada-, tamilische, Telugu- und Malayalam-Kino sind sehr beliebt und haben große Massenwirksamkeit. Die wesentlichsten Merkmale der Unterhaltungsfilme ähneln einander in allen regionalen Produktionen. Die oft mehr als drei Stunden langen Filme enthalten viele Musik- und Tanzszenen, ohne die kein kommerzieller Film vollständig wäre. Bisweilen wird die Filmmusik schon im Voraus veröffentlicht. Ist sie ein Erfolg, wird auch der Film mit hoher Wahrscheinlichkeit zum Kassenschlager. Von den Schauspielern wird erwartet, dass sie tanzen können, während die Gesangseinlagen von professionellen Sängern übernommen werden. Auffällig ist auch die Mischung aus komischen, romantischen, dramatischen und Actionelementen.
Darüber hinaus findet auch das Autorenkino viel Anerkennung. International bekannt sind etwa die beiden bengalischen Regisseure Satyajit Ray und Mrinal Sen.

### Sport

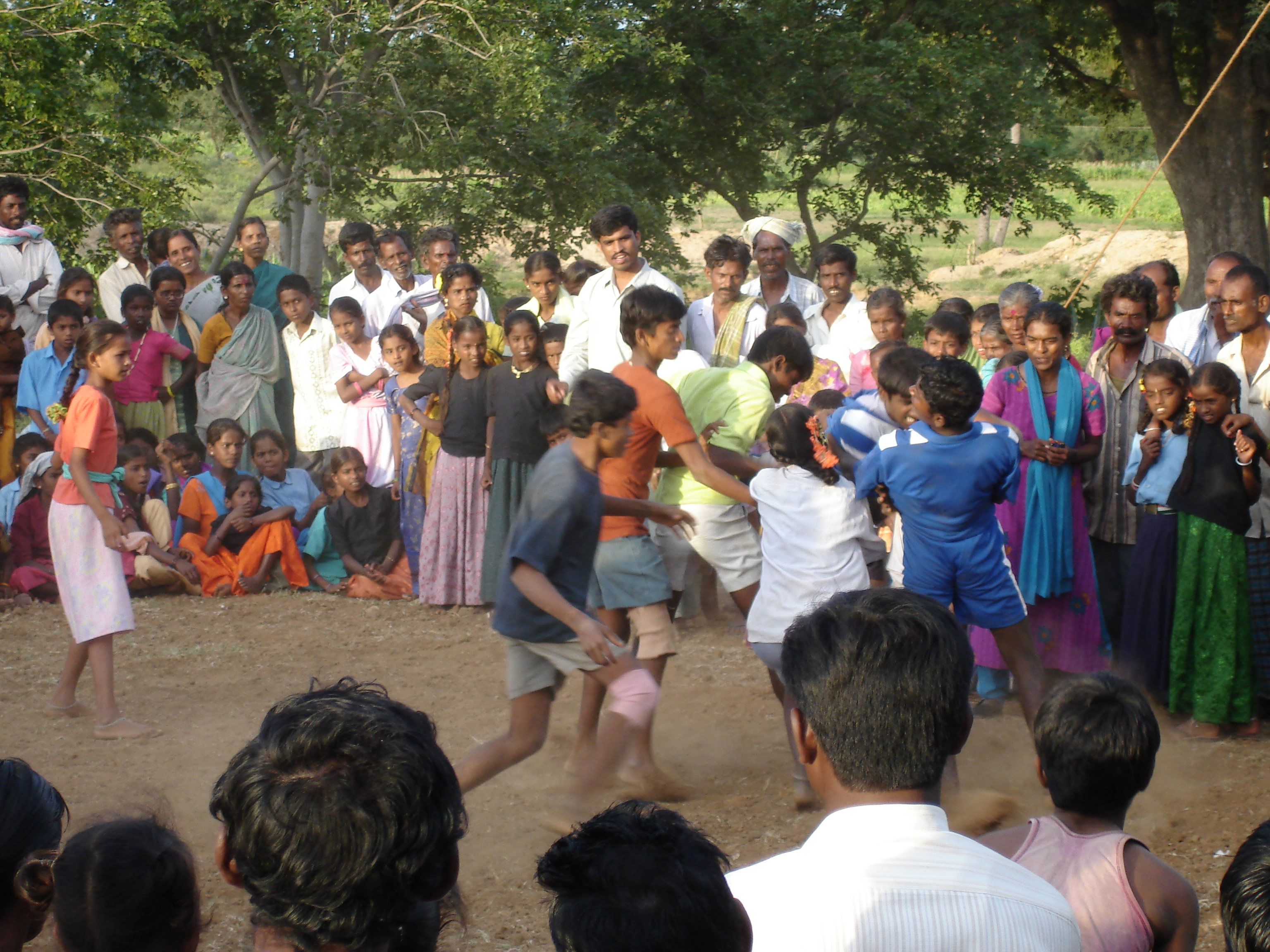
Alte Dorf-Volkssportart Kabaddi, eine Partie in Karnataka, 2005

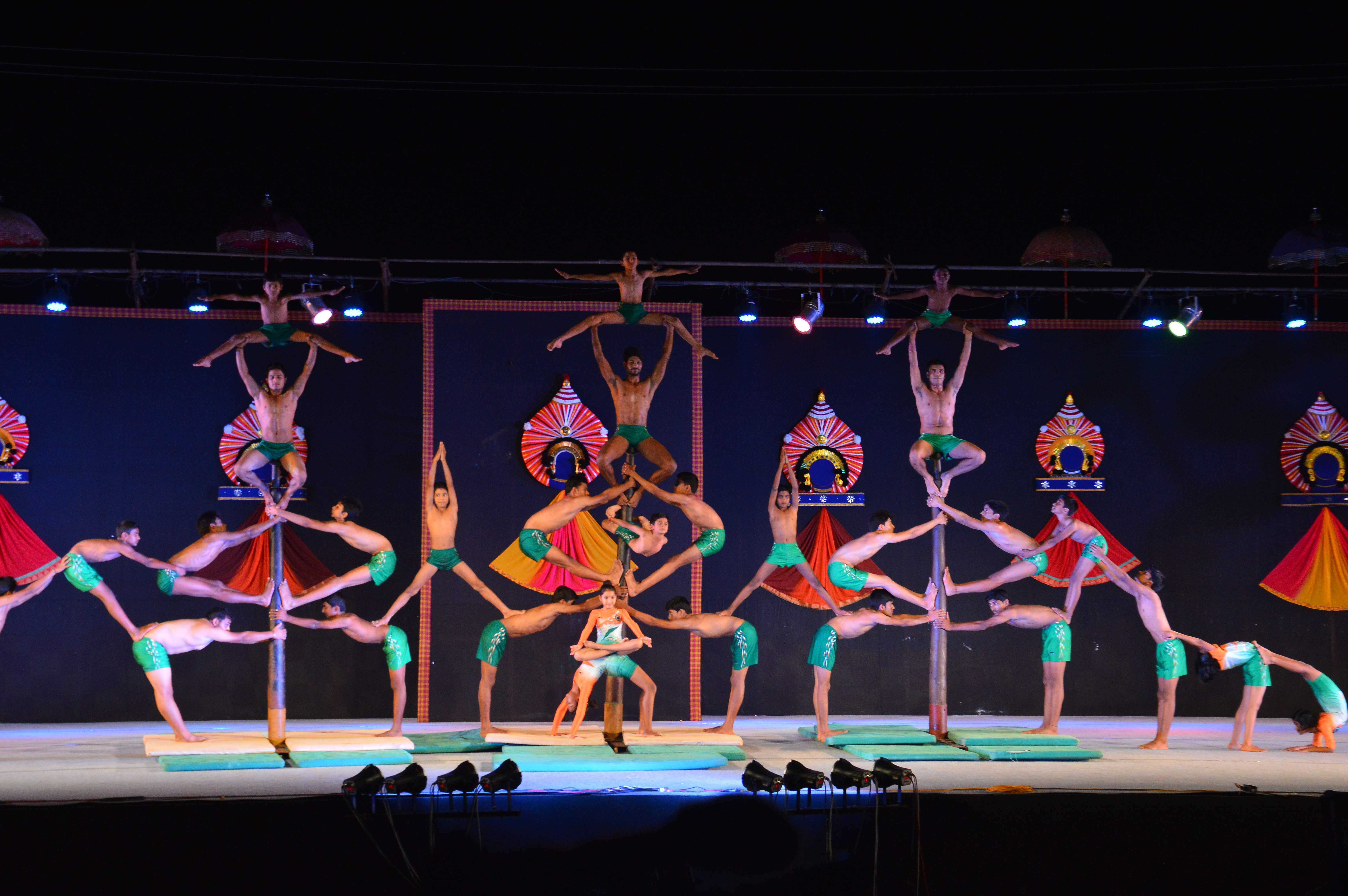
Die traditionelle Sportart Mallakhamb(a), Malkhamb order Malkhumb (मल्लखांब)

Lagori, eine Mischung aus Bauen und Abwerfen und das Mannschaftsspiel Kabaddi, eine Mischung aus Sprinten, Catchen und Ringen, mit Angriffen, die 30 Sekunden dauern, in denen nicht geatmet (Yoga-Technik Anuloma Viloma (अनुलोमविलोम)) werden darf, sind uralte Sportarten aus Indien, die eine Renaissance erleben. An der ersten Kabaddi-Weltmeisterschaft, die 2004 in Mumbai stattfand, nahmen Nationalmannschaften aus Asien, Europa und Nordamerika teil.
Die Sportart Mallakhamba, mit seinen Vor-Aśokan-Ursprünge in dem uralten Säulenkult von Prayagraj, einer der heiligsten Orte, an dem  die drei großen Flussgottheiten Ganga, Yamuna und Saraswati zusammenfließen, ist sowohl eine Kunstform als auch eine Demonstration körperlichen Könnens. Abgeleitet von den Wörtern Malla (Ringer) und Khamb (Säule), geht sie über die konventionellen Grenzen einer Sportart hinaus und verkörpert einen ganzheitlichen Ansatz für körperliche Fitness, geistige Disziplin und spirituelle Erleuchtung. Kombiniert werden Yogahaltungen, Gymnastikübungen und Kampfsport, es trainiert besonders Koordination, Gleichgewicht, Kraft und Orientierung im Raum.
Viele der in Indien ausgeübten Sportarten stammen aus England und haben sich während der britischen Kolonialherrschaft verbreitet. Das aus England stammende Cricket ist die mit Abstand beliebteste Sportart. Die indische Cricket-Nationalmannschaft gewann den Cricket World Cup bisher zweimal: 1983 und 2011, außerdem beendete man die Austragungen 2003 und 2023 auf dem zweiten Platz. Die Turniere der Jahre 1987, 1996, 2011 und 2023 wurden unter anderem in Indien ausgetragen. Die Nationalmannschaft gewann auch den T20 World Cup zweimal: 2007 und 2024 sowie die Champions Trophy dreimal: 2002 (geteilt mit Sri Lanka), 2013 und 2025; ebenso die Asia Cups der Jahre 1984, 1988, 1990, 1995, 2010, 2016, 2018 und 2023. Indien erreichte auch zweimal das Finale der ICC World Test Championship, unterlag jedoch 2021 gegen Neuseeland und 2023 gegen Australien. Die Indian Premier League (IPL) gilt als die beliebteste Cricketliga weltweit und zieht vor allem Zuschauer vom Indischen Subkontinent, aber auch aus Südafrika, den Britischen Inseln und der Karibik an. Aufgrund des Zeitunterschiedes zu Australien und Neuseeland und der nächtlichen Übertragung findet die IPL dort jedoch kaum Beachtung. Im November 2021 wurde Indien zum Gastgeber des T20 World Cup 2026 (mit Sri Lanka), der Champions Trophy 2029 und des Cricket World Cup 2031 (mit Bangladesch) ernannt.

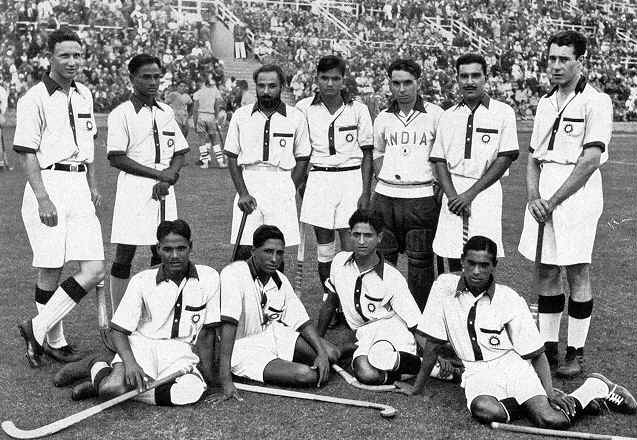
indische Hockeynationalmannschaft der Herren bei den Olympischen Sommerspielen 1936 in Berlin, Gewinner der Goldmedaille

Die zweitbeliebteste Sportart ist Hockey, das als Nationalsport Indiens gilt und auch für Indien die erfolgreichste olympische Sportart ist: Die indische Hockeynationalmannschaft der Herren gewann bisher acht Gold-, eine Silber- und zwei Bronzemedaillen bei Olympischen Sommerspielen. Indien gewann die Feldhockey-Weltmeisterschaft der Herren 1975 und schloss die Feldhockey-Weltmeisterschaft der Herren 1973 auf dem zweiten Platz ab. Indien war auch viermal Gastgeber dieses Turnieres: 1982, 2010, 2018 und 2023.
In einigen Landesteilen wie Goa, Kerala oder Westbengalen ist auch Fußball sehr populär.
Narain Karthikeyan aus Chennai war Indiens erster Formel-1-Pilot. Von 2011 bis 2013 wurde der Große Preis von Indien auf dem Buddh International Circuit ausgetragen; Sebastian Vettel gewann alle drei Rennen. Schon im Jahr 2007 entstand mit Force India ein eigenes indisches Formel-1-Team.
Einige der besten Schachspieler der Welt hat Indien hervorgebracht, darunter den ehemaligen Schachweltmeister Viswanathan Anand. Rohan Bopanna ist einer der bekanntesten und erfolgreichsten Tennisspieler Indiens.
Bei Olympischen Spielen errangen indische Sportler insgesamt 28 Medaillen. Indien war mit seiner Hockey-Nationalmannschaft von 1928 bis 1964 unangefochten dominierend; bei diesen 8 Spielen gewann man 7-mal Gold und einmal Silber. Als einziger Einzelsportler errang Abhinav Bindra eine weitere Goldmedaille für das Land. Norman Pritchard, Khashaba Jadhav, Leander Paes, Karnam Malleswari, Rajyavardhan Singh Rathore, Sushil Kumar und Vijender Kumar gewannen ebenfalls Medaillen (3 × Silber, 5 × Bronze) für Indien.
Special Olympics Indien wurde 1988 gegründet und nahm mehrmals an Special Olympics Weltspielen teil.
Im Jahre 2010 wurden die Commonwealth Games in Neu-Delhi ausgetragen. Die Südasienspiele 1951 und 1982 fanden ebenfalls in Indien statt.

### Yoga
Die Körperstellungen (Asanas) des etwa 2000 Jahre alten Yoga sind der im Westen bekannteste Teil des Yoga (vgl. Hatha Yoga). Autogenes Training und andere verwandte Übungsarten sind daraus abgeleitet. Yoga bereitet Meditation vor und ergänzt Religionen, obwohl es selbst keine ist. Ein Beispiel: Der Sonnengruß (auch Sonnengebet), ist eine dynamische Abfolge von Bewegungen, die auch der symbolischen indischen Sonnenanbetung (Surya) entspricht. Asanas und Ayurveda sind ein Bestandteil alter indischer Praktiken, die weitaus mehr als westliche die ganzheitliche Gesundheit und spirituelle Erfahrung einschließen.

### Küche

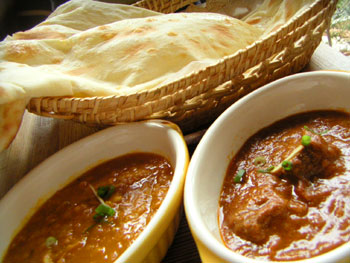
Curry mit Naan-Brot

Die indische Küche spiegelt sowohl die regionale Vielfalt als auch die unterschiedlichen historischen und religiösen Prägungen des Landes wider. Von einer einheitlichen Kochkultur kann daher nicht die Rede sein. Vielmehr unterscheiden sich Zutaten und Essgewohnheiten ähnlich stark voneinander wie in Europa. Allgemein nimmt Fleisch einen geringeren Stellenwert als in den westlichen Küchen ein. Die meistverzehrte Fleischsorte ist Huhn. Am beliebtesten sind Fleischgerichte noch bei Muslimen, die aber kein Schweinefleisch zu sich nehmen, während einige Hindus ganz vegetarisch leben. Rindfleisch lehnen die meisten von ihnen – ebenso wie die Sikhs – strikt ab. Jainas ist sogar der Genuss jeglicher tierischer Nahrungsmittel strengstens untersagt. Als Bratfette sind Pflanzenöle weitaus üblicher als tierische Fette.
Als Grundnahrungsmittel dienen in Nord- und Westindien neben Reis verschiedene Weißbrotsorten (Roti), deren verbreitetste Variante Chapati, ein ungesäuertes Fladenbrot aus Weizenvollkornmehl, ist. Im Gegensatz dazu wird das im Nordwesten verbreitete Naanbrot mit Hefe gebacken. In Süd- und Ostindien ist Reis das wichtigste Nahrungsmittel schlechthin. Als Beilagen sind Hülsenfrüchte wie Linsen, Kichererbsen, Straucherbsen, Urdbohnen und Mungbohnen üblich. Das in der westlichen Welt als Gewürzmischung bekannte und als Sinnbild der indischen Küche angesehene Wort „Curry“ ist in Indien ein Begriff für die Zubereitungsart einer Vielzahl vegetarischer oder fleischhaltiger Gerichte in einer oft stark gewürzten Soße. Tatsächlich sind die Masala genannten Gewürzmischungen in der indischen Küche unentbehrlich, ihre Rezeptur und Verwendung variiert jedoch je nach Region beträchtlich. Zu Currys werden häufig gewürzte süß-saure Chutneys aus Gemüse und Obst gereicht. Milchprodukte, beispielsweise Ghee (Butterschmalz) und Joghurt, sind ebenfalls gängige Zutaten vieler Speisen und Soßen.
Beliebte Getränke sind Kaffee, Tee, Masala Chai (Milchtee mit Gewürzen), Fruchtsäfte und Getränke auf Milchgrundlage wie Lassi (ein Joghurtgetränk). Alkoholische Getränke werden von vielen Indern aus religiösen Gründen abgelehnt. In einigen Bundesstaaten ist Alkohol sogar generell nicht erhältlich.

### Feiertage und Feste
Als Nationalfeiertage werden der Republic Day (Tag der Republik) am 26. Januar, dem Tag des Inkrafttretens der Verfassung im Jahre 1950, und der Independence Day (Tag der Unabhängigkeit) am 15. August, der an das Ende der britischen Kolonialherrschaft 1947 erinnert, begangen. Letzterer wird jedoch nicht so aufwändig zelebriert wie der Tag der Republik, an dem in Delhi eine große Parade stattfindet, die vom Staatspräsidenten abgenommen wird. Auch der Geburtstag des Führers der Unabhängigkeitsbewegung Mohandas Karamchand („Mahatma“) Gandhi am 2. Oktober (Gandhi Jayanti) sowie mehrere religiöse Feste sind landesweite gesetzliche Feiertage. Religiöse Festtage nehmen in Indien einen außerordentlich hohen Stellenwert ein. Zu den wichtigsten hinduistischen Feierlichkeiten gehören das Lichterfest Diwali, Dashahara (der Tag des Sieges von Rama über den Dämonen Ravana), die Frühlingsfeste Holi und Vasant Panchami, Ganesh Chaturthi zu Ehren Ganeshas, Raksha Bandhan (Fest der „Schützenden Verbindung“ zwischen Geschwistern) sowie viele weitere Pujas zu Ehren einzelner Gottheiten. Muslime feiern etwa das Opferfest (Id al-Adha) zum Höhepunkt der Pilgerfahrt (Haddsch) nach Mekka und Id al-Fitr zum Ende des Fastenmonats Ramadan. Der wichtigste Feiertag der Sikhs, Buddhisten und Jainas ist der Geburtstag ihres jeweiligen Glaubensstifters (Nanak Dev bzw. Buddha bzw. Mahavira). Christen feiern vor allem Ostern und Weihnachten.
Daneben existiert eine unüberschaubare Vielzahl regionaler Feste. In der Erntezeit feiert man in ländlichen Gegenden Erntedankfeste wie das tamilische Pongal, Lohri im Punjab oder Onam in Kerala (rund im Kochi), während die Menschen in anderen Landesteilen am selben Tag Makar Sankranti feiern. Das Onam-Festival war anfangs religiöser Natur, heutzutage steht die Kultur und Tradition Keralas im Mittelpunkt. Ende Februar bis Anfang März findet ein siebentägiges Tanzfestival vor der Kulisse der Khajuraho Tempel, die zum Weltkulturerbe der UNESCO gehören, statt.

## Medien
Gemäß der Verfassung von 1950 gelten in Indien Meinungs- und Pressefreiheit, auch wenn diese in Krisengebieten wie Kaschmir und Teilen Nordostindiens eingeschränkt sind. Auf Grund seiner pluralistischen Gesellschaft besitzt Indien jedoch eine überaus breit gefächerte Medienlandschaft.
Bei der Rangliste der Pressefreiheit 2017, welche von Reporter ohne Grenzen herausgegeben wird, belegte Indien Platz 130 von 180 Ländern und war damit besser als die Nachbarn Pakistan (139) und Bangladesch (146). Im Jahr 2017 sind vier Journalisten in Indien getötet worden. Laut dem Bericht von Reporter ohne Grenzen steht der Tod der Opfer in direktem Zusammenhang mit deren journalistischer Tätigkeit.

### Printmedien
Indiens erste Zeitung, die englischsprachige Bengal Gazette, erschien 1780 in Kolkata. Heute weist Indien eine äußerst vielfältige Presselandschaft auf. Die indische Presse gilt als kritisch, auch die thematische Bandbreite ist außerordentlich groß. Im Land erscheinen etwa 55.000 Zeitungen und Zeitschriften – mehr als in jedem anderen Land der Welt – mit einer Gesamtauflage von über 140 Millionen. Darunter sind mehr als 5000 Tageszeitungen. Die meisten Printmedien werden auf Hindi verlegt, das 45 % des gesamten Pressemarktes ausmacht. Englischsprachige Zeitungen haben einen Anteil von 17 %. Der Rest verteilt sich auf über 100 Sprachen und Dialekte.
Die wichtigsten Nachrichten- und Presseagenturen sind Press Trust of India (PTI) und United News of India (UNI).
Die folgende Liste zeigt die 10 meistgelesenen Tageszeitungen in Indien 2013, laut Indian Readership Survey (IRS) – die größte englischsprachige Zeitung ist The Times of India mit über 7 Millionen Lesern (vergleiche die Liste indischer Zeitungen):
|    | Tageszeitung        | Sprache   | Leser       |
| -- | ------------------- | --------- | ----------- |
| 1  | Dainik Jagran       | Hindi     | 15,527 Mio. |
| 2  | Hindustan           | Hindi     | 14,246 Mio. |
| 3  | Dainik Bhaskar      | Hindi     | 12,857 Mio. |
| 4  | Malayala Manorama   | Malayalam | 8,565 Mio.  |
| 5  | Daily Thanthi       | Tamil     | 8,156 Mio.  |
| 6  | Rajasthan Patrika   | Hindi     | 7,665 Mio.  |
| 7  | The Times of India  | englisch  | 7,254 Mio.  |
| 8  | Amar Ujala          | Hindi     | 7,071 Mio.  |
| 9  | Mathrubhumi         | Malayalam | 6,136 Mio.  |
| 10 | Lokmat              | Marathi   | 5,601 Mio.  |
| …  | The Hindustan Times | englisch  | 4,335 Mio.  |
| …  | The Hindu           | englisch  | 1,473 Mio.  |
| …  | Mumbai Mirror       | englisch  | 1,084 Mio.  |

|   | Zeitschrift                | Sprache   | Leser       |
| - | -------------------------- | --------- | ----------- |
| 1 | Vanitha                    | Malayalam | 02,762 Mio. |
| 2 | India Today (englisch)     | englisch  | 1,532 Mio.  |
| 3 | Pratiyogita Darpan         | Hindi     | 1,457 Mio.  |
| 4 | Saras Salil, Frauenmagazin | Hindi     | 1,174 Mio.  |
| 5 | India Today (Hindi)        | Hindi     | 1,151 Mio.  |
| 6 | Samanya Gyan Darpan        | Hindi     | 1,094 Mio.  |
| 7 | Manorama Thozil Veedhi     | Malayalam | 1,012 Mio.  |

### Hörfunk
Bis in die frühen 1990er Jahre war der Hörfunk das dominierende elektronische Medium. Mit knapp 200 Millionen Zuhörern erreicht er jedoch inzwischen nur noch halb so viele Menschen wie das Fernsehen. Auch die Monopolstellung des staatlichen All India Radio, das in 23 Sprachen und 179 Dialekten sendet und im ganzen Land empfangen und darüber hinaus über Kurzwellenrundfunk, Satellit und per Livestream über das Internet gehört werden kann, ist durch die steigende Zahl privater UKW-Sender längst gebrochen. In den großen Städten haben private Hörfunksender das Staatsradio bereits überholt.

### Fernsehen
Das Fernsehen wurde erstmals am 15. September 1959 im Raum Delhi eingeführt. Ein regelmäßiges Programm besteht jedoch erst seit 1965. Aus Anlass der Asienspiele im Jahre 1982 in Neu-Delhi wurde das Farbfernsehen eingeführt. Im selben Jahr begann die Ausstrahlung von Fernsehprogrammen über Satellit.
Zunächst blieb das Fernsehen einer kleinen, wohlhabenden Minderheit vorbehalten, erlebte aber in den 1980er Jahren einen rasanten Zuschauerzuwachs und ist heute das mit Abstand beliebteste Massenmedium in Indien. Dem Staatsfernsehen Doordarshan, das bis 1991 eine Monopolstellung innehatte, stehen mittlerweile zahlreiche private Satelliten- und Kabelsender gegenüber. Letztere finden ihr Publikum vor allem unter der jüngeren Stadtbevölkerung. Inzwischen verfügt etwa die Hälfte der rund 100 Millionen Fernsehhaushalte über einen Kabelanschluss. Die zuschauerstärksten Privatsender sind STAR Plus, Sony Entertainment Television, Sab TV, India TV, Colors TV und Zee TV.

### Internet
Das Internet ist in der indischen Mittel- und Oberschicht stark verbreitet. 2016 hatten 34 % der Bevölkerung einen Zugang zum Internet. Die Zahl der Benutzer steigt allerdings rapide an, nicht zuletzt dank der Internetcafés, die sich zusehends verbreiten. Die größeren der indischen Tageszeitungen sind mit einer Online-Version im Internet präsent. Die Zahl der Social-Media-Nutzer liegt bei 153 Millionen und ist gemessen an der Bevölkerungsgröße noch recht gering, verzeichnet dafür mit über 45 % im Vergleich zum Vorjahr eine sehr hohe Wachstumsrate, und die Zahl der Nutzer steigt kontinuierlich.

### Verlagswesen und Buchmarkt
In 12.000 Verlagen erscheinen jährlich rund 90.000 Titel in über 18 Sprachen. Indien ist der drittgrößte Markt für englischsprachige Publikationen, der stark vom Wegfall eines investitionsbeschränkenden Gesetzes profitiert. Zunehmend wird Verlagsarbeit vor allem aus den Abteilungen Herstellung, Englisch und Online aus Industrieländern nach Indien verlagert (gemäß ValueNotes mit 122 Milliarden INR Umsatz) besonders im Bereich wissenschaftlicher, technischer und medizinischer Fachliteratur.
Zwei der weltgrößten Buchmessen finden jährlich in Indien statt, die Kolkata Book Fair in Kolkata und die New Delhi World Book Fair in Neu-Delhi.

### Überblicksdarstellungen
- Sven Hansen (Hrsg.): Indien. Die barfüßige Großmacht. (= Le Monde diplomatique. Heft 7). TAZ, Berlin 2010, ISBN 978-3-937683-27-0.
- Michael von Hauff (Hrsg.): Indien. Herausforderungen und Perspektiven. Metropolis-Verlag, Marburg 2008, ISBN 978-3-89518-720-9.
- Klaus Voll, Doreen Beierlein: Rising India – Europe’s partner? Weißensee Verlag, Berlin 2006, ISBN 3-89998-098-0.

### Geschichte
- Arthur Llewellyn Basham: The wonder that was India. Band 1: A survey of the history and culture of the Indian sub-continent before the coming of the Muslims. Band 2: From the coming of the Muslims to the British conquest: 1200–1700. Sidgwick & Jackson, London 1954/1987, ISBN 0-283-35457-7.
- Helmut Gregor: Das Indienbild des Abendlandes (bis zum Ende des 13. Jahrhunderts). Wien 1964.
- Andreas Hilger, Corinna R. Unger (Hrsg.): India in the world since 1947. National and transnational perspectives. Lang, Frankfurt am Main u. a. 2012, ISBN 978-3-631-61178-4.
- Hermann Kulke: Indische Geschichte bis 1750. (= Oldenbourg Grundriss der Geschichte. 34). München 2005, ISBN 3-486-55741-6.
- Hermann Kulke, Dietmar Rothermund: Geschichte Indiens. Von der Induskultur bis heute. 3. aktualisierte Auflage der Sonderausgabe. Verlag C.H. Beck, München 2018, ISBN 978-3-406-72063-5
- Michael Mann: Geschichte Indiens. Vom 18. bis zum 21. Jahrhundert. (= UTB. 2694). Verlag Ferdinand Schöningh, Paderborn u. a. 2005, ISBN 3-8252-2694-8.
- Bernd Rosenheim: Die Welt des Buddha. Frühe Stätten buddhistischer Kunst in Indien. Verlag Philipp von Zabern, Mainz 2006, ISBN 3-8053-3665-9.
- Shashi Tharoor: Eine kleine Geschichte Indiens. Suhrkamp, Frankfurt am Main 2005, ISBN 3-89331-635-3.
- Michael Witzel: Das alte Indien. (= C.H. Beck Wissen). 2., durchges. Auflage. C.H. Beck Verlag, München 2010, ISBN 978-3-406-59717-6.

### Politik
- Olaf Ihlau: Weltmacht Indien. Die neue Herausforderung des Westens. Siedler Verlag, München 2006, ISBN 3-88680-851-3.
- Harald Müller: Weltmacht Indien – Wie uns der rasante Aufstieg herausfordert. S. Fischer Verlag, Frankfurt am Main 2006, ISBN 3-596-17371-X.
- Clemens Six: Hindi – Hindu – Hindustan. Politik und Religion im modernen Indien. 2. Auflage. Wien 2007, ISBN 978-3-85476-212-6.
- Christian Wagner: Das politische System Indiens. Eine Einführung. Wiesbaden 2006, ISBN 3-531-90248-2.
- Klaus Voll: Globale asiatische Großmacht? Indische Außen- und Sicherheitspolitik zwischen 2000 und 2005. Weißensee Verlag, Berlin 2005, ISBN 3-89998-075-1.
- Anant Kumar: Indien Eine Weltmacht mit inneren Schwächen, 13 kulturpolitische Essays. Verlag Der Neue Morgen, Rudolstadt 2012, ISBN 978-3-95480-021-6.
- Oliver Schulz: Neue Weltmacht Indien. Geostratege, Wirtschaftsriese, Wissenslabor. Westend-Verlag, Frankfurt/M. 2023, ISBN 978-3-86489-420-6.

### Religion
Umfassender Überblick mit Literaturangaben:
- Paul Gäbler: Indische Religionen. In: Evangelisches Kirchenlexikon – Kirchlich-theologisches Handwörterbuch. Band: H–O. 2., unveränderte Auflage. Vandenhoeck & Ruprecht, Göttingen 1962, Spalte 298–302.

Für das koloniale Indien:
- Swami Vivekananda: The Complete Works of Swami Vivekananda. Reprint. Mayavati Memorial Edition, Advatia Ashrama, Calcutta 1991/1992.
- Christian W. Troll: Sayyid Ahmand Khan. A Reinterpretation of Muslim Theology. Vikas Publ. House, New Delhi 1978.

### Gesellschaft
- Maren Bellwinkel-Schempp: Dalits. Religion und Menschenrechte der ehemaligen Unberührbaren in Indien. (= Studienheft Weltmission heute. Heft 67). Hamburg 2009.
- Robert Deliège: Les castes en Inde aujourd’hui. Presses Univ. de France, Paris 2005, ISBN 2-13-054034-1.
- Michael Schied: Nationalismus und Fundamentalismus in Indien: Der Ayodhya-Konflikt. VDM-Verlag, Saarbrücken 2008, ISBN 978-3-639-00541-7.
- Yves Thoraval: The Cinemas of India (1896–2000). MacMillan, 2000, ISBN 0-333-93410-5.
- Dorothee Wenner u. a. (Hrsg.): Import/Export. Wege des Kulturtransfers zwischen Indien und Deutschland/Österreich. Parthas Verlag, 2005, ISBN 3-86601-910-6.
- Surinder S. Jodhka, Aseem Prakash: Die indische Mittelschicht – aufstrebende politische und wirtschaftliche Kultur. In: KAS-Auslandsinformationen 12/2011. Berlin 2011, S. 44–59.
- Oliver Schulz: Indien zu Fuß – Eine Reise auf dem 78. Längengrad. Deutsche Verlags-Anstalt, München 2011, ISBN 978-3-421-04474-7.
- François Maher Presley: Indien – Farben und Gesichter. in-Cultura.com, Hamburg 2017, ISBN 978-3-930727-36-0.
- Hanns Wienold: Indien heute. Die Armut bleibt unbesiegt. Westfälisches Dampfboot Verlag, Münster 2019, ISBN 978-3-89691-279-4
- Ashoka Mody: Das gespaltene Indien. Ein betrogenes Volk zwischen Wirtschaftspotenzial und Weltmachthype. Campus Verlag, Frankfurt am Main 2024, ISBN 978-3-593-51963-0.

### Wirtschaft
- Jean-Joseph Boillot: L’économie de l’Inde. La Découverte, Paris 2006, ISBN 2-7071-4750-8.
- Dirk Bronger, Johannes Wamser: Indien – China. Vergleich zweier Entwicklungswege. Lit Verlag, 2005, ISBN 3-8258-9156-9.
- A. Deaton, V. Kozel: Data and Dogma: The Great Indian Poverty Debate. In: The World Bank Research Observer. Vo. 20 (2005), No. 2 (PDF; 146 kB).
- Michael Homberg: Digitale Unabhängigkeit: Indiens Weg ins Computerzeitalter – Eine internationale Geschichte (Geschichte der Gegenwart), Wallstein, Göttingen 2022, ISBN 978-3-8353-5267-4
- Peter Seele: Brains and Gold. Global Transformation Processes and Institutional Change in South Asia. Academia Verlag, 2007, ISBN 978-3-89665-393-2.

### Reiseführer
- Helge Timmerberg: Im Palast der gläsernen Schwäne. Auf Umwegen nach Indien. Rowohlt Taschenbuch-Verlag, 1985, ISBN 3-499-17528-2.
- Ilija Trojanow: Gebrauchsanweisung für Indien. 2. Auflage. Piper, München/Zürich 2006, ISBN 3-492-27552-4.
- Klaus-Dieter Hupke, Ulrike Ohl: Auf Tour: Indien. Spektrum Akademischer Verlag, Heidelberg 2011, ISBN 978-3-8274-2609-3.
- Martin Kolozs: Nie wieder Indien. Der andere Reisebericht. Edition Baes, 2013, ISBN 978-3-9503559-3-2.

### Regierung und Regierungsorganisationen
- Website der indischen Regierung (englisch)
- Website der Indischen Botschaft in Berlin (englisch)
- Verzeichnis indischer Regierungsseiten (englisch)
- Indien-Berichte internationaler Organisationen (englisch)
- CIA World Factbook: Indien  (englisch)

### Landesinformationen
- Länderinformationen Auswärtigen Amtes (D), EDA (CH); Reiseinformationen: BMEIA (A)
- German Institute for Global and Area Studies: Datenbank inhaltlich erschlossener Literatur zur gesellschaftlichen, politischen und wirtschaftlichen Situation in Indien
- Länderprofil des deutschen Statistischen Bundesamtes
- Amnesty International zur Menschenrechtslage (englisch)

### Dossiers
- Online-Dossier der Bundeszentrale für politische Bildung, 2014
- Indien. Informationen zur politischen Bildung. Heft 296, 2007
- Neue Macht Indien. Textsammlung, in: Das Parlament Nr. 32/33, 2006, 7./14. August 2006
- Dossiers zum Thema Indien in der Pressemappe 20. Jahrhundert der ZBW – Leibniz-Informationszentrum Wirtschaft. (Digitalisierte Artikel 1950–1960 vor Ort einsehbar, 1961–1980 auf Microfiche.)

### Kultur
- Herrscherlisten
- Ernst Kausen: Die Sprachen des indischen Subkontinents (Microsoft-Word-Dokument, 120 kB; DOC-Datei)
- Kultur, Architektur, Kunst, Astronomie, Kalender